# Bundesautobahn 3
Die Bundesautobahn 3 (Abkürzung: BAB 3) – Kurzform: Autobahn 3 (Abkürzung: A 3) – ist mit 769 Kilometern die zweitlängste Autobahn Deutschlands nach der A 7. Sie führt von der niederländischen Grenze durch das Ruhrgebiet, den Kölner Raum, das Rhein-Main-Gebiet, Franken und Ostbayern bis zur österreichischen Grenze bei Schärding. Sie verbindet die niederländischen und belgischen Nordseehäfen mit Süd- und Osteuropa und ist als Teil der Europastraßen 34, 35, 41, 42, 43, 44, 45 und 56 einer der wichtigsten europäischen Verkehrswege.

## Verlauf
Die Bundesautobahn 3 beginnt am ehemaligen Grenzübergang Elten als Fortsetzung des niederländischen Rijksweg 12. Die Strecke ist zunächst vierstreifig und führt in südöstliche Richtung in größerem Abstand parallel zum Rhein. Zunächst am Eltenberg und anschließend an Emmerich vorbei, geht es unmittelbar entlang der Staatsgrenze zu den Niederlanden durch die flache, relativ dünn besiedelte Landschaft des rechten Niederrheins. Im Millinger Bruch bei Rees endet der Verlauf entlang der Staatsgrenze, und die Autobahn erreicht nach kompletter Durchquerung der Isselniederung mit Wesel die erste Stadt des Ruhrgebiets. Nach Überquerung der Lippe und des Wesel-Datteln-Kanals bei Hünxe führt sie durch eine waldreiche Heidelandschaft, an Dinslaken vorbei, und erreicht das Kreuz Oberhausen und damit den Siedlungskern des westlichen Ruhrgebiets. Um weiter auf der BAB 3 zu bleiben, muss die Fahrbahn gewechselt werden, da die Hauptfahrbahn als BAB 516 weiter nach Oberhausen hinein führt. Dies gilt auch in entgegengesetzte Fahrtrichtung, denn das Kreuz markiert in nördliche bzw. östliche Richtung den Beginn der BAB 2.

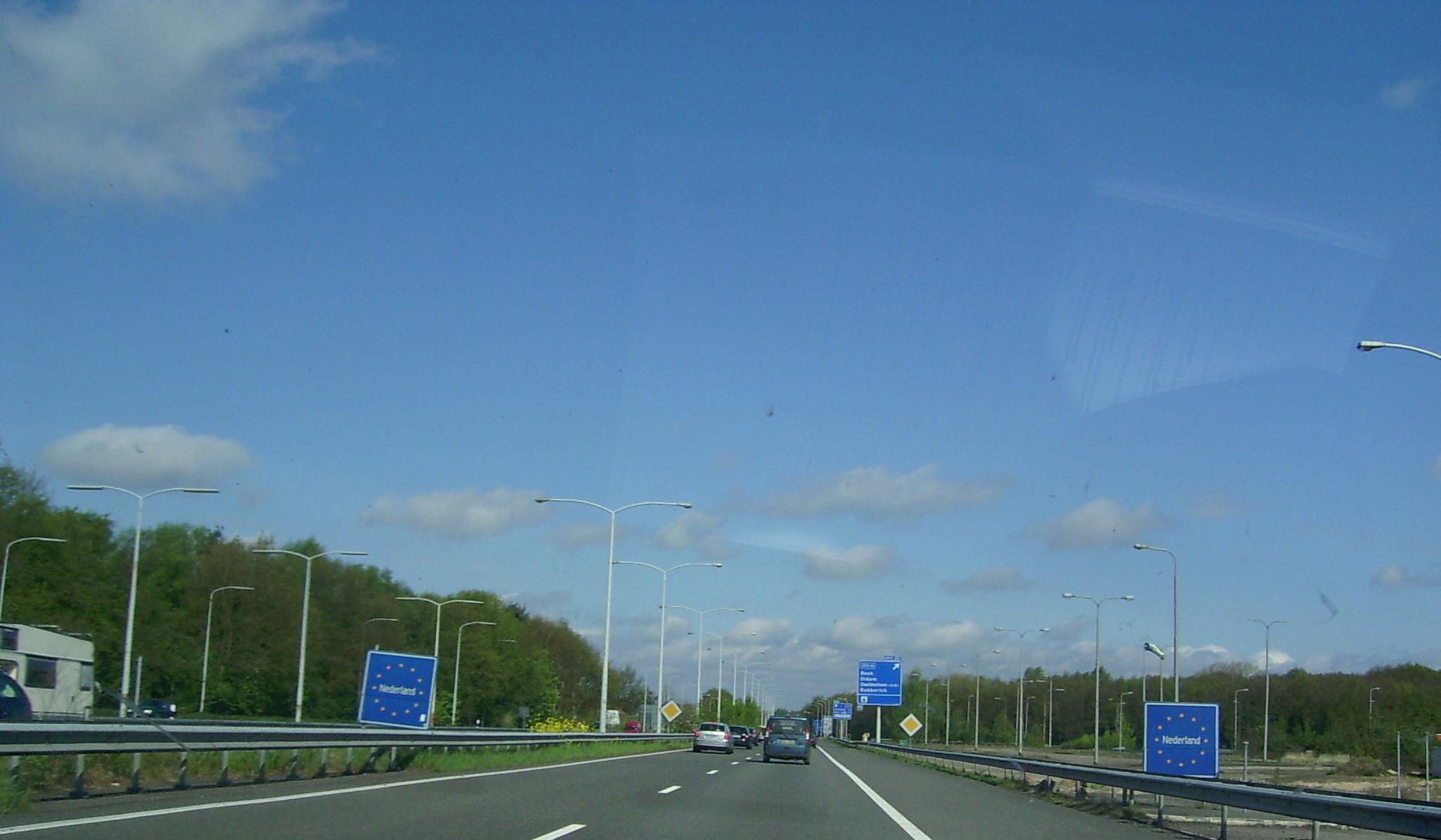
Grenzübergang Elten/Bergh
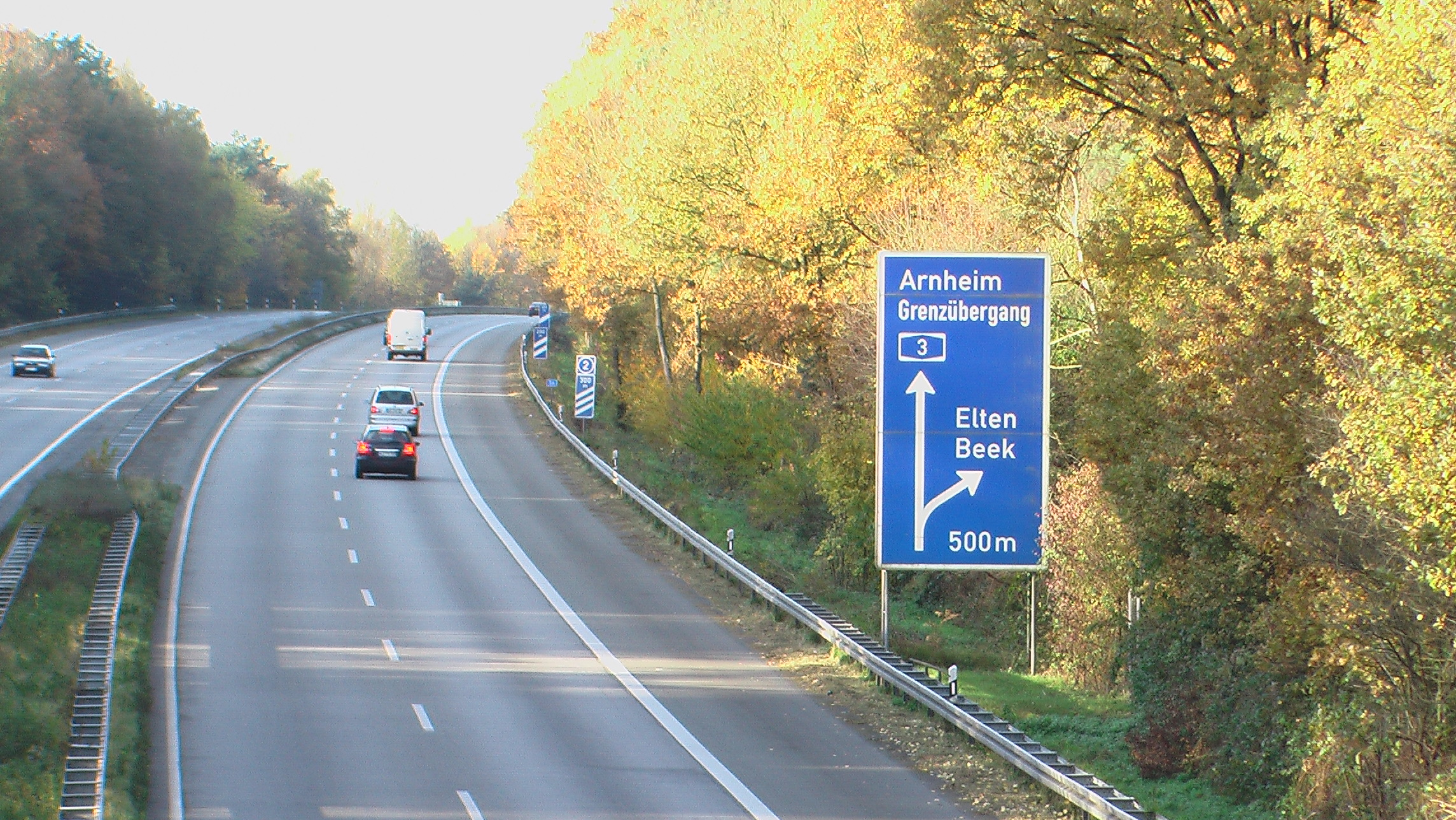
Bei Elten
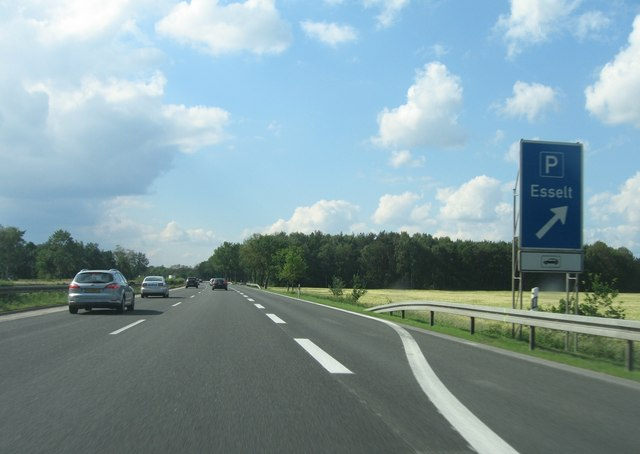
Östlich von Wesel
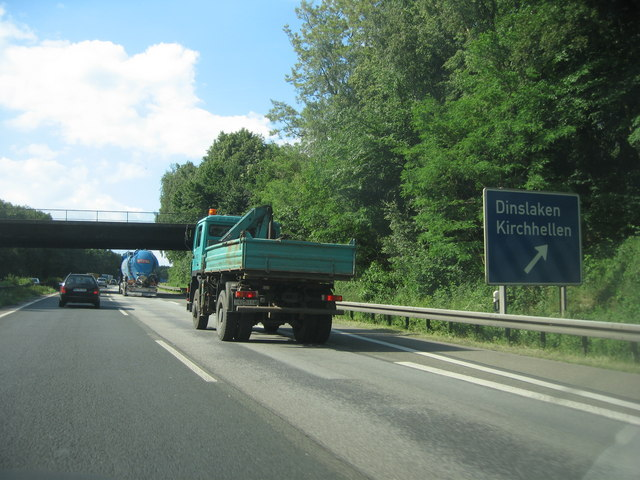
Bei Dinslaken

Südlich vom Kreuz Oberhausen ist die BAB 3 sechsstreifig. Mit Ausnahme kurzer Abschnitte in einigen Autobahnkreuzen hat sie ab hier bis kurz hinter Würzburg durchgehend mindestens drei Spuren pro Fahrtrichtung. An den Anlagen der Ruhrchemie vorbei in südliche Fahrtrichtung, kreuzt im westlichen Oberhausener Stadtgebiet, am Kreuz Oberhausen-West, die auch Emscherschnellweg genannte BAB 42. Südlich davon wird der Rhein-Herne-Kanal überquert und Duisburg erreicht. Nach Querung der Ruhr kreuzt am Kreuz Kaiserberg die BAB 40, auch als Ruhrschnellweg bezeichnet, die BAB 3 in spitzem Winkel. Aufgrund dessen und der parallel verlaufenden Eisenbahnstrecken zum Duisburger Hauptbahnhof ist das Kreuz in komplexer Form mit mehreren Rampen auf engem Raum ausgelegt. Unmittelbar südlich durchquert die Autobahn das Gelände des Duisburger Zoos. Beide Hälften waren bis zur Jahrtausendwende mit der markanten Expo-Brücke verbunden. Beim Ausbau der A3 bekam der Zoo eine bepflanzte Grünbrücke. Nach ihr geht es quer durch den Duisburger Stadtwald. Hier hat die gelbe Expo-Brücke einen neuen Standort erhalten. Weiter geht es aus dem dicht besiedelten Teil des Ruhrgebiets hinaus ins leicht hügelige Niederbergische Land. Am Kreuz Breitscheid bestehen Verbindungen mit den Bundesautobahnen 52 und 524, ehe nach Durchquerung des Ratinger Stadtwalds am Kreuz Ratingen-Ost ein Teilstück der unvollendeten BAB 44 endet. Es markiert gleichzeitig den Beginn des östlichen Teils des Düsseldorfer Autobahnrings.
Nach Querung des Stadtteiles Hubbelrath der nordrhein-westfälischen Landeshauptstadt Düsseldorf wird das von deren namensgebendem Fluss Düssel gebildete Neandertal in Erkrath überquert. Am Kreuz Hilden mit der BAB 46 endet die östliche Umfahrung Düsseldorfs und es geht westlich an Solingen und östlich an Langenfeld vorbei weiter nach Süden. Die am Dreieck Langenfeld endende BAB 542 bildet eine Querverbindung mit der zwischen Düsseldorf und Leverkusen parallel verlaufenden BAB 59. Schließlich wird nach Überquerung der Wupper mit Opladen der nördlichste Stadtteil von Leverkusen und damit der Kölner Raum erreicht.

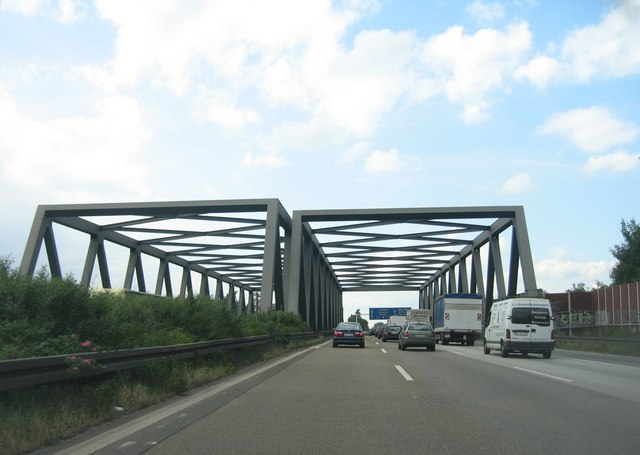
Brücke über den Rhein-Herne-Kanal bei Oberhausen-Lirich
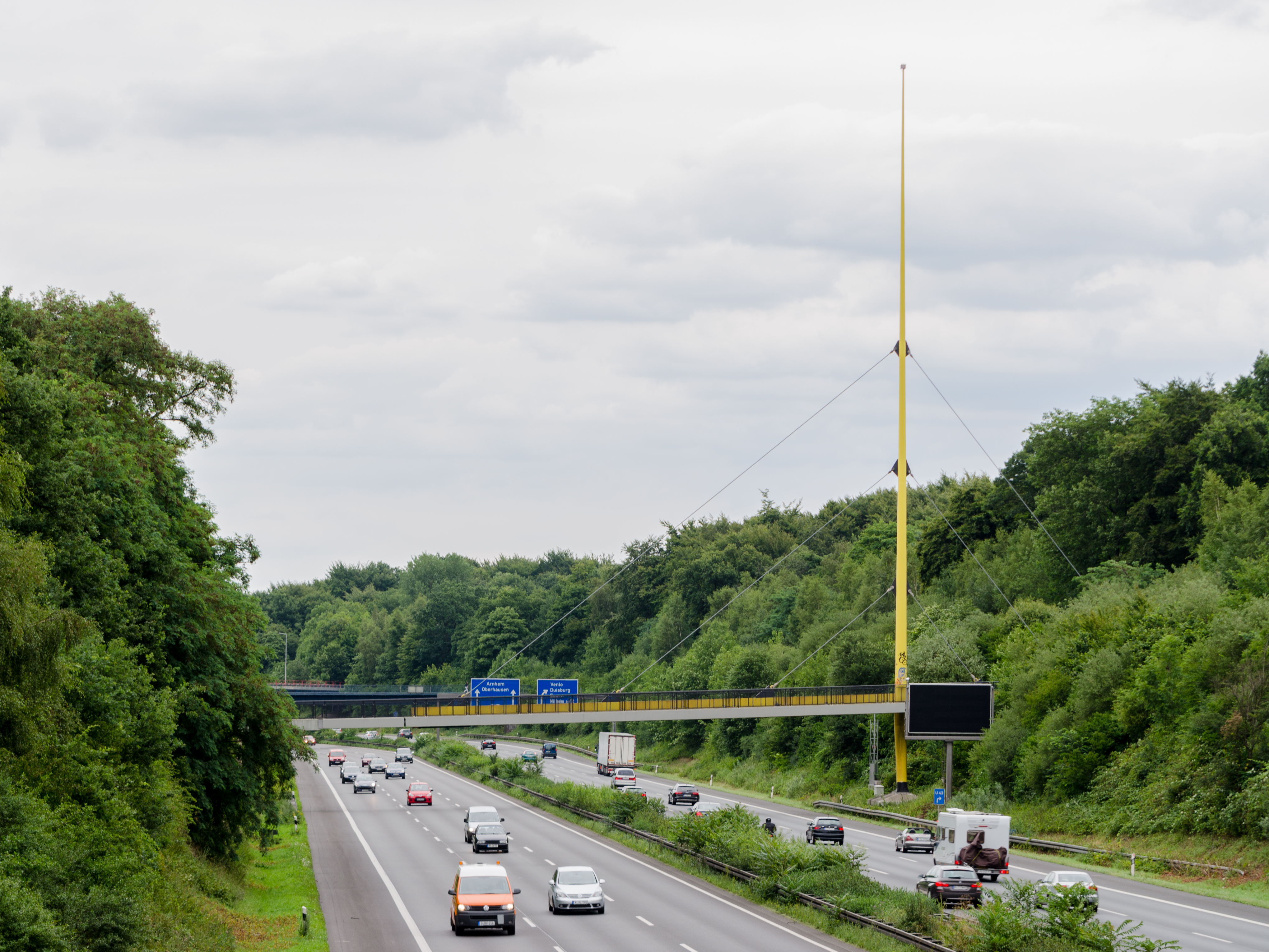
Im Duisburger Stadtwald mit Expo-Brücke
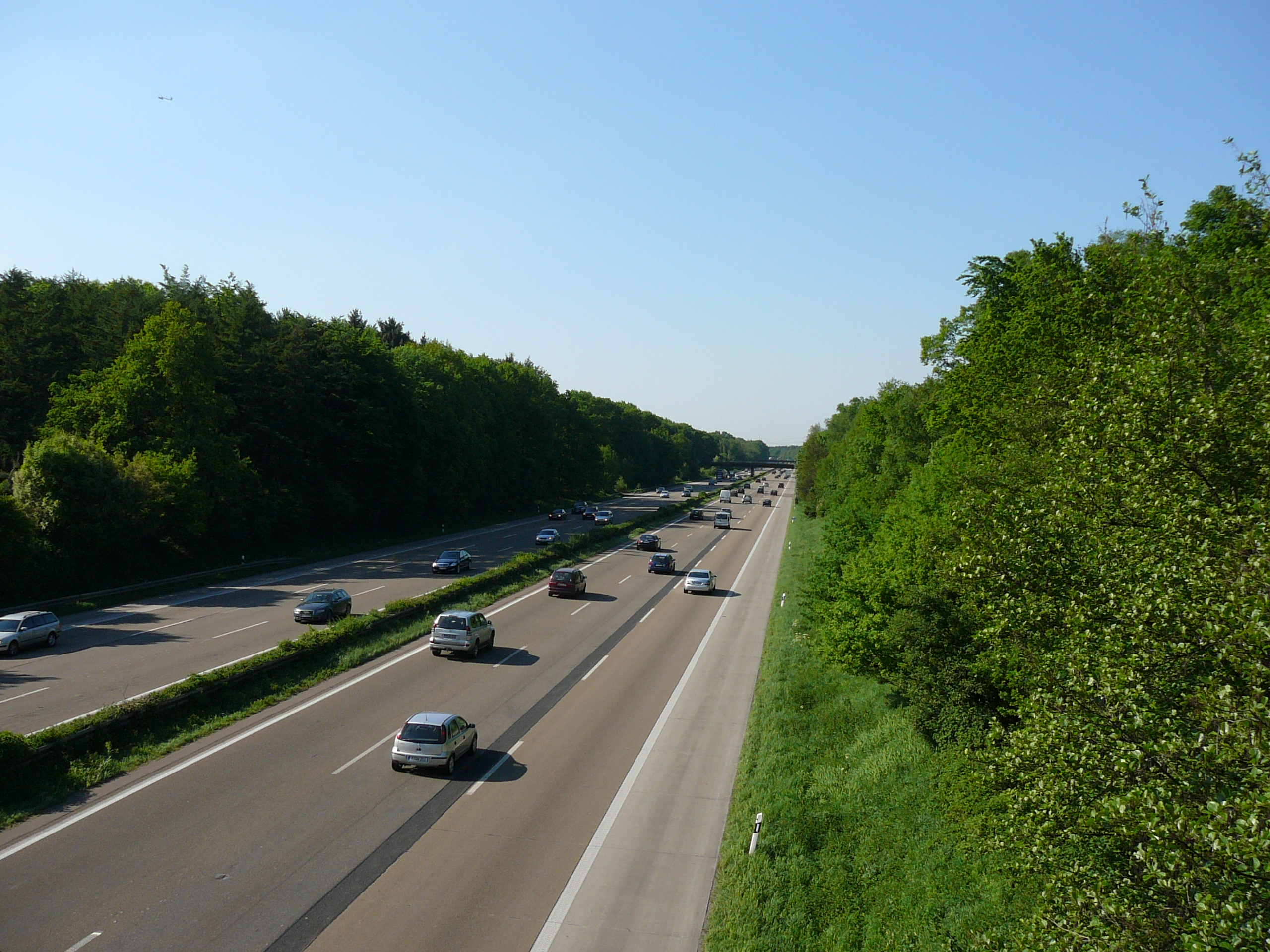
Durchquerung der Ohligser Heide bei Langenfeld

Das Kreuz Leverkusen mit der BAB 1 markiert den Beginn des östlichen Kölner Autobahnrings. Hier hat die BAB 3 acht Fahrstreifen und stellt den verkehrsreichsten Autobahnabschnitt in Deutschland dar. An der Leverkusener Kernstadt mit dem Bayer-Stammwerk vorbei, geht es im rechtsrheinischen Kölner Stadtgebiet auf das Kreuz Köln-Ost zu, ab wo die Fahrbahn mit der nach Osten weiterführenden BAB 4 geteilt wird. Die in westliche Richtung weiter führende B 55a führt über die Zoobrücke ins linksrheinische Kölner Stadtzentrum. Nach einigen Kilometern gemeinsamer Trasse zweigt am Dreieck Köln-Heumar die BAB 4 wieder nach Westen ab, gleichzeitig beginnt hier an einer nur von und in Richtung Norden erreichbaren Gabelung der südlichste Abschnitt der BAB 59.
Hinter Heumar verlässt die nun wieder sechsstreifige BAB 3 das Kölner Stadtgebiet, führt nach Südosten durch den dicht bewaldeten Königsforst und erreicht bei Rösrath das Sülz- und kurz vor Lohmar das Aggertal, dem sie entlang folgt. In einem großen Bogen geht es außerdem am Gelände des Flughafens Köln/Bonn vorbei, der allerdings nur über die parallel verlaufende BAB 59 angebunden ist. Bei Siegburg überquert sie die Sieg, die hier aus ihrem Tal hervortritt und kreuzt kurz danach am Kreuz Bonn/Siegburg die BAB 560. Von dort verläuft bis Frankfurt nun parallel die ICE-Schnellfahrstrecke Köln–Rhein/Main der Deutschen Bahn. Während diese die bergige Region mit vielen Brücken und Tunneln durchquert, weist die BAB 3 zahlreiche Abschnitte mit Kurven und Längsneigungen auf.
Vom Pleisbachtal aus führt die Autobahn nun aus der Kölner Bucht hinaus auf die Höhen des Westerwalds, dem Teil des Rheinischen Schiefergebirge rechts des Rheins und südlich des Siegtals. Unmittelbar am markanten Siebengebirge vorbei, wird nach dem Logebachtal und einer weiteren Steigungsstrecke oberhalb von Bad Honnef die Landesgrenze zu Rheinland-Pfalz überquert. Auf rheinland-pfälzischer Seite angekommen folgt sogleich ein Gefälle hinab ins Hallerbachtal, ehe das Wiedtal überquert wird und ein weiterer Aufstieg beginnt. Am mit knapp 400 m über NN höchsten Punkt zwischen Köln und Frankfurt steht bei Willroth das markante Fördergerüst der ehemaligen Eisenerzgrube Georg unmittelbar neben der Trasse. Weiter entlang des bewaldeten Höhenzugs und dem Durchfahren des Saynbachtals folgt bei Ransbach-Baumbach das Dreieck Dernbach, an dem die von Westen her kommende BAB 48 einmündet.

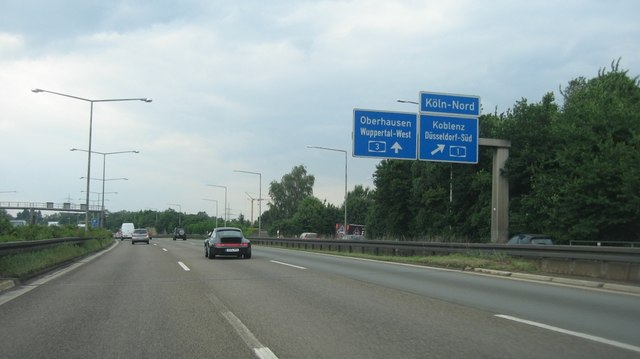
Kreuz Leverkusen
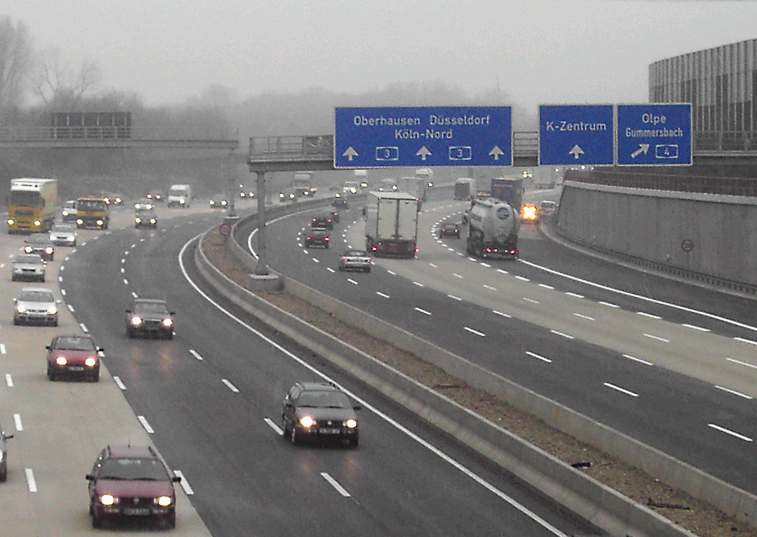
Achtstreifige BAB 3/BAB 3 am Kreuz Köln-Ost
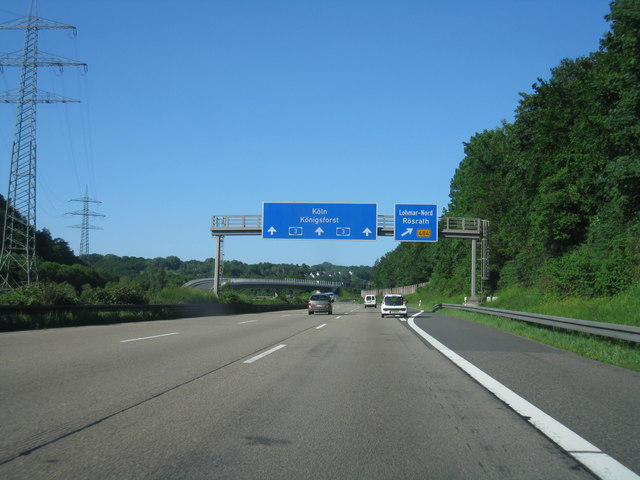
Im Aggertal bei Lohmar
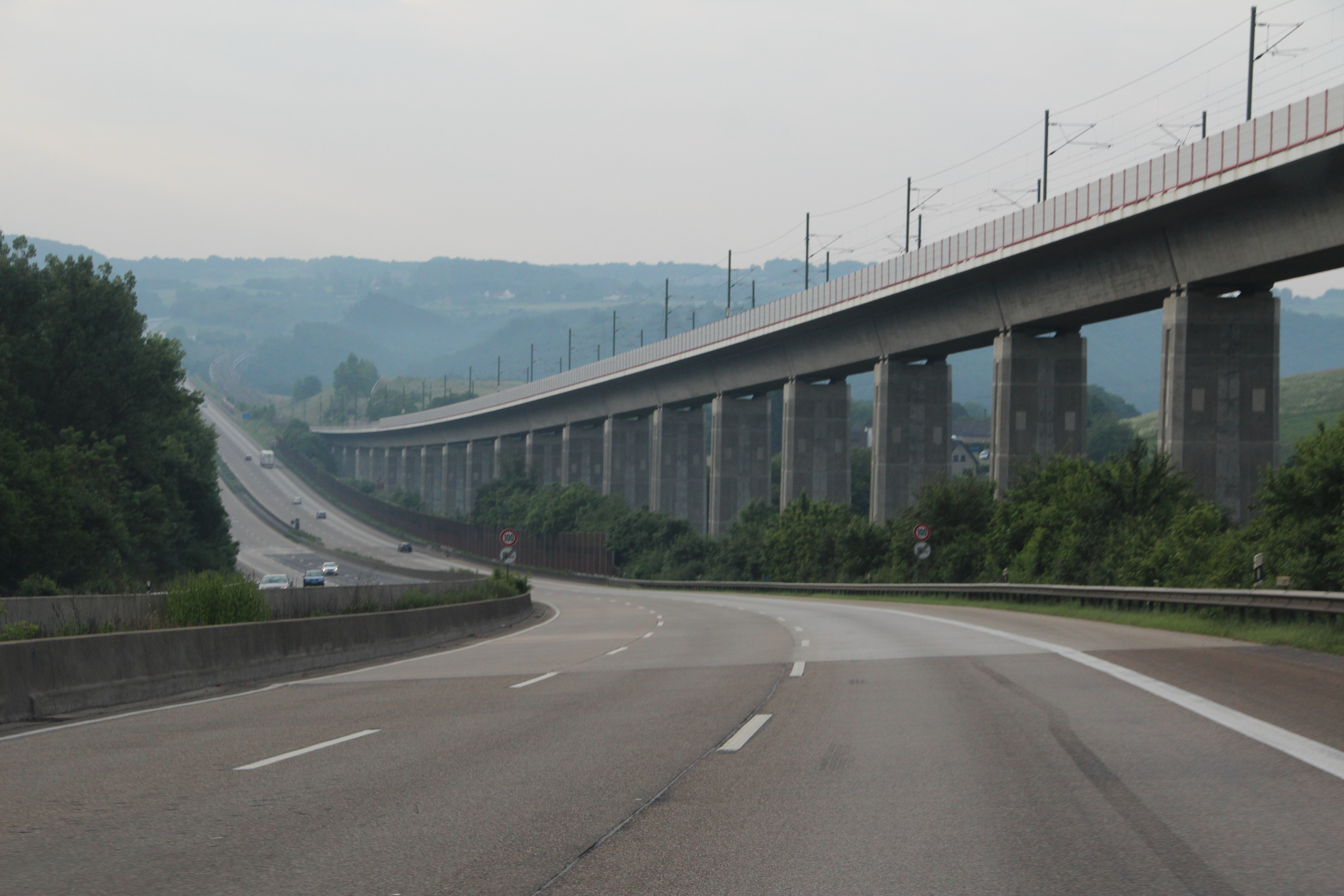
Steigungs- und Gefällestrecke im Hallerbachtal mit paralleler ICE-Brücke
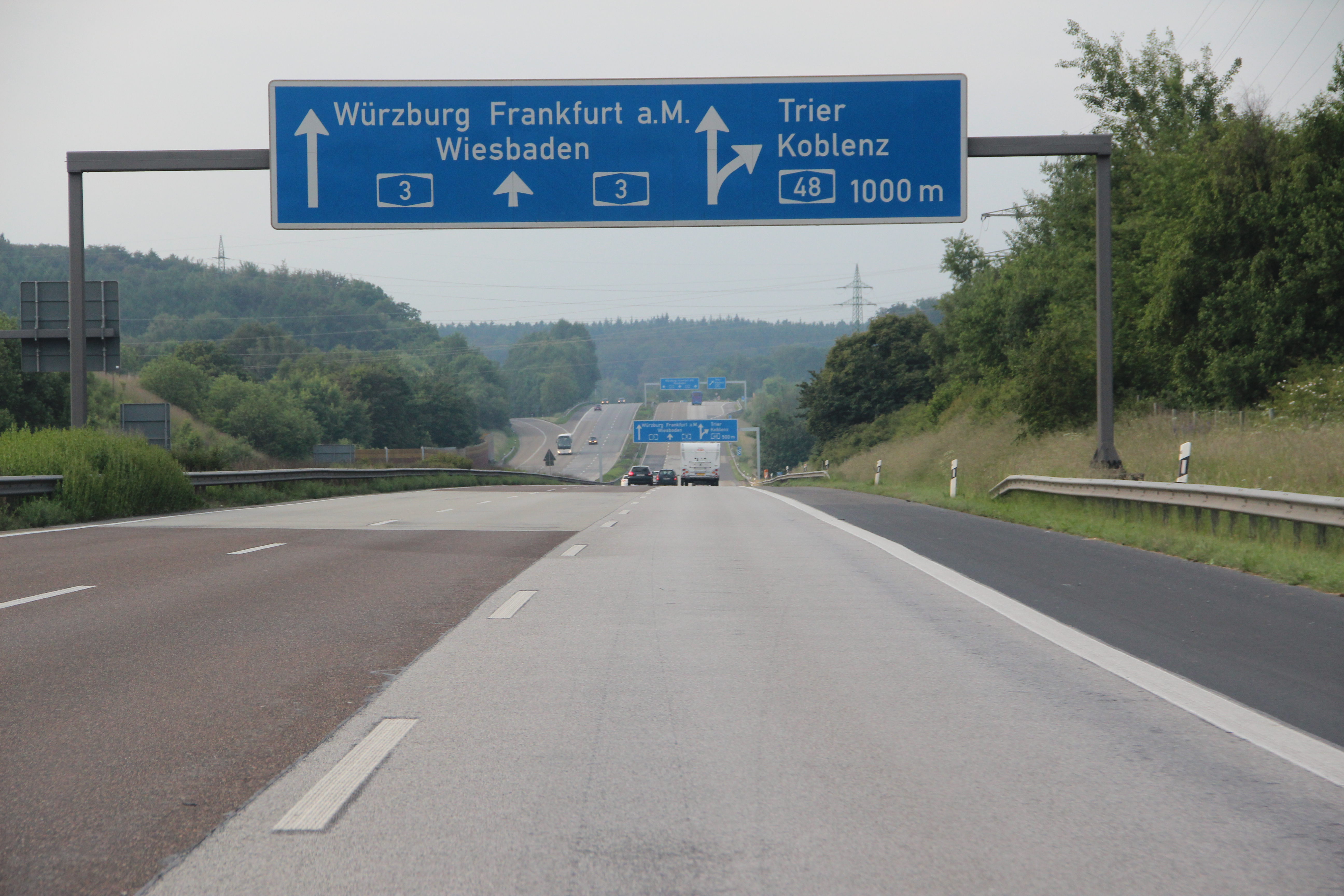
Kurz vor dem Dreieck Dernbach

Die in Montabaur kreuzende B 255 stellt für die ansonsten dünn besiedelte Region eine wichtige Überlandverbindung dar. Von der Kreisstadt des Westerwaldkreises aus folgt noch ein letzter Aufstieg auf den östlichsten Höhenzug des Westerwalds. In einem großen Bogen geht es dann südwärts bis Diez, ehe nach Osten hin eine markante Gefällestrecke, die auch als Elzer Berg bekannt ist, ins Limburger Becken hinab führt. In diesem Bereich wechselt die Autobahn ins Bundesland Hessen. An Limburg vorbei dreht sie wiederum nach Südosten, überquert das Lahntal auf einer hohen Brücke und verläuft entlang der Idsteiner Senke, die das Mittelgebirge des Taunus entzwei teilt. Kurz vor der namensgebenden Stadt Idstein folgt ein Aufstieg zum Taunuskamm, der bei Niedernhausen an seiner schmalsten Stelle überquert wird. Danach geht es in einer langgezogenen Gefällestrecke den gesamten Vordertaunus hinunter in die flache Untermainebene. Am Wiesbadener Kreuz ist die BAB 3 mit der BAB 66, dem Rhein-Main-Schnellweg, verbunden. Weiter hinab geht es zum Main, der bei Raunheim zum ersten Mal von der Autobahn überquert wird. Hinter der Mainbrücke zweigt am Mönchhof-Dreieck die BAB 67 nach Süden ab.
Nahezu der gesamte restliche hessische Abschnitt ist von nun an durch flache, weitläufige Waldgebiete geprägt. Nachdem die BAB 3 ihre Verlaufsrichtung von Südosten nach Osten geändert hat, durchquert sie das Gelände des größten deutschen Flughafens, dem Flughafen Frankfurt am Main. Während sich die meiste Infrastruktur südlich der Autobahn befindet, liegt die Landebahn Nordwest nördlich von ihr. Zur Verbindung dieser mit dem restlichen Flughafen existieren zwei Rollbahnbrücken über die Autobahn und die parallel verlaufende ICE-Strecke, die von Flugzeugen gequert werden. In Höhe des Terminal 1 befindet sich der markante Flughafen-Fernbahnhof mit dem darüber gebauten Bürogebäude The Squaire direkt neben der BAB 3, er ist über einen breiten und auffälligen Fußgängersteg über die Autobahn hinweg erreichbar. Schließlich ist der verkehrsreichste Straßenknoten in Deutschland, das Frankfurter Kreuz, erreicht, wo die BAB 5 kreuzt. Die ICE-Strecke endet hier mit einer Verzweigung und unterquert das Autobahnkreuz in zwei Tunneln.

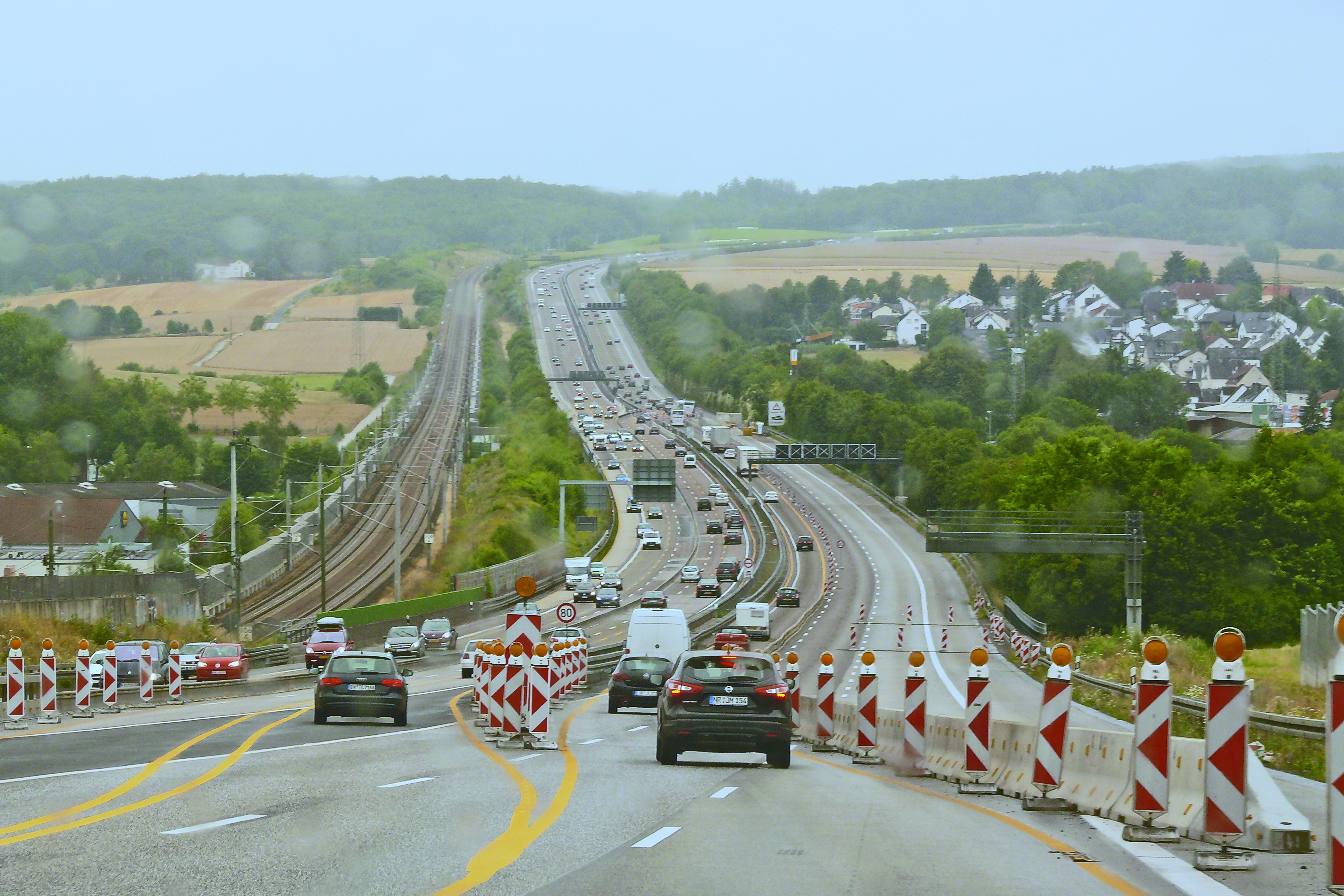
Am Elzer Berg zwischen Diez und Limburg
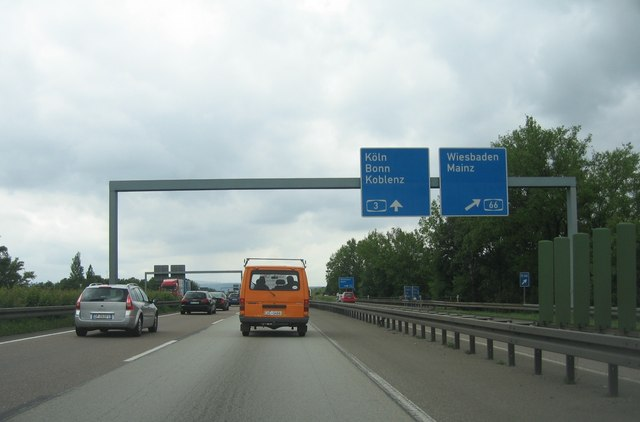
Wiesbadener Kreuz
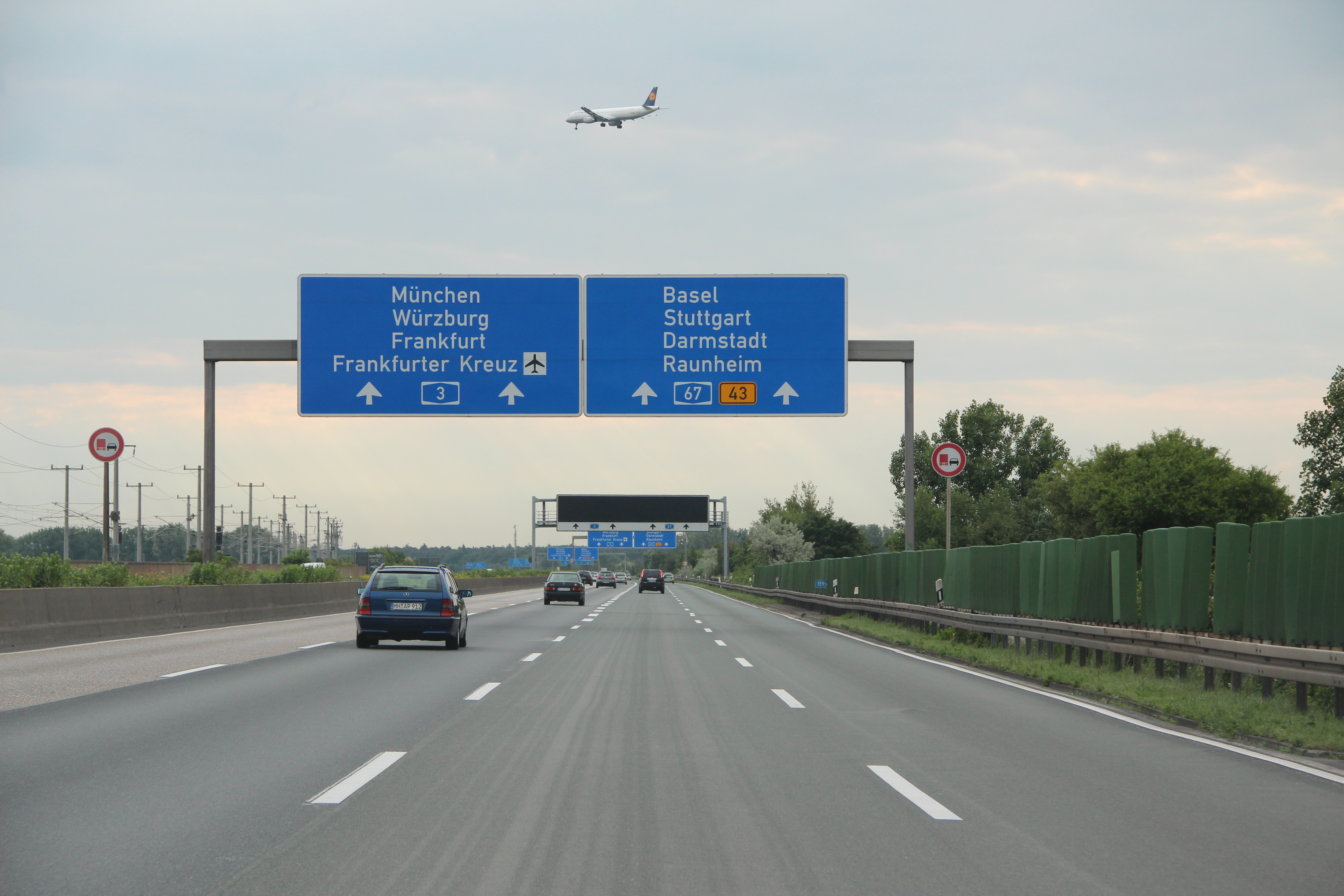
Am Mönchhofdreieck, kurz hinter der Mainbrücke bei Eddersheim
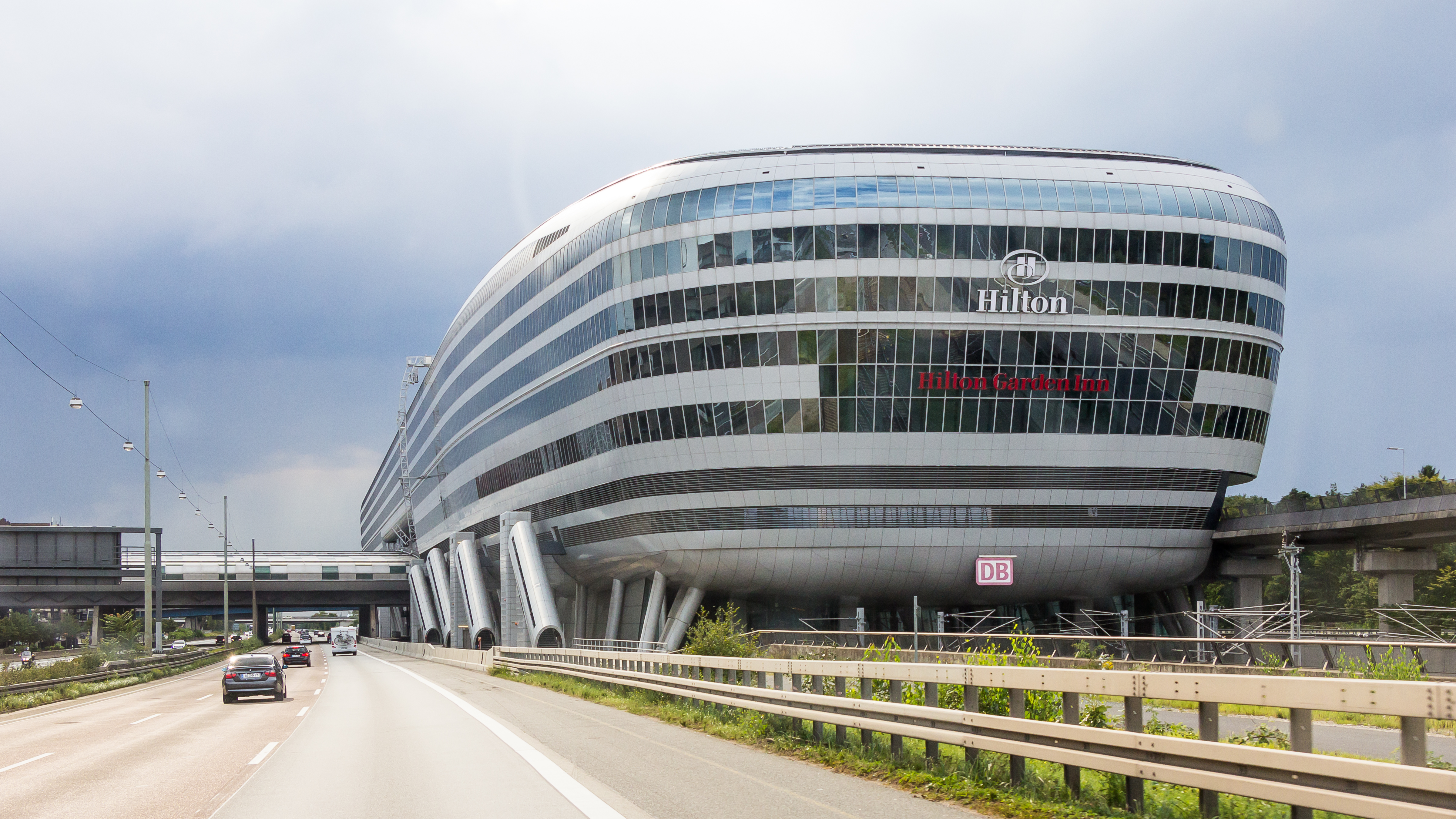
Flughafen-Fernbahnhof Frankfurt

Die nun achtstreifige Strecke bildet die südliche Umfahrung von Frankfurt. An der nächsten Anschlussstelle besteht eine Verbindung in die Innenstadt und zum Stadion Deutsche Bank Park. Kurz dahinter bestehen provisorische Rampen, die bei Großveranstaltungen im Stadion auf Ausweichparkplätze führen. Am Offenbacher Kreuz, wo die BAB 661 gekreuzt und der Frankfurter Autobahnring wieder verlassen wird, wird die BAB 3 wieder sechsstreifig und führt an Obertshausen vorbei, ehe die autobahnähnliche B 45 eine Verbindung nach Hanau und über das Hanauer Kreuz wiederum ans Autobahnnetz darstellt. Anschließend dreht die Autobahn nach Südosten, an Seligenstadt vorbei, und in einer langen Gerade zum Seligenstädter Dreieck, das den südlichen Endpunkt der BAB 45 bildet. Im Bereich des ursprünglich als Autobahnkreuz geplanten, aber nur in Teilen fertiggestellten Knotens wechselt das Bundesland und Bayern mit dem Regierungsbezirk Unterfranken ist erreicht. Mit Ausnahme eines kurzen Abschnitts bei Wertheim liegt die gesamte restliche Strecke der BAB 3 in diesem Bundesland.
Nach Anbindung der B 469 bei Stockstadt, die die Hauptverkehrsachse am Bayerischen Untermain bildet, wird das von Waldgebieten geprägte Tiefland in nun wieder östliche Richtung verlassen, der Main ein zweites Mal überquert und Aschaffenburg am südlichen Hang des vorderen Spessarts umgangen. Östlich der Stadt, bei Goldbach und Hösbach, wurden beim sechsstreifigen Ausbau zwei Lärmschutzeinhausungen gebaut. Hinter Hösbach geht es das Aschafftal hinauf nach Südosten, in einer kontinuierlichen Steigung den Spessart hoch. An mehreren Stellen zwischen Aschaffenburg und Würzburg besteht in Steigungsbereichen dabei ein zusätzlicher vierter Fahrstreifen. Kurz hinter Rohrbrunn ist der mit rund 520 m über NN höchste Punkt der Spessartquerung erreicht. Nach der Querung des Haseltals folgt ein ebenso langer und kontinuierlicher Abstieg zum Main hin. Zwischen Marktheidenfeld und Wertheim geht es in einer langgezogenen S-Kurve ein drittes Mal über den Main und für wenige Kilometer durchquert die BAB 3 nun Baden-Württemberg. Einem Seitental des Mains entlang und bei Helmstadt schließlich einen kleineren Höhenzug hinauf, geht es diesem entlang bis kurz vor Würzburg.
Am Dreieck Würzburg-West zweigt die BAB 81 nach Süden ab. Erneut geht es in einer Gefällestrecke zum Maintal hinab. Im Stadtteil Heidingsfeld wird ein Seitental auf einer hohen Talbrücke überquert und es ergibt sich ein Panorama auf die im Maintal liegende unterfränkische Bezirkshauptstadt Würzburg. Am Stadtteil Heuchelhof vorbei geht es durch den Katzenbergtunnel, der ebenfalls im Zuge des sechsstreifigen Ausbaus vorrangig als Lärmschutzmaßnahme errichtet wurde. Dem gleichnamigen Berg entlang führt nun die zweite Etappe den Hang hinab bis fast auf den Grund des Maintals. Bei Randersacker folgt die vierte Mainquerung und auf der anderen Seite geht es hinauf auf eine weitere der für Mainfranken typischen Hochflächen. Am Kreuz Biebelried kreuzt die BAB 7, kurz danach endet der sechsstreifig ausgebaute Teil der BAB 3 vorerst.

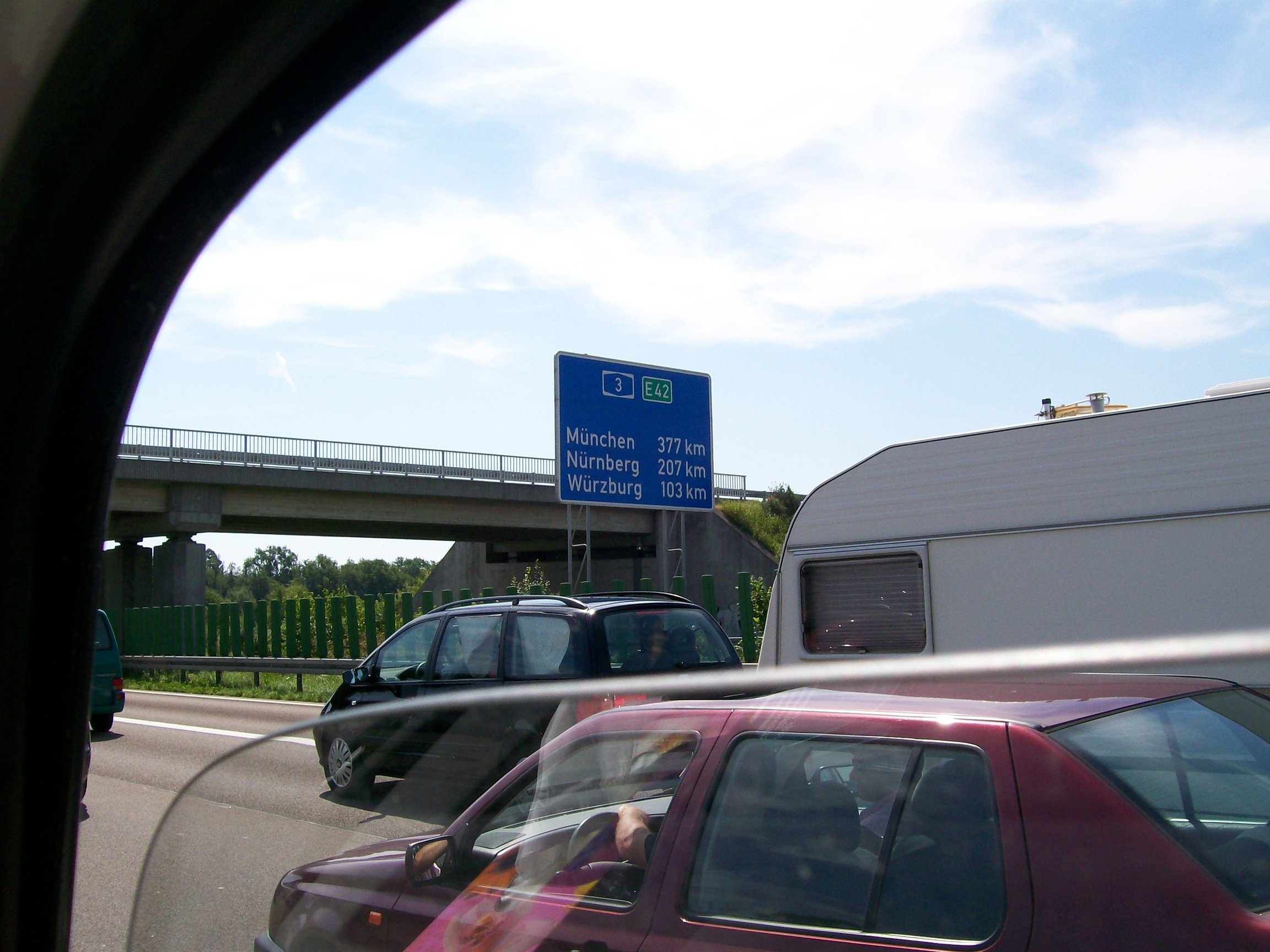
Stau zwischen Obertshausen und Hanau
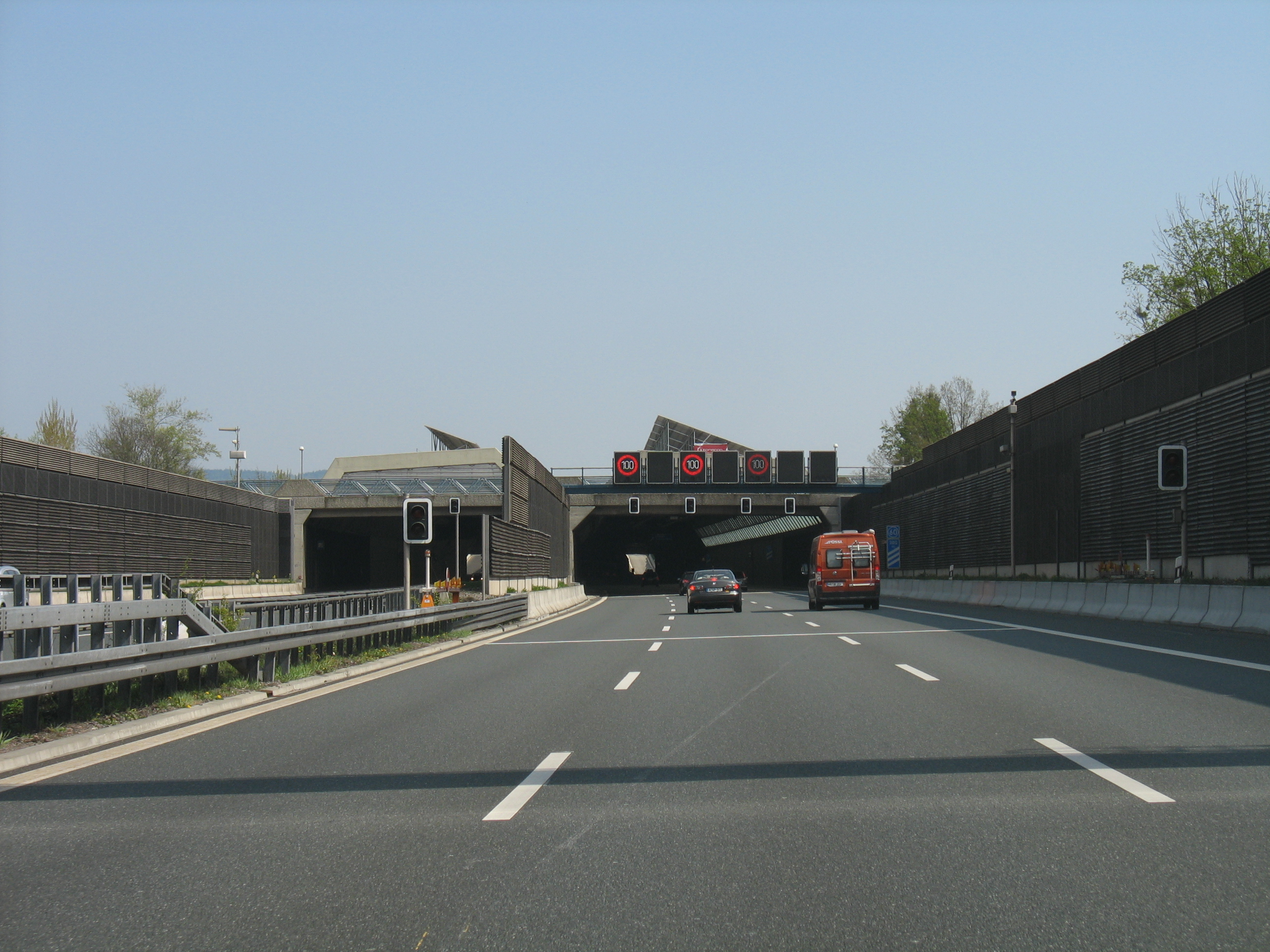
Lärmschutzeinhausung bei Hösbach
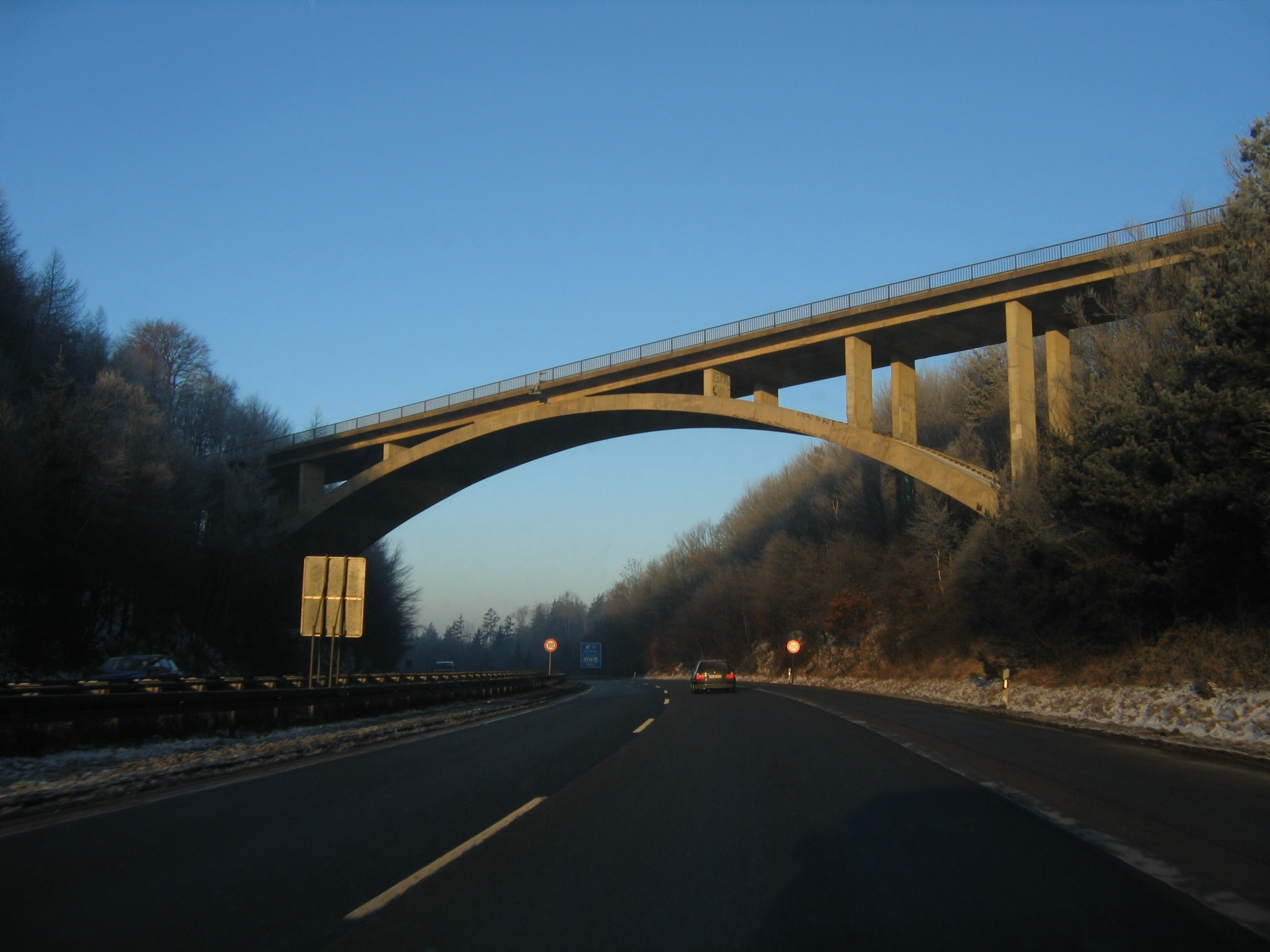
Im Spessart, vor dem sechsstreifigen Ausbau
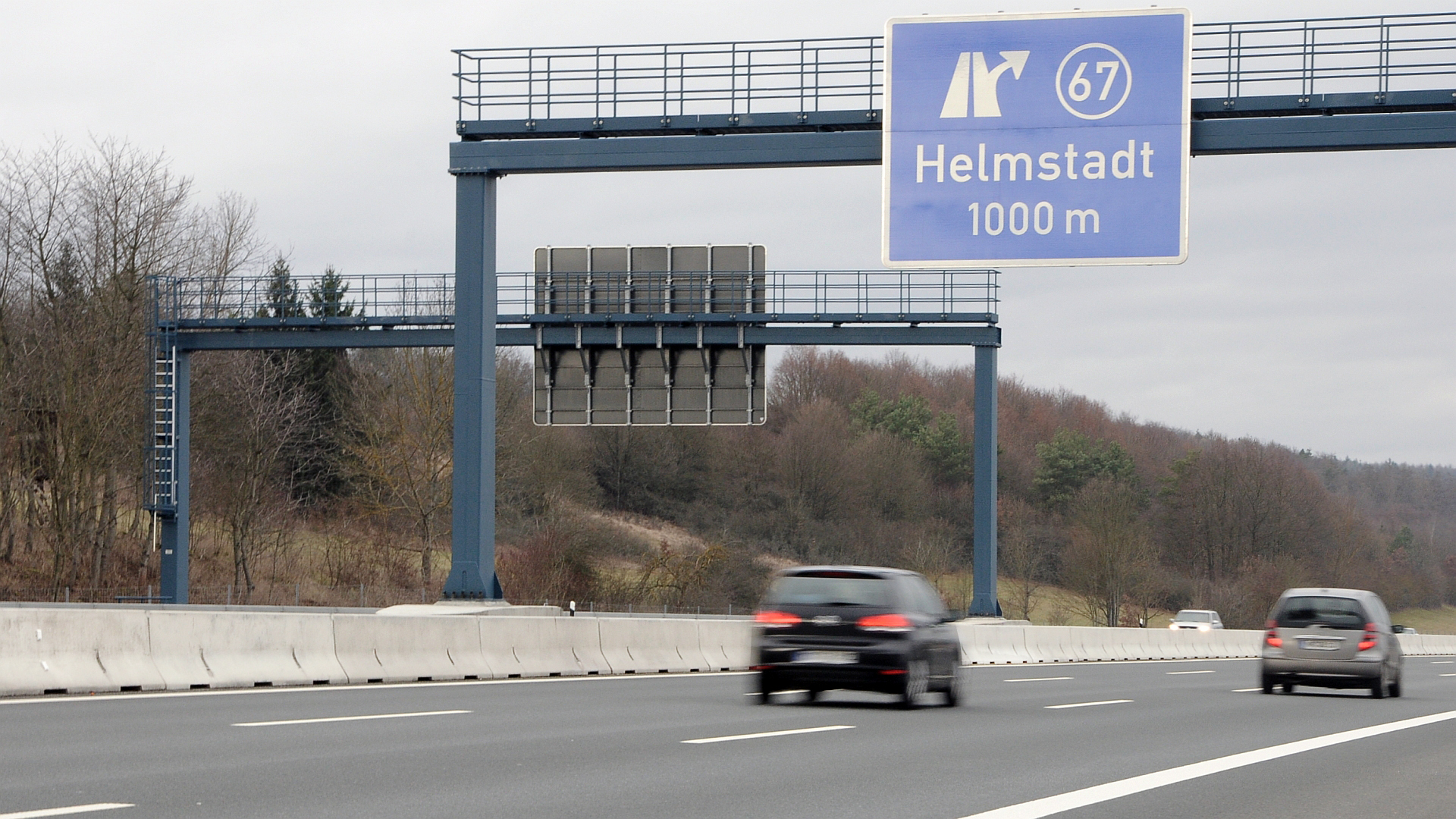
Fertig ausgebaute Strecke bei Helmstadt
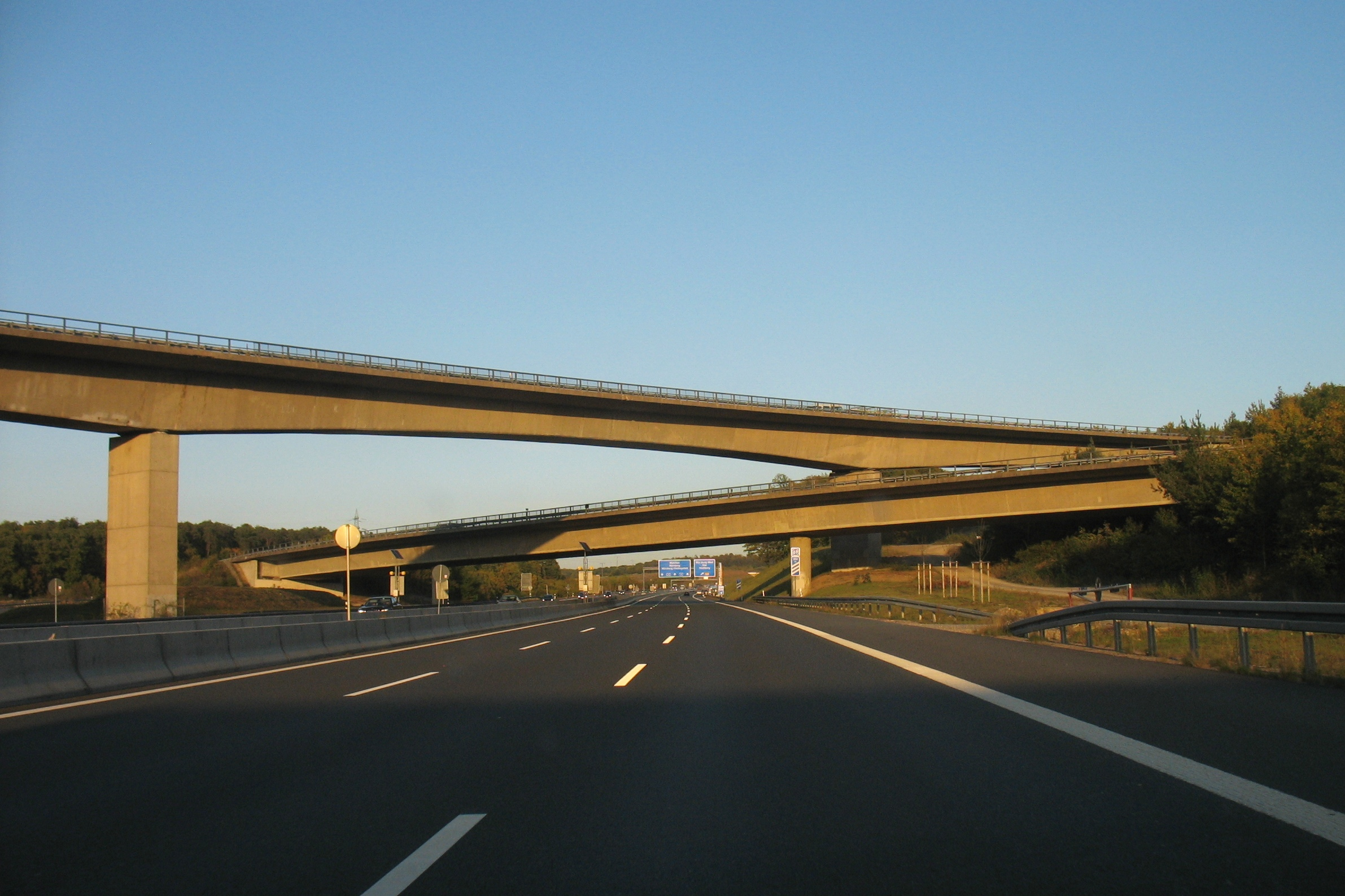
Im Dreieck Würzburg-West

Das nachfolgende Teilstück von Biebelried bis Erlangen wird bis voraussichtlich 2025 von vier auf sechs Fahrstreifen erweitert. Die fünfte und letzte Mainquerung folgt zwischen Kitzingen und Dettelbach. Zunächst weiter über die Mainfränkische Platte, erreicht die Autobahn hinter Wiesentheid den Steigerwald. Das Mittelgebirge wird an relativ niedriger Stelle gequert. Von Geiselwind aus geht es dann das Tal der Reichen Ebrach am südlichen Hang hinab. Einige Kilometer bei Schlüsselfeld liegen in Oberfranken, kurz vor Höchstadt wechselt man schließlich nach Mittelfranken. Das Ebrachtal wird nach Südosten hin verlassen und der Aischgrund mit seinen vielen künstlich angelegten Teichen durchquert. Es folgt mit Erlangen eine der drei Großstädte in der Metropolregion Nürnberg. An den westlichen Vororten vorbei dreht die BAB 3 von südlicher wieder in südöstliche Richtung. Im Stadtteil Frauenaurach werden kurz hintereinander die Mittlere Aurach, der Main-Donau-Kanal und die Regnitz überquert. Direkt danach kreuzt am Kreuz Fürth/Erlangen die BAB 73, hier auch Frankenschnellweg genannt.
Der Abschnitt östlich dieses Kreuzes ist wieder sechsstreifig. Beim Erlanger Stadtteil Tennenlohe wird der Nürnberger Reichswald mit seinem markanten Kiefernbestand erreicht, durch den die BAB 3 auf dem Großteil der Strecke im Nürnberger Raum führt. Die Anschlussstelle Nürnberg-Nord stellt neben der Innenstadt auch eine Verbindung zum Flughafen Nürnberg her. Am östlichen Stadtrand der zweitgrößten Stadt Bayerns wird die Pegnitz überquert, ehe das Kreuz Nürnberg mit der BAB 9 folgt. Dort führt die Hauptfahrbahn der von Nordwesten kommenden BAB 3 in einer 90°-Kurve nahtlos weiter zur BAB 9 in Richtung Süden. Um auf der BAB 3 zu bleiben, muss man hier daher die Hauptfahrbahn verlassen.

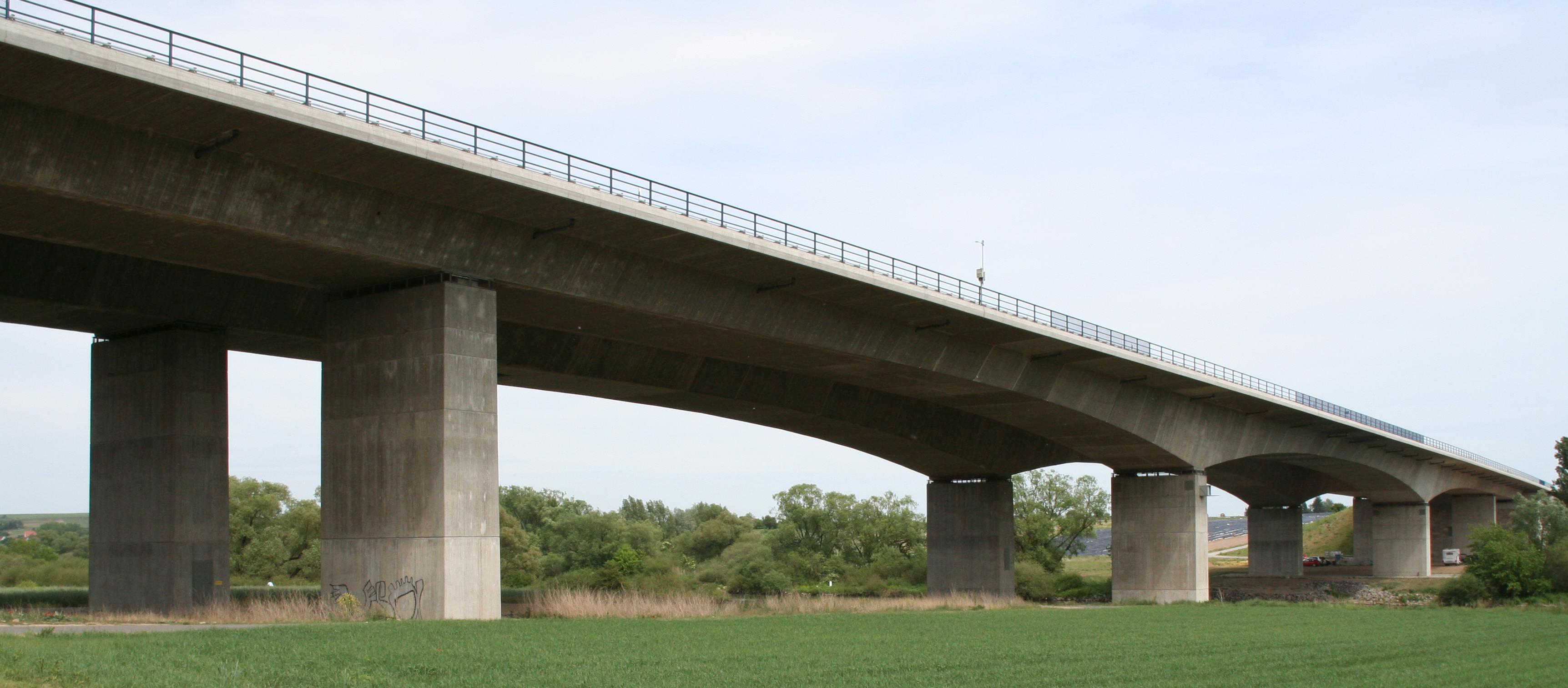
Mainbrücke Dettelbach
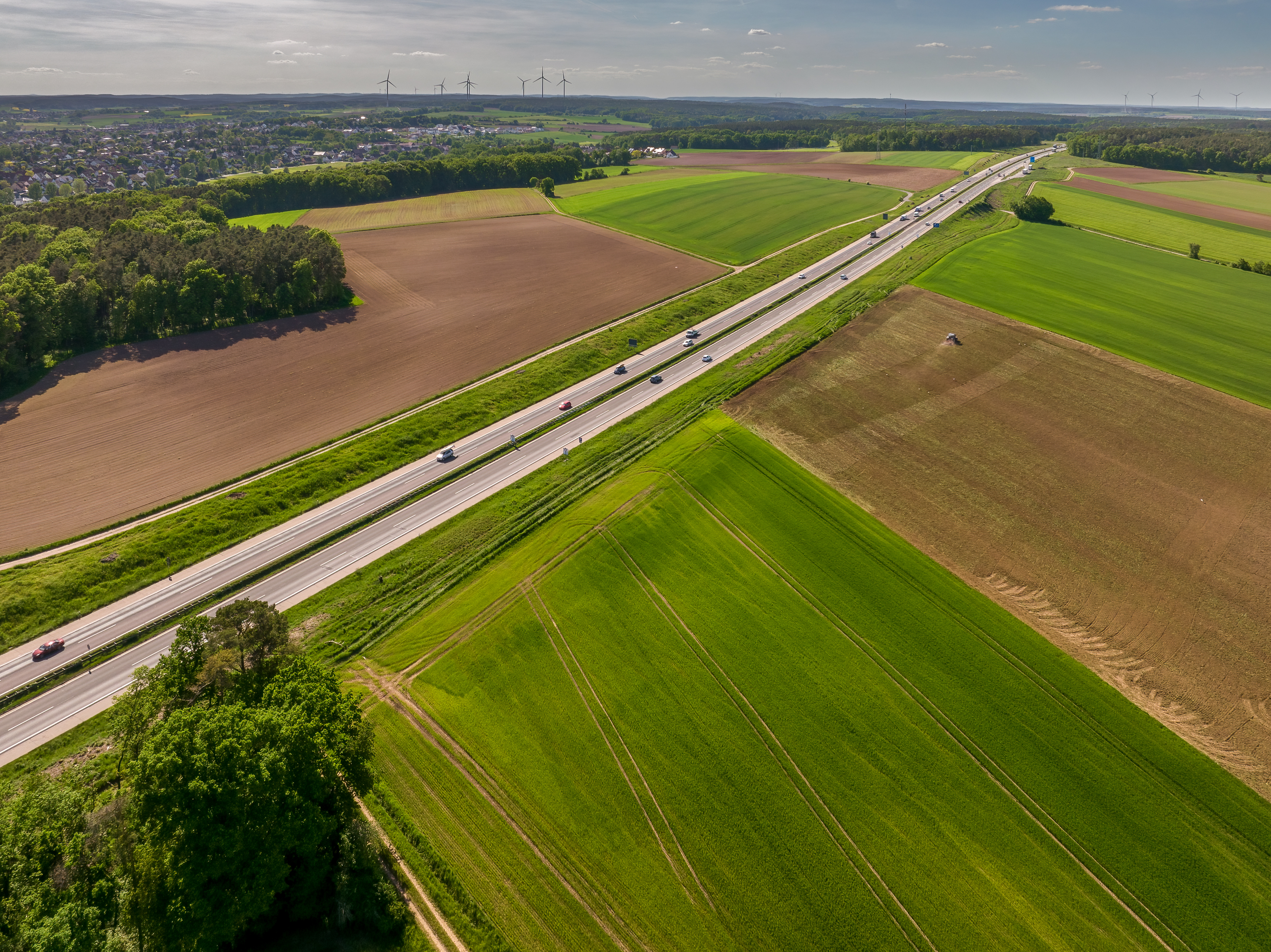
Bei Höchstadt, kurz vor Beginn der Ausbauarbeiten
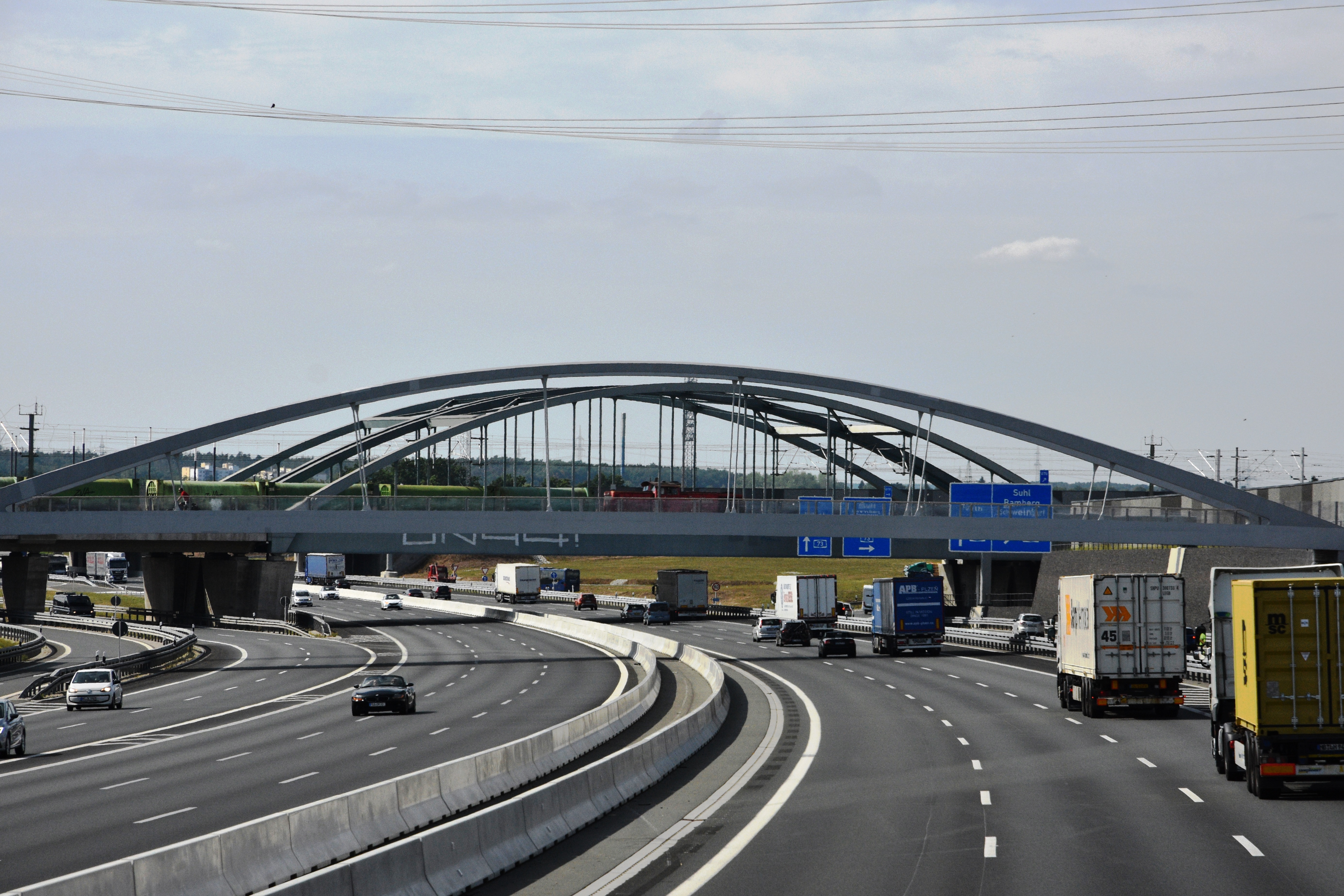
Am Kreuz Fürth/Erlangen
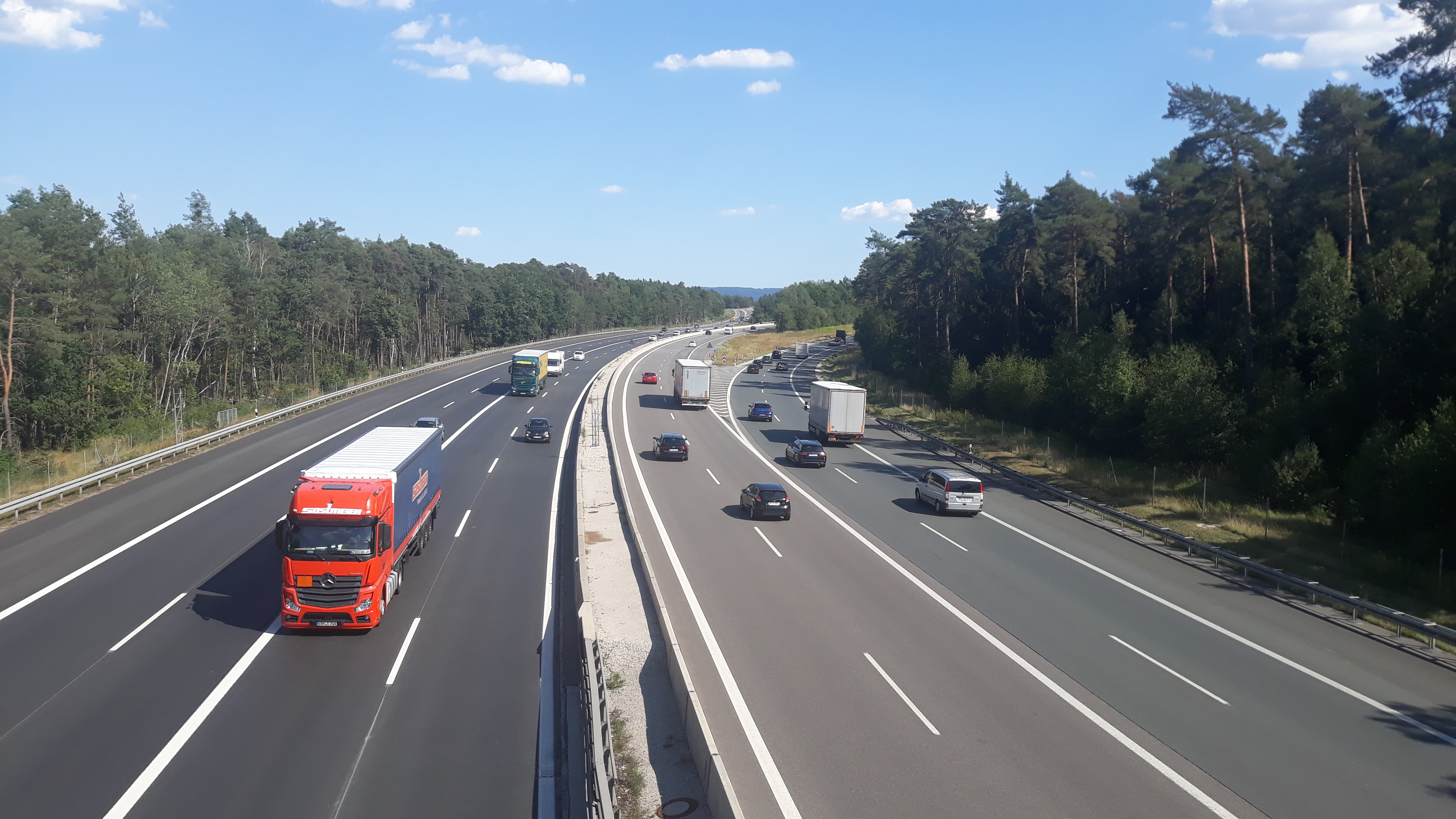
Verschwenkung der Hauptfahrbahn nach Süden am Kreuz Nürnberg

Die am Kreuz Nürnberg abzweigende Hauptfahrbahn der BAB 3 in nun wieder vierstreifig, dieser Ausbauzustand wird, mit Ausnahme eines Abschnitts bei Regensburg, bis zum Autobahnende an der deutsch-österreichischen Grenze beibehalten. Zunächst wird der Nürnberger Reichswald weiter durchquert, das nachfolgende Kreuz Altdorf bindet die BAB 6 an. Die namensgebende Stadt Altdorf wird südlich umfahren; anschließend geht es dem Tal der Vorderen Schwarzach entlang. Dort wechselt auch die Bezirksgrenze und man befindet sich nun im Regierungsbezirk Oberpfalz. Auf die Höhen der Fränkischen Alb, die sich bereits beiderseits des Tals erheben, steigt die Autobahn hinter Neumarkt und überquert dabei das Pilsachtal. Nach Erreichen der Hochfläche wird die Europäische Hauptwasserscheide zwischen Rhein und Donau gequert und es geht entlang des Tals der Schwarzen Laaber bis Parsberg. Zunächst in östliche, dann immer mehr in südliche Richtung, längs dem Höhenrücken zwischen Schwarze Laaber- und Naabtal, steigt die Strecke kontinuierlich ab. Nach einer relativ engen Kurvenkombination wird bei Sinzing die Fränkische Alb verlassen, nun wieder in östliche Richtung, die Donau erreicht, die zum ersten Mal überquert wird. Direkt dahinter folgt das Kreuz Regensburg mit der BAB 93.
An der oberpfälzischen Bezirkshauptstadt Regensburg geht es südlich vorbei, der Abschnitt bis zur Anschlussstelle Rosenhof kurz hinter Regensburg besitzt wegen des starken Verkehrsaufkommens wieder sechs Fahrstreifen. An der Universität und dem Stadtteil Burgweinting vorbei, erreicht sie die flache Ebene des Gäubodens. Unmittelbar hinter der Stadt und nördlich der Donau erhebt sich der Bayerische Wald. Kurz vor Wörth an der Donau wird die Donau ein zweites Mal überquert und die Autobahn verläuft nun auf der nördlichen Donauseite, teilweise unmittelbar am Südhang des Bayerischen Wald entlang. Zwischen Straubing und Bogen werden einige Südausläufer des Gebirges durchquert. Schließlich folgt bei Metten die dritte Donauquerung, danach kreuzt am Kreuz Deggendorf die BAB 92.

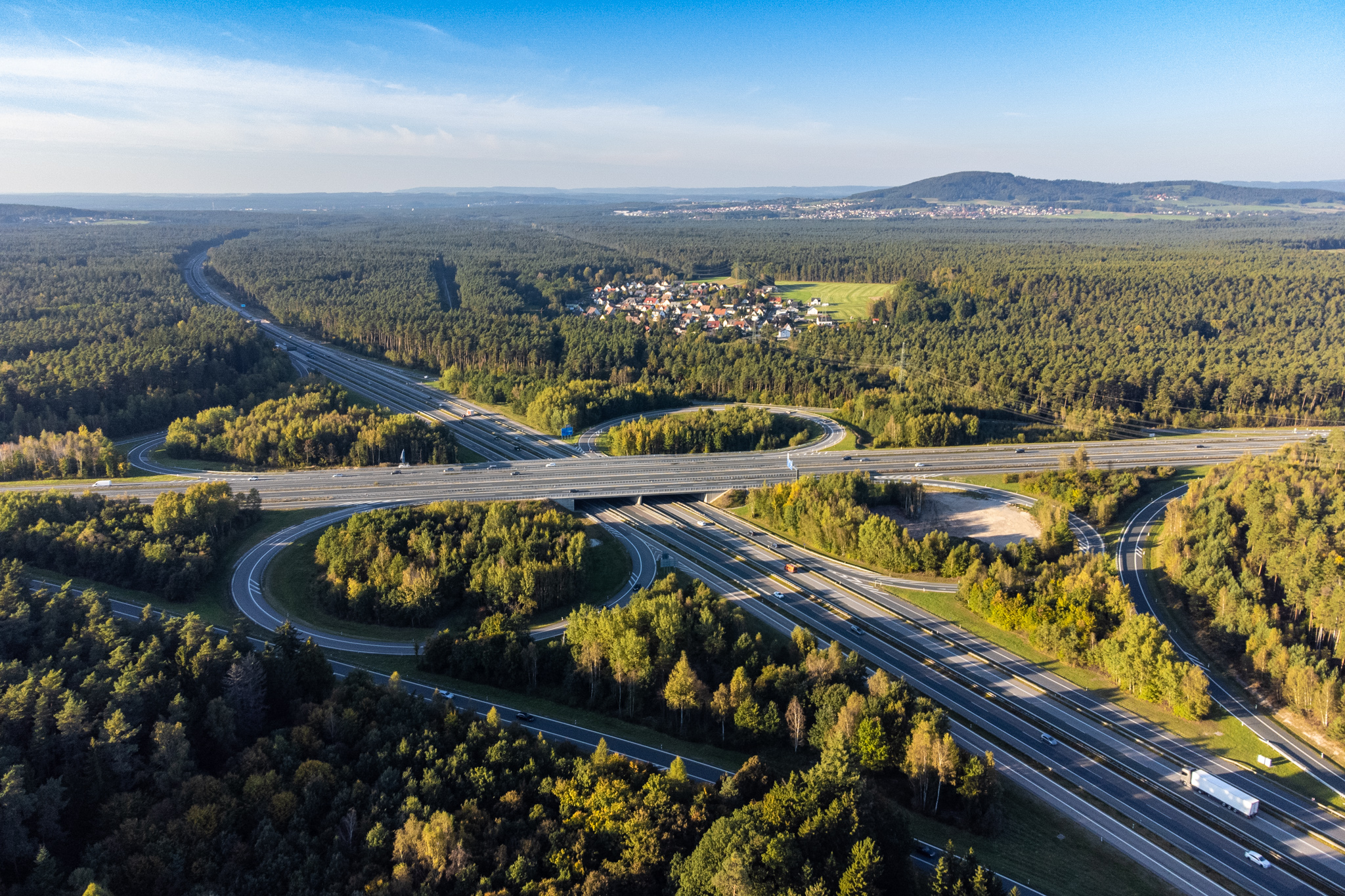
Kreuz Altdorf östlich von Nürnberg
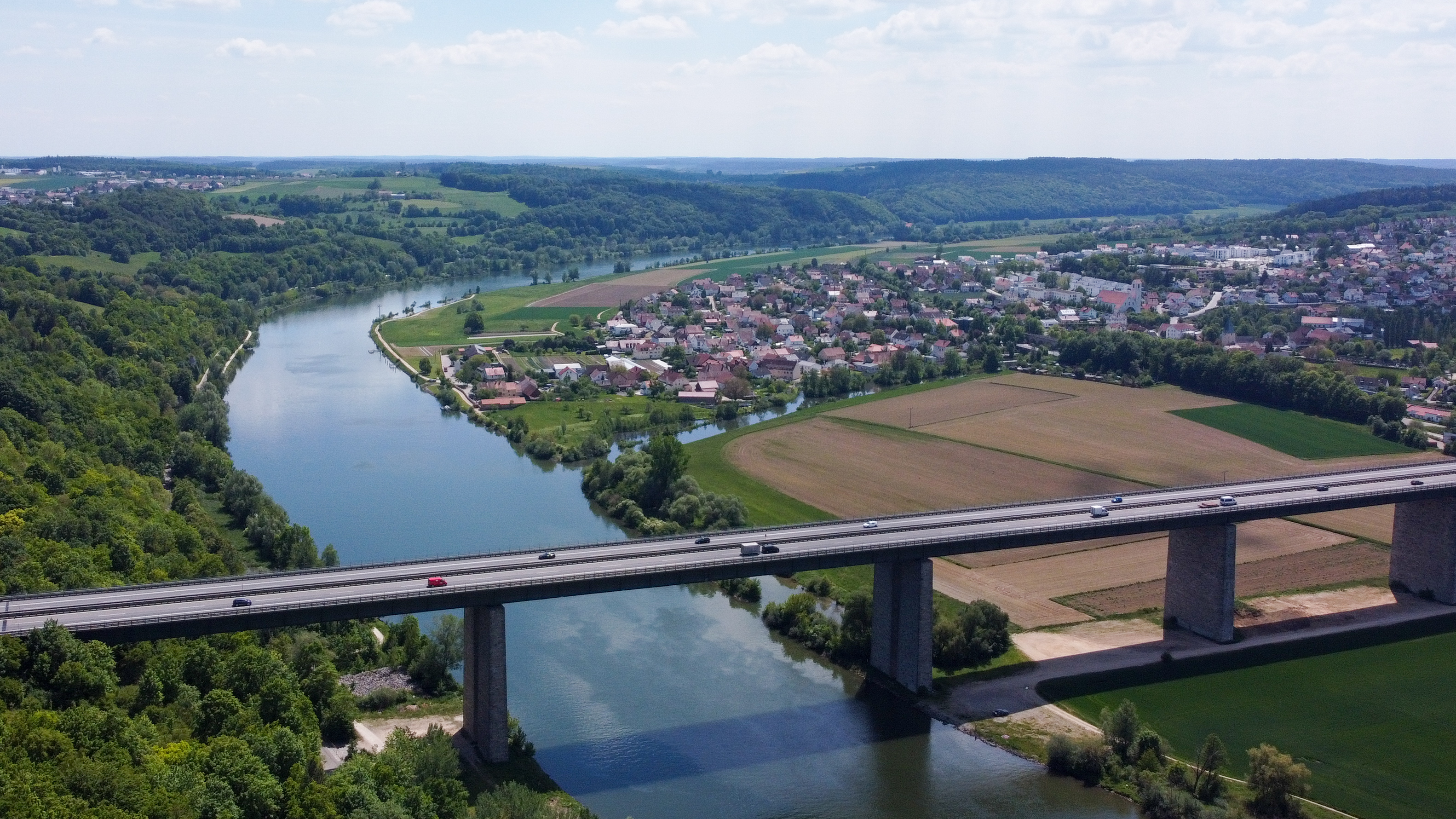
Donaubrücke Sinzing, kurz vor Regensburg
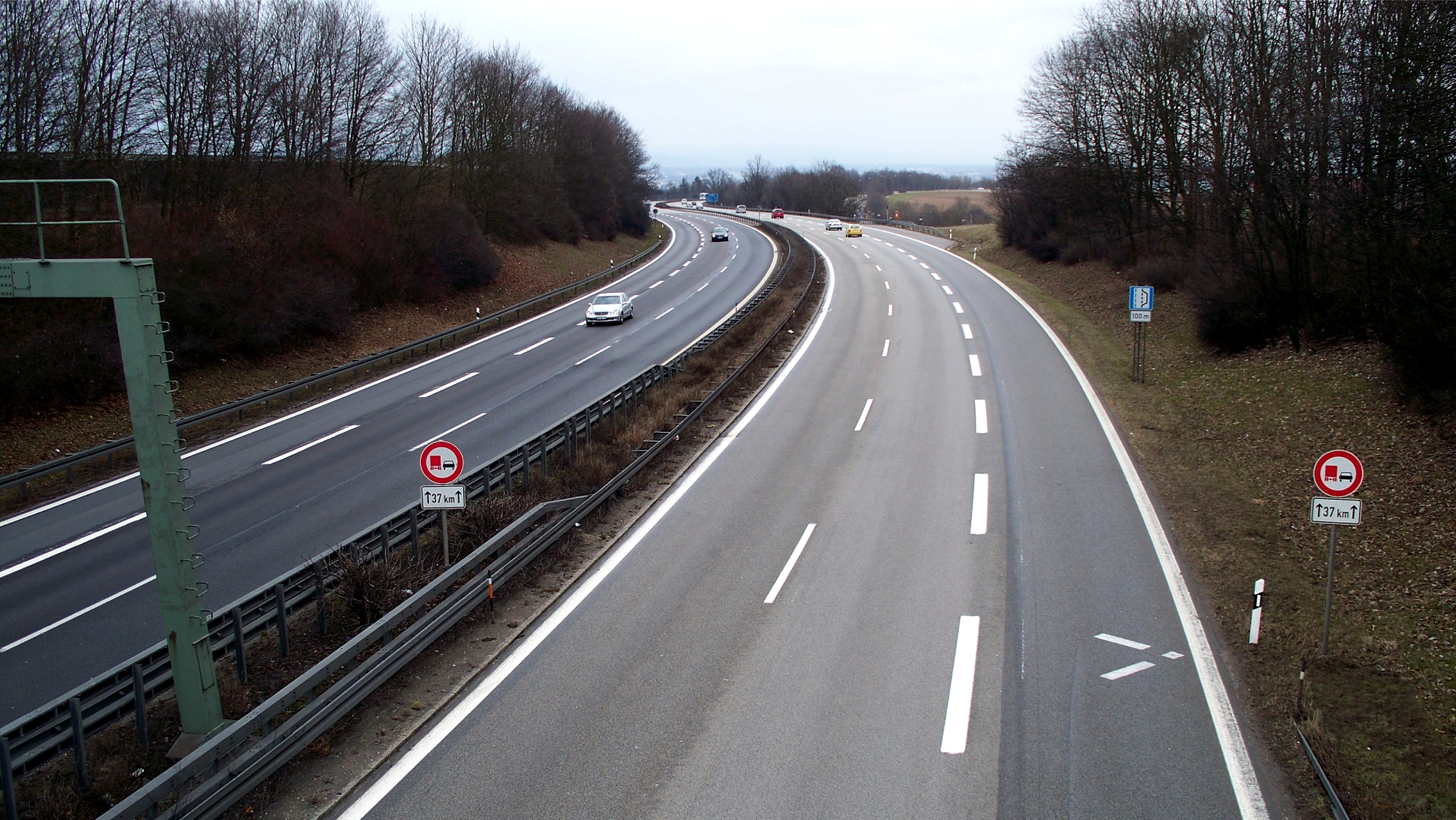
Bei Regensburg, vor dem sechsstreifigen Ausbau mit ummarkierten Seitenstreifen
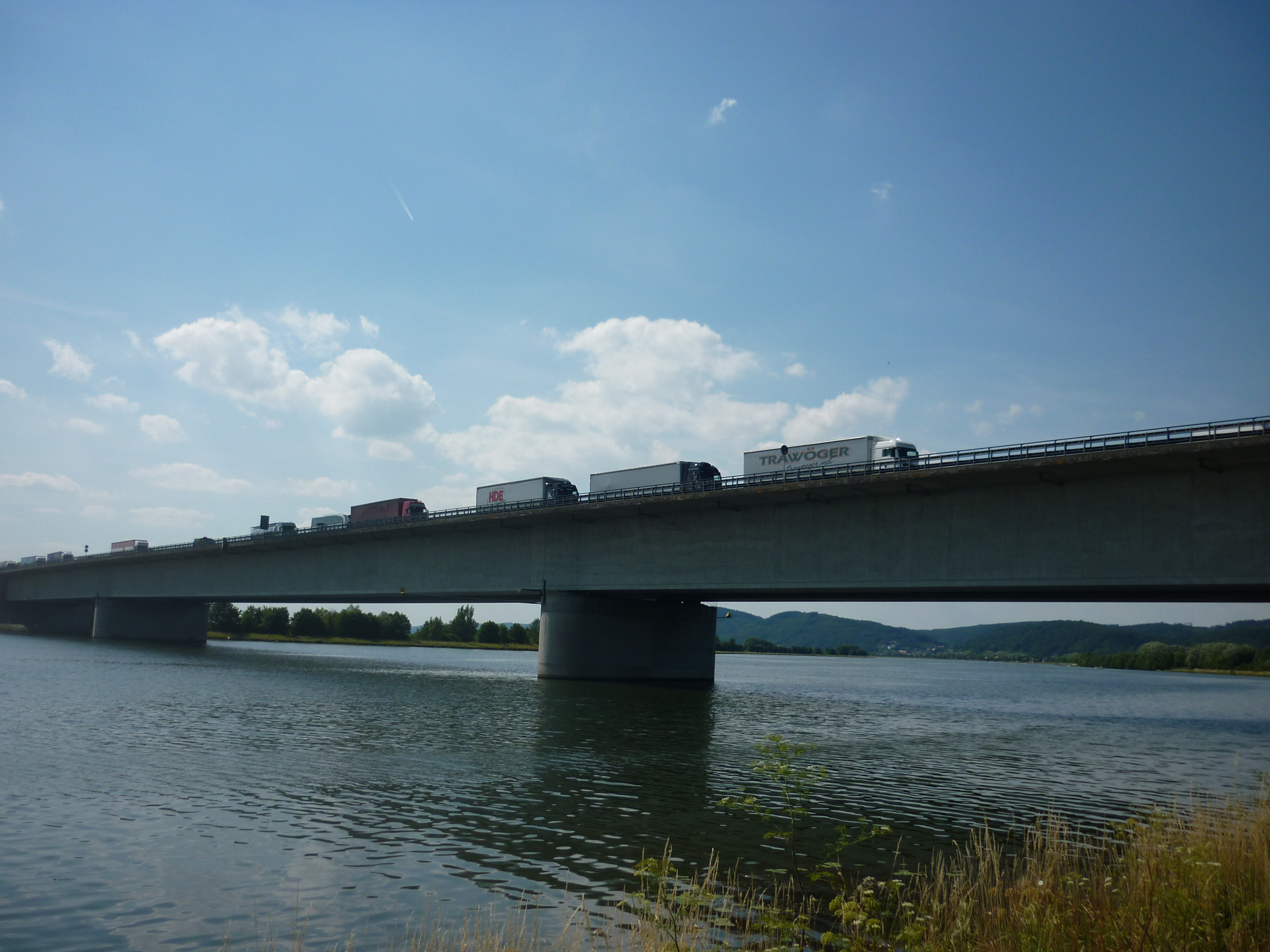
Donaubrücke Wörth
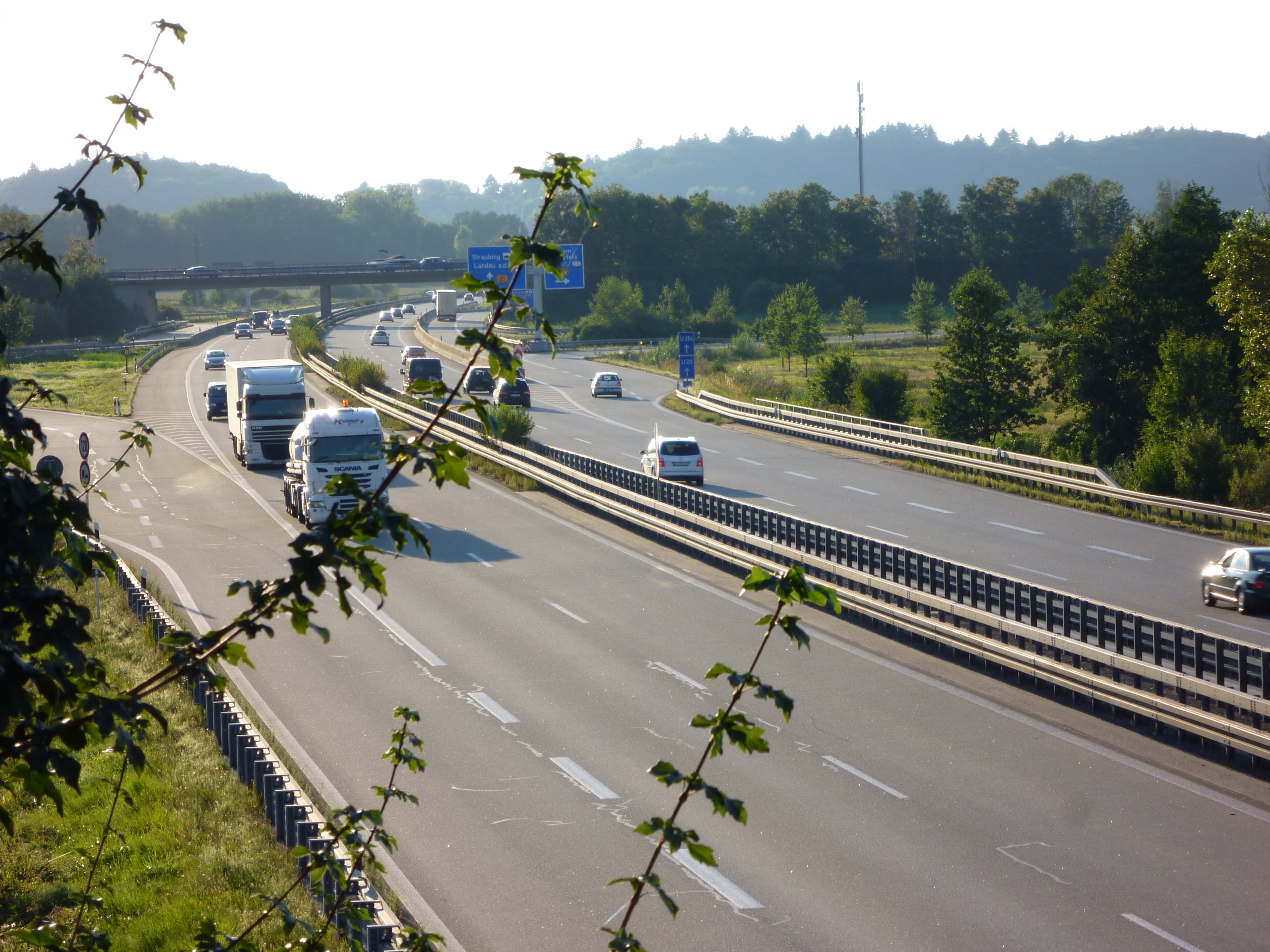
In Höhe der Anschlussstelle Straubing
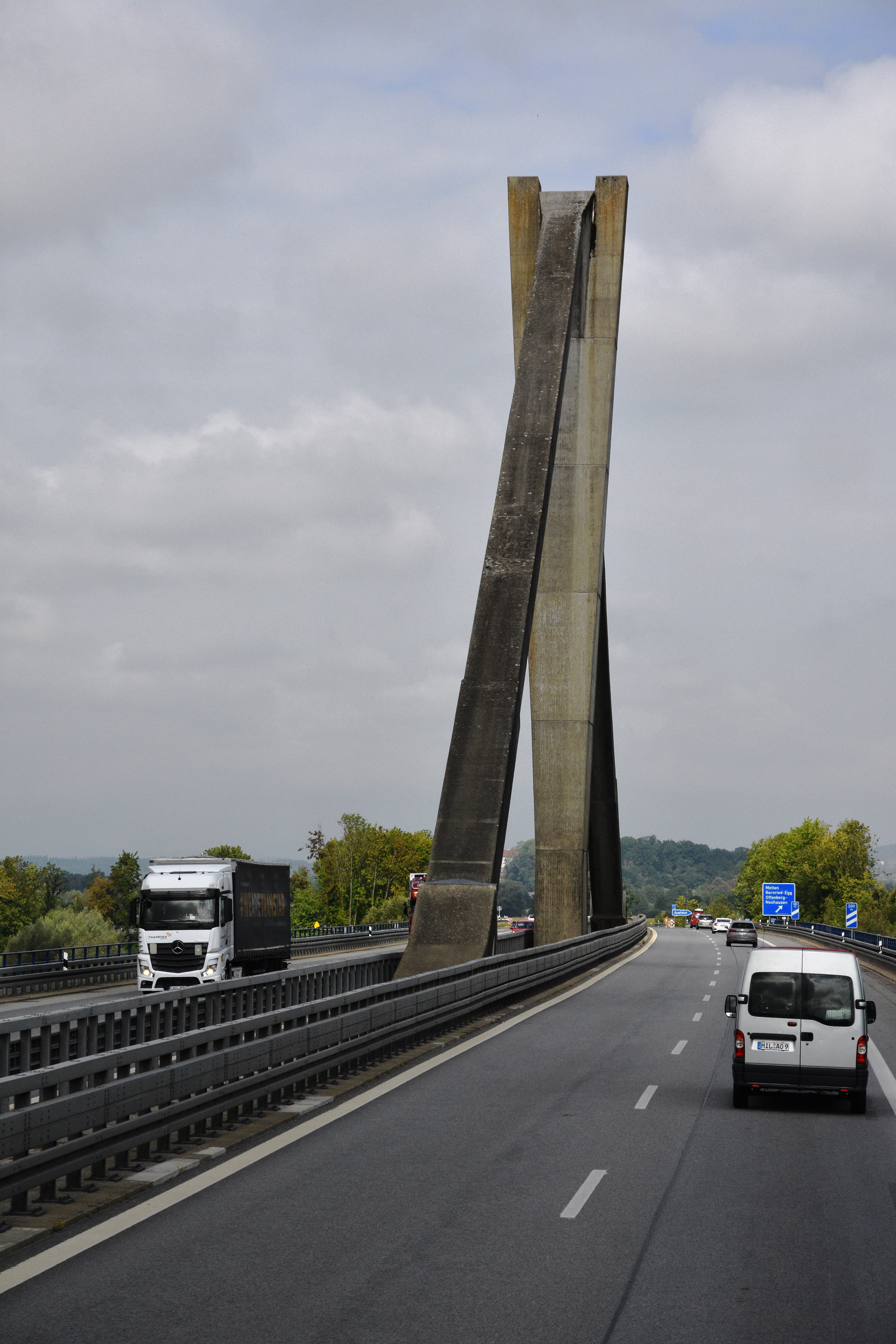
Markanter Pylon der Donaubrücke Metten

Die vierte Donauquerung erfolgt ebenfalls noch bei Deggendorf auf einer markanten Schrägseilbrücke. Direkt neben der Fahrbahn mündet die Isar in die Donau. Einige Kilometer verläuft die Autobahn parallel zum Fluss, hinter Hengersberg wendet sie sich von ihm ab und erreicht ein zweites Mal die Südausläufer des Bayerischen Walds. Sie führt bei Iggensbach über das Tal der Kleinen Ohe und anschließend entlang dem Höhenzug zwischen Donau- und Gaißatal. Kurz vor Passau folgt bei Schalding die fünfte und letzte Donauquerung und die Autobahn schwenkt von östliche in südliche Richtung. Auf der südlichen Donauseite steigt sie auf den Neuburger Wald und von diesem zur Ebene zwischen Rott und Inn hinab. An klaren Tagen bietet sich ein weitläufiges Alpenpanorama bis hin zum Dachsteinmassiv.
Hinter Pocking schwenkt die Autobahn von Süden wieder nach Südosten zum Inn hin. Schließlich folgt auf der Innbrücke Suben die Querung der Bundesgrenze zu Österreich. Die ehemalige Grenzanlage befindet sich dabei komplett auf österreichischem Staatsgebiet, also östlich des Inns, während sich westlich auf deutscher Seite lediglich ein Parkplatz befindet, der als Vorstauraum für LKW angelegt wurde. Die Fortsetzung auf österreichischer Seite bildet die Innkreis Autobahn A8.

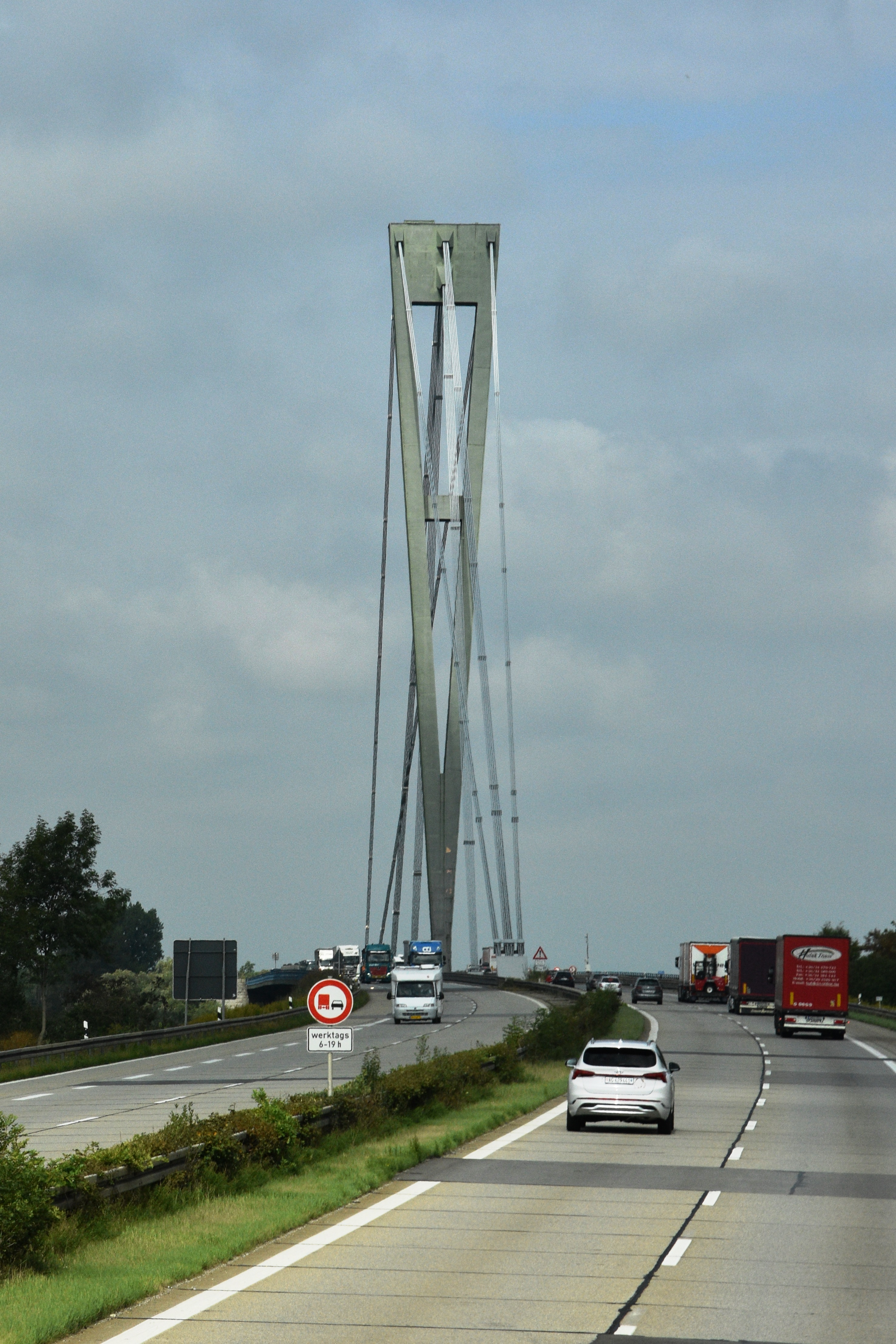
Pylon der Donaubrücke Deggenau
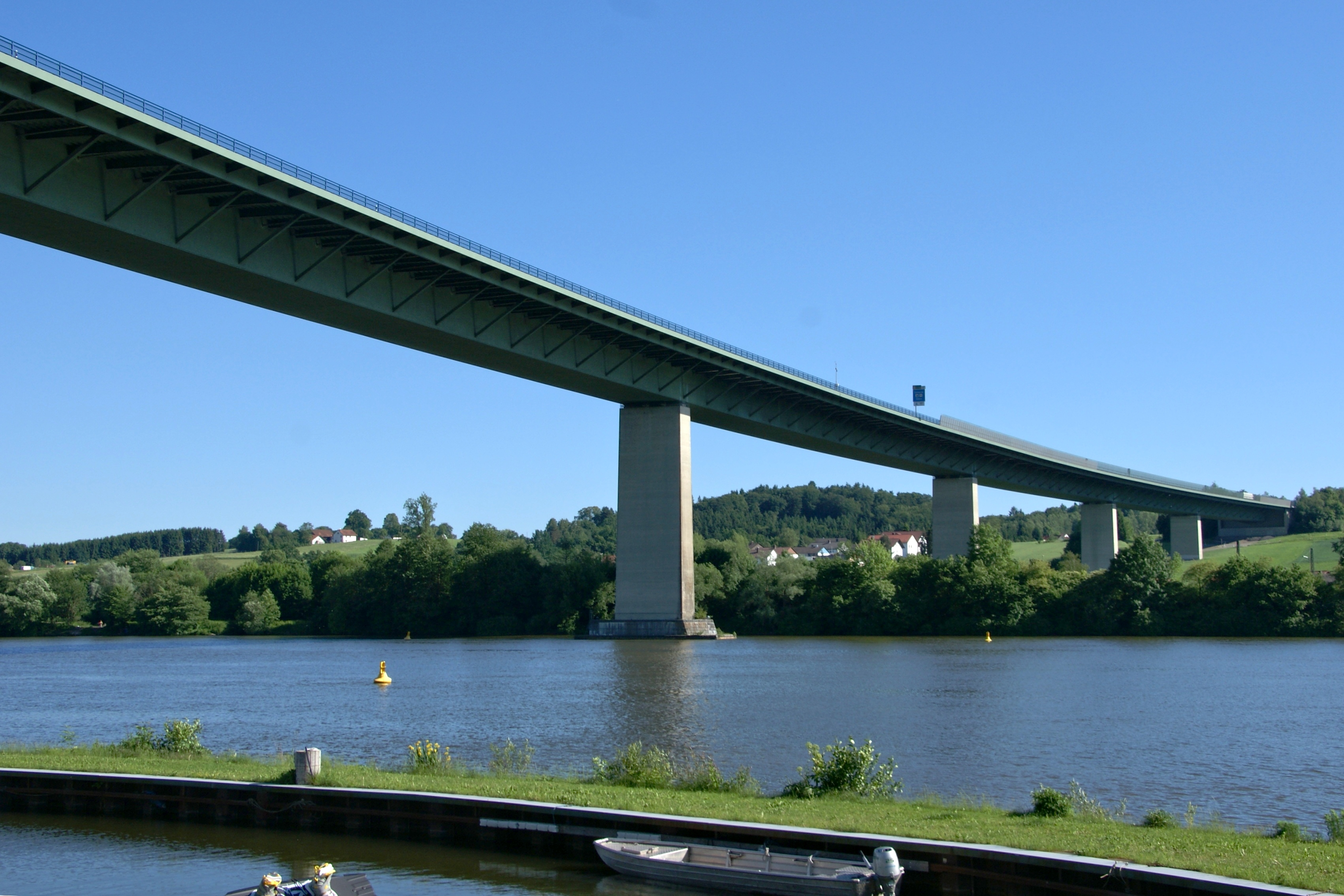
Donaubrücke Schalding
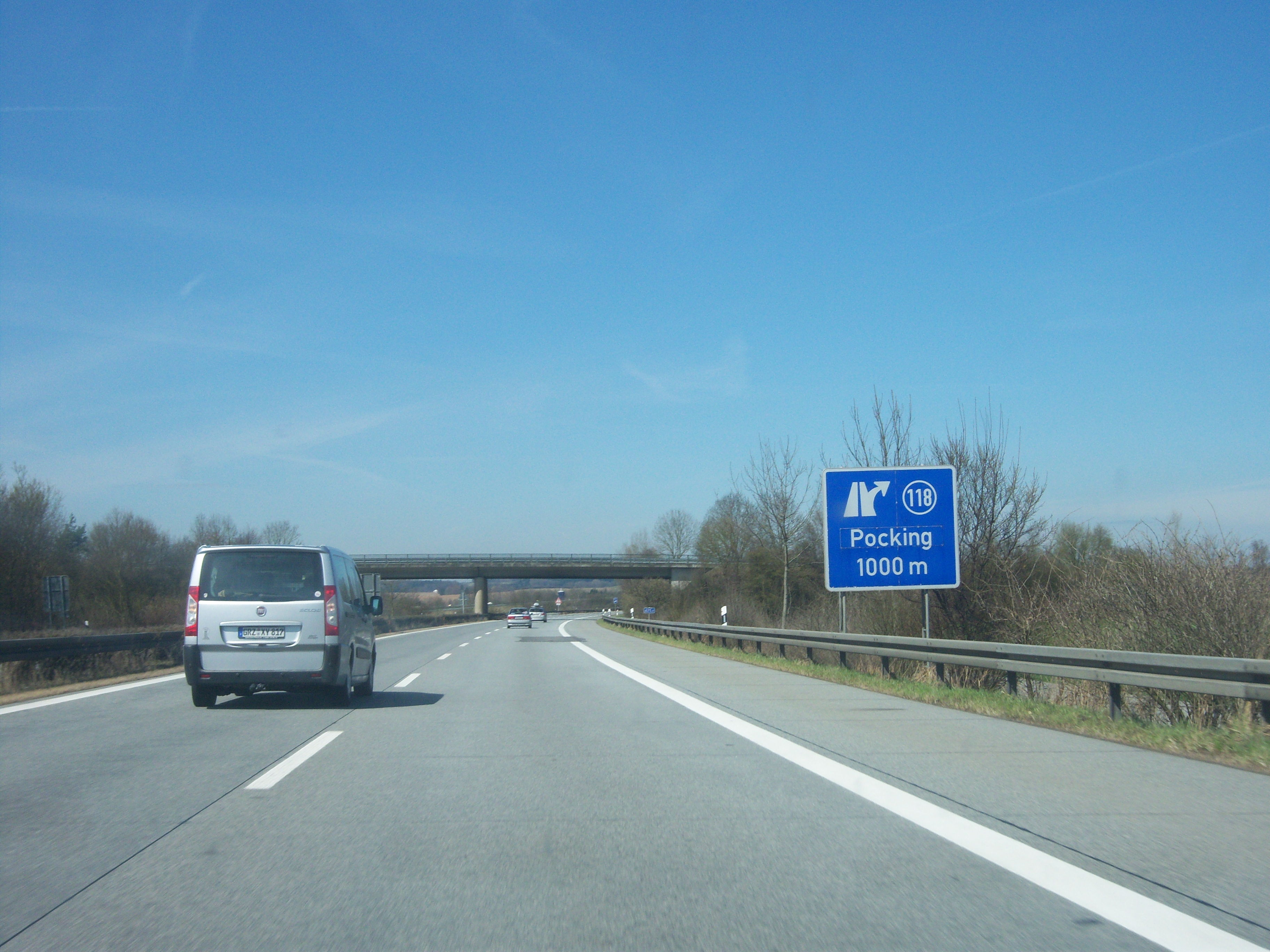
Bei Pocking
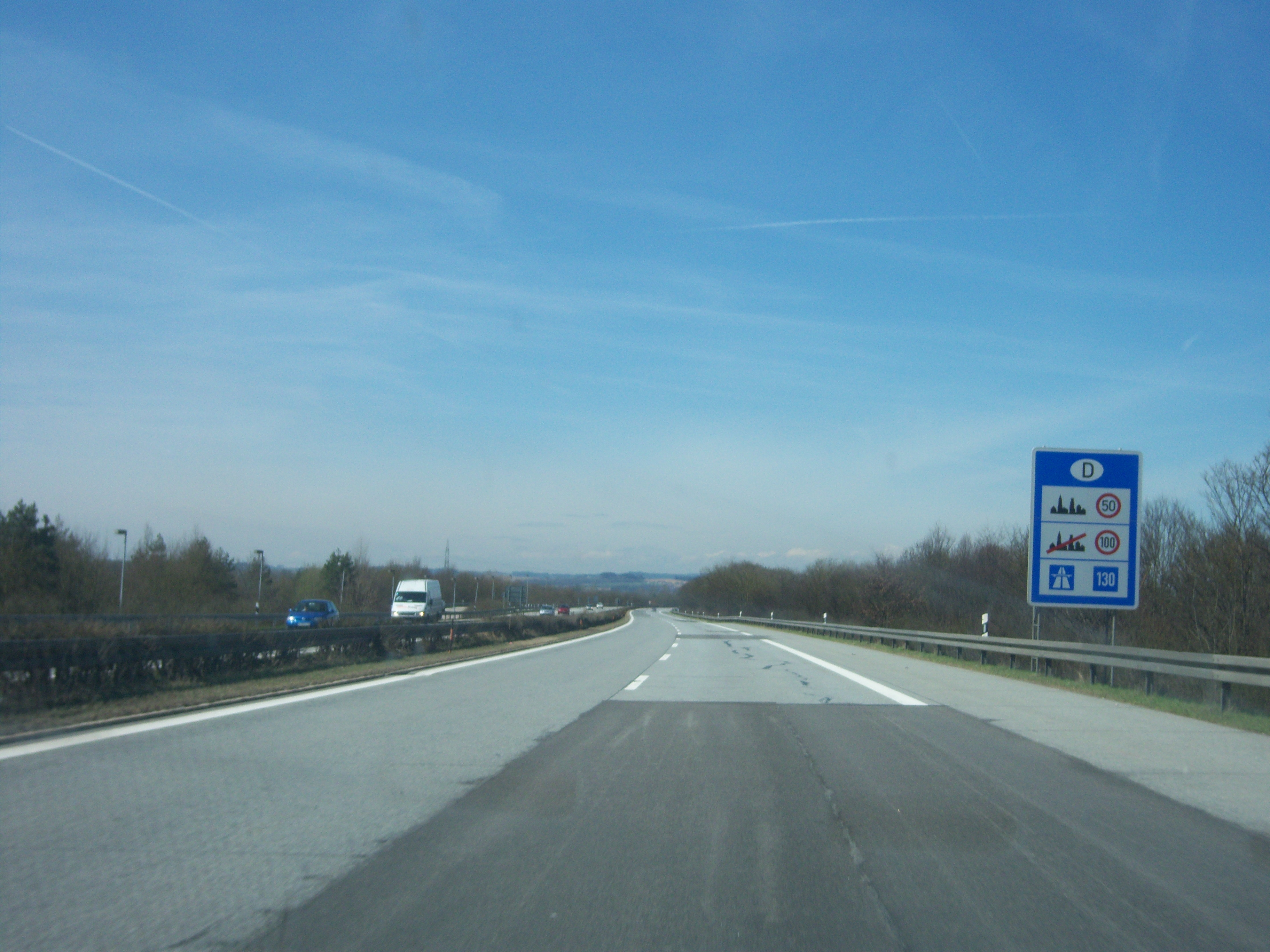
Unmittelbar an der Grenze zu Österreich

### Abschnitte als Europastraße
Die Bundesautobahn 3 ist in ihrem Verlauf Bestandteil folgender Europastraßen:
- E 35: Grenzübergang Elten–Kreuz Oberhausen
- E 34, E 35: Kreuz Oberhausen–Kreuz Kaiserberg
- E 35: Kreuz Kaiserberg–Dreieck Dernbach
- E 35, E 44: Dreieck Dernbach–AS Limburg-Nord
- E 35: AS Limburg-Nord–Mönchhof-Dreieck
- E 42: Mönchhof-Dreieck–Seligenstädter Dreieck
- E 41: Seligenstädter Dreieck–Dreieck Würzburg-West
- E 43: Dreieck Würzburg-West–Kreuz Biebelried
- E 45: Kreuz Biebelried–Kreuz Nürnberg
- E 56: Kreuz Nürnberg–Grenzübergang Pocking

## Geschichte

### 1926 bis 1933 –ProvinzialstraßeundUmfahrung Opladen
Im Zuge der immer weiter voranschreitenden Motorisierung in den 1920er Jahren kamen Forderungen auf, Straßen zu bauen, die ausschließlich dem motorisierten Individualverkehr vorbehalten sein sollen. Ab 1926 wurden dann konkrete Planungen durchgeführt, in erster Linie durch den Verein HaFraBa e. V. unter Robert Otzen, der eine Autostraße von Hamburg über Frankfurt am Main an die schweizerische Grenze bei Basel projektierte. Schon kurze Zeit später wurde dann ein Grundnetz an Fernstraßen ausgearbeitet, das viele später realisierte Verbindungen enthielt, unter anderem die Strecke der heutigen BAB 3 vom Ruhrgebiet über Köln und Frankfurt am Main nach Nürnberg. Ein späterer Plan von 1930 sah dann eine Verbindung von der niederländischen Grenze über das Ruhrgebiet und Köln nach Frankfurt am Main vor.
Insbesondere in der preußischen Rheinprovinz ging die Motorisierung sehr zügig vonstatten, was zur Folge hatte, dass der Verkehr auf den oft viel zu schmalen und unbefestigten Straßen rapide anstieg. In der Regel mussten sich die Kraftfahrzeuge mit Fußgängern und Pferdefuhrwerken die Fahrbahn teilen. Im März 1926 beschloss der rheinische Provinziallandtag den Bau einer Provinzialstraße zwischen Köln und Düsseldorf. Diese sollte aus kreuzungsfreien Ortsumgehungsstraßen mit einer Fahrbahnbreite von zwölf Metern bestehen und bei Bedarf nach Norden verlängert werden. Festgelegt wurde der Trassenverlauf 1929.
Zwar wurde zwischen Köln und Bonn bereits ab 1929 auch tatsächlich eine kreuzungsfreie, dem Autoverkehr vorbehaltene Straße gebaut und 1932 unter der Bezeichnung kreuzungsfreie Kraftfahr-Straße eröffnet, dieses Projekt wurde allerdings hauptsächlich durch den damaligen Kölner Oberbürgermeister und späteren Bundeskanzler Konrad Adenauer initiiert. Sie gilt damit als erste Autobahn in Deutschland und wurde später auch unter dieser Bezeichnung geführt.
Weil die ungeklärte Finanzierung und daraus resultierende Diskussionen, ob für das Benutzen dieser Straße eine Maut erhoben werden sollte, den Baubeginn lange hinauszögerten, konnte erst im März 1931 mit der Ausführung der Provinzialstraße begonnen werden. Auch während der Bauphase konnte aufgrund der sich verstärkenden Weltwirtschaftskrise nur langsam weitergebaut werden. Fertiggestellt wurde ein erstes, 2,8 km langes Teilstück der Provinzialstraße bei Opladen am 27. September 1933. Dieses verfügte über vier Fahrstreifen (zwei pro Fahrtrichtung), die durch eine unterschiedliche Helligkeit der Fahrbahndecke voneinander getrennt waren. Die Feierlichkeiten wurden vom kurz zuvor zum Generalinspektor für das deutsche Straßenwesen ernannten Bauingenieur und NSDAP-Politiker Fritz Todt geleitet. Eine Fortsetzung ins Kölner Stadtgebiet, die über den Clevischen Ring ins innerstädtische Straßennetz einmünden sollte, wurde nicht mehr ausgeführt. Die weitere Verbindung von dort nach Süden zur Kraftfahrstraße Köln–Bonn hätte aus vorhandenen innerstädtischen Straßen über die Mülheimer Brücke und die Rheinuferstraße bestanden.

### 1934 bis 1945 – Reichsautobahnbau
Obwohl die NSDAP zur Zeit der Weimarer Republik die Pläne der HaFraBa strikt abgelehnt hatten und sie u. a. als „Luxusstraßen der Reichen“ beschimpften, galt der Bau der nun als Reichsautobahnen bezeichneten Schnellstraßen als Mittel, um die damals hohe Arbeitslosigkeit einzudämmen. Dazu wurde der Verein HaFraBa in GEZUVOR („Gesellschaft zur Vorbereitung der Reichsautobahnen e. V.“) geändert und die Planungen aus den Zeiten der Weimarer Republik übernommen. Am 23. September 1933 – nur vier Tage vor Fertigstellung der Provinzialstraße bei Opladen – vollzog Adolf Hitler den ersten Spatenstich an der Reichsautobahn Frankfurt–Mannheim, die ursprünglich ein Kernstück der HaFraBa-Planung war.

#### Köln–Düsseldorf
Auch im geplanten vorläufigen Netz der Reichsautobahnen vom Dezember 1933 war die komplette Strecke Niederlande–Ruhrgebiet–Köln–Frankfurt–Nürnberg–Passau aufgeführt. Als erstes Teilstück wurde am 1. November 1933 mit der Strecke Köln–Düsseldorf begonnen. Diese als Reichsautobahnstrecke 5 bezeichnete Strecke wurde am 21. Mai 1936 dem Verkehr übergeben. Da die 1933 eröffnete Provinzialstraße aufgrund breiterer Fahrbahnen und höherer Entwurfsgeschwindigkeiten nicht mehr zu verwenden war, wählte man südlich der neuen Anschlussstelle Opladen eine abweichende Trasse und baute die Autobahn südlich des damaligen Streckenkilometers 9 neben die vorhandene Provinzialstraße. Diese wurde daher in eine einfache Umgehungsstraße einbezogen, heute Teil der B 8/L 288 (Bonner Straße). Der nördliche Teil der Umgehung Opladen, zu dem als Hauptbauwerk die Brücke über die Wupper gehört, wurde hingegen durch die Autobahntrasse überbaut.
Während das nördliche Ende dieses Teilstückes in Höhe des heutigen Autobahnkreuzes Hilden südöstlich und weit außerhalb des Düsseldorfer Stadtgebietes lag, kamen für die nach Süden bis Köln-Mülheim führende Verlängerung Probleme auf, die Autobahn durch das dicht besiedelte Stadtgebiet im Kölner Osten zu führen. Daher wurden hier erst am 3. Januar 1934 mit dem Bau begonnen. Auf diesem sieben Kilometer langen Abschnitt von Opladen bis Mülheim (damals Köln-Nord) mussten 20 Brückenbauwerke errichtet werden. Auch das heutige Autobahnkreuz Leverkusen war schon geplant, zunächst als Kreisverkehr, später wurde es beim Bau der heutigen BAB 1 (damals als Ruhrtangente bezeichnet) als Kleeblatt ausgeführt.

#### Düsseldorf–Oberhausen
Die nördliche Fortsetzung von Düsseldorf durch das westliche Ruhrgebiet bis Oberhausen wurde ab 1934 in drei Abschnitten gebaut. Zunächst wurde der 17 km lange Abschnitt von Oberhausen-Lirich (damals Duisburg-Meiderich) und Ratingen-Breitscheid (heute Autobahnkreuz Breitscheid) im Jahr 1936 fertiggestellt, der Abschnitt von Breitscheid zum heutigen Autobahnkreuz Oberhausen und der Lückenschluss zwischen Düsseldorf/Hilden und Breitscheid 1937.
Die im Anschluss ab Oberhausen durchgehend weitergebaute Strecke am nördlichen Rand des Ruhrgebietes weiter in Richtung Hannover/Berlin bildet heute die BAB 2. Zusammen mit der zum damaligen Zeitpunkt begonnenen Ruhrtangente zwischen Leverkusen und Kamen bei Dortmund (heutige BAB 1) entstand bis Anfang der 1960er Jahre ein Autobahnring um das zentrale Ruhrgebiet. Bei Oberhausen war früher ein Autobahndreieck geplant gewesen, an dem eine Reichsautobahnstrecke an die niederländische Grenze (Hollandlinie) abzweigen sollte.

#### Köln–Frankfurt
Unterschiedliche Pläne der HaFraBa sahen zur Verbindung der beiden Städte entweder eine 134 km lange Autobahn Köln–Gießen vor, mit Streckenführung über Siegburg, Altenkirchen und Driedorf in die Nähe von Wetzlar, wo sie an einem Autobahndreieck in die Hauptstrecke Hamburg–Frankfurt–Basel einmünden sollte, oder eine Verbindung über Wiesbaden oder über Mainz nach Frankfurt. Die ersten Planungen für die Reichsautobahnen aus dem Jahr 1933 zeigen noch die geplante Verbindung über Gießen. Zum Ende des Jahres hatte man sich aber stattdessen für eine Trasse von Siegburg über Limburg nach Wiesbaden entschieden, die auch ausgeführt wurde und die südlich von Frankfurt die Reichsautobahn Frankfurt–Mannheim kreuzen sollte.
Die südliche Strecke ließ die Direktion Reichsautobahnen ab 1934 gleichzeitig sowohl von Köln in Richtung Süden als auch von Wiesbaden in Richtung Norden errichten. Die Teilstrecke zwischen Köln-Mülheim und Siegburg mit 30 km Länge wurde am 17. Dezember 1937 nach rund drei Jahren Bauzeit dem Verkehr übergeben. Markantestes Bauwerk in diesem Abschnitt ist die 350 m lange mit Grauwacke verblendete und als Bogenbrücke ausgeführte Siegbrücke. Auch wurde bei Siegburg eine Autobahnraststätte gebaut, die dritte insgesamt in Deutschland.
Ein Jahr später, am 15. Dezember 1938, erfolgte der 12 km lange Abschnitt bis zur Anschlussstelle Siebengebirge und am 20. September 1939 folgten weitere 30 km bis Dierdorf. In diesem Abschnitt weist die Streckenführung bereits starke Steigungen und Gefälle auf, um den Höhenunterschied von der Kölner Bucht hinauf in den Westerwald zu bewerkstelligen. Der Abschnitt zwischen der damaligen Anschlussstelle Wiesbaden, dem heutigen Wiesbadener Kreuz, und der Anschlussstelle Limburg-Nord mit 48 km Länge wurde am 23. September 1939 dem Verkehr übergeben. Aufwändigstes Bauwerk in diesem Abschnitt war die damals rund 500 m lange und 60 m hohe Lahntalbrücke.
Der 41,5 km lange Lückenschluss zwischen Limburg und Dierdorf erfolgte am 15. Juni 1940, womit die Autobahn von Oberhausen bis Wiesbaden durchgehend befahrbar war. Auch die Fortsetzung von Oberhausen nach Berlin war bereits zum größten Teil fertiggestellt.
Zwischen Wiesbaden und Frankfurt wurde zwar 1938 mit dem Bau begonnen, aufgrund des Zweiten Weltkrieges konnten die Bauarbeiten an der Strecke nicht weiter aufgenommen werden und wurden daher am 20. Oktober 1941 endgültig eingestellt. Auf dem gesamten Abschnitt wurden bereits Rodungen durchgeführt, auch wurde am nordöstlichen Rand des Frankfurter Flughafens das geplante Autobahnkreuz mit der Reichsautobahn Frankfurt–Mannheim von 1939 bis 1941 vorläufig trassiert. Ein Autobahnkreuz war an dieser Stelle bereits in HaFraBa-Plänen von 1933 vorgesehen, da hier ein Abzweig von der Hauptstrecke nach Wiesbaden angedacht war.

#### Emmerich–Oberhausen
Die Reichsautobahn von Oberhausen an die niederländische Grenze bei Emmerich, die sogenannte Hollandlinie (Reichsautobahnstrecke 92) wurde ab 1936 geplant. Trotz Schwierigkeiten bei der Trassenfindung im Bereich von Dinslaken/Oberhausen aufgrund der sich ausbreitenden Industrie konnte 1939 zwischen Oberhausen und Wesel mit dem Bau begonnen werden. Aufgrund des Zweiten Weltkrieges mussten die Bauarbeiten jedoch im Oktober desselben Jahres später wieder eingestellt werden. Von 1940 bis 1942 wurde dann wieder gebaut, diesmal wurde auch mit der Strecke von Wesel bis Emmerich begonnen. Im März 1942 wurden die Bauarbeiten dann eingeschränkt weitergeführt und im Mai 1942 ganz eingestellt.
Die durchgeführten Bauarbeiten beschränkten sich im Wesentlichen auf die Baufeldfreimachung und etwa ein Drittel aller Erdarbeiten, an 29 Bauwerken wurde außerdem mit den Arbeiten begonnen. Erst nach dem Zweiten Weltkrieg wurden in den 1950er Jahren die Bauarbeiten wieder aufgenommen.

#### Frankfurt–Nürnberg
Die 232 km lange Strecke zwischen dem Frankfurter Kreuz und dem Kreuz Nürnberg wurde in Teilstücken schon gebaut, aufgrund des Zweiten Weltkrieges jedoch nicht mehr fertiggestellt. Lediglich der Abschnitt von Erlangen-Tennenlohe bis zum Autobahnkreuz Nürnberg wurde noch 1941 größtenteils einbahnig fertiggestellt. Zwischen Wiesbaden und Aschaffenburg wurde in der Trasse gerodet, auch einige Bauwerke wurden schon begonnen. Realisiert wurde die restliche Strecke nach dem Zweiten Weltkrieg größtenteils in den 1950er Jahren auf veränderter Trassenführung.

#### Nürnberg–Passau
Die schon 1926 in Plänen auftauchende Fernverbindung Nürnberg–Regensburg–Passau–österreichische Grenze wurde ebenfalls in den 1930er Jahren in Angriff genommen. Die Reichsautobahndirektion Berlin erteilte hierfür den Obersten Bauleitungen Nürnberg und München am 22. Januar 1937 den Auftrag, die Planungen für diese Autobahn aufzunehmen. Von Beginn an war sie als Fortsetzung der von Frankfurt her kommenden und 1941 nördlich von Nürnberg bereits einbahnig fertiggestellten Strecke vorgesehen, so wurde der Knotenpunkt mit der Autobahn Berlin–München von Beginn an als Autobahnkreuz ausgeführt. Der Abschnitt Nürnberg–Regensburg wurde als Reichsautobahnstrecke 86 geführt, Regensburg–Passau als Reichsautobahnstrecke 87.
Die Autobahn wird während der Planungs- und Bauarbeiten auch als Nibelungenautobahn bezeichnet, da sie zwischen Regensburg und Passau parallel zur Donau führen soll. Die gewählte Trassierung führte zunächst auf die Höhen der Fränkischen Alb und drehte bei Kastl von östlicher in südöstliche Richtung nach Oberpfraundorf. Zwischen den Tälern der Schwarzen Laber westlich und der Naab östlich sollte die Autobahn dann bei Sinzing die Donau überqueren und das Regensburger Stadtgebiet erreichen, das im Süden umfahren werden soll. Hier sollte die flache Ebene der Donau erreicht und bei Kiefenholz westlich von Wörth der Fluss zum zweiten Mal überquert werden. Hinter Straubing sollten die Höhen des Bayerischen Waldes erreicht und Deggendorf nördlich umfahren werden. Kurz vor Passau sollte die Trasse dann wieder die Donau überqueren und im südlichen Stadtgebiet zur österreichischen Grenze am Inn geführt werden.
Ab 1939 wurde an der Trasse dann auch tatsächlich gebaut. Zunächst fanden Erdarbeiten zwischen Nürnberg und Kastl im Bereich des Albaufstieges bei Entenberg und Poppberg auf einer ca. 30 km langen Strecke statt. Später wurde auch zwischen Regensburg und Wörth sowie nördlich von Deggendorf gebaut. Mit dem Bau der Donaubrücke bei Sinzing wurde ebenfalls begonnen. Wegen des Zweiten Weltkrieges mussten auch hier überall die Bauarbeiten eingestellt werden. Zur Realisierung der Strecke kam es in den 1960er und 1970er Jahren auf größtenteils veränderter Trassenführung. Ein 12,5 Kilometer langer Teil der damals als Strecke 86 begonnenen Trasse wurde als A 6 von Nürnberg nach Waidhaus verwirklicht. Dabei handelt es sich um den Abschnitt ab Höhe Eismannsberg bis Poppberg. Während die A 6 dort weiter nach Osten verläuft, wäre die Strecke 86 hier nach der Brücke nach Süden abgeschwenkt.

### 1950 bis 1984

#### Emmerich–Oberhausen

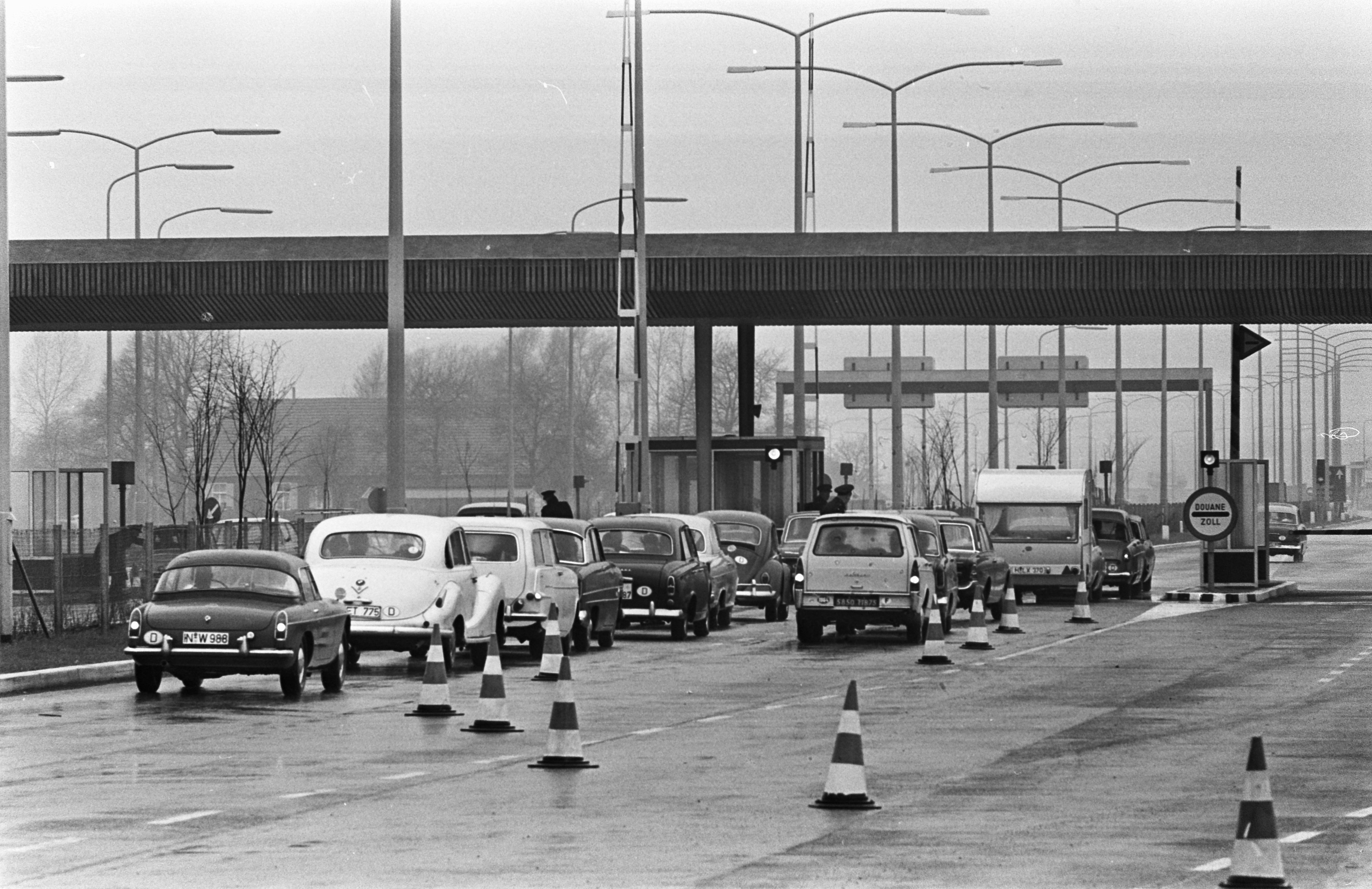
Grenzübergang Elten/Bergh Autoweg 1965

Der Weiterbau der vor dem Zweiten Weltkrieg begonnenen Hollandlinie von der niederländischen Grenze bei Emmerich bis nach Oberhausen wurde schon 1950/51 vom Siedlungsverband Ruhrkohlenbezirk und den Industrie- und Handelskammern Duisburg und Essen in einer gemeinsamen Denkschrift gefordert, um den Durchgangsverkehr etwa aus dem Stadtgebiet von Wesel hinaus zu verlagern. Die Fertigstellung dieser Autobahnstrecke wurde durch die Bundesregierung im Zehnjahresplan 1953 als Dringlichkeitsstufe 1 geführt, aufgrund finanzieller Erwägungen stellte man die Planungen hierfür jedoch ein Jahr später, 1954, wieder zurück.
Ein Memorandum der Industrie- und Handelskammern Arnheim, Rotterdam, Amsterdam, Utrecht, Bochum, Dortmund, Duisburg, Düsseldorf und Essen wies auf die Vorkriegsplanungen hin, eine europäische Fernstraße zwischen den Nordseehäfen und dem Ruhrgebiet zu errichten. Auf niederländischer Seite wurden schon in den 1930er Jahren die ersten Abschnitte der heutigen A12 bei Den Haag eröffnet. Diese Strecke war dafür ausgelegt, einen Anschluss an das deutsche Autobahnnetz zu bilden. Sogar die Wirtschaftskommission der UNO stufte diese Verbindung als Hauptstrecke im europäischen Fernstraßennetz ein und wies sie bei der Declaration on the Construction of Main International Traffic Arteries, die das Netz der Europastraßen begründete, mit der Nummer E 36 aus.
Dass die Hollandlinie bei der Mittelvergabe durch das Verkehrsfinanzgesetz 1955 nicht berücksichtigt wurde, führte zu Protest seitens der Landkreise am Niederrhein, die diese Strecke nach wie vor als wichtig erachteten. Die Planungen für den Weiterbau an der Strecke wurden dann 1956 wieder aufgenommen, als ein Autobahn-Neubauamt in Wesel eingerichtet wurde. Aufgrund zahlreicher Verzögerungen bei der Planfeststellung seitens der Bundesregierung konnte erst am 1. Juni 1958 mit dem Bau der knapp 18 km langen Strecke zwischen Wesel und Oberhausen begonnen werden. Es gelang sogar, alte Grunderwerbsakten von 1939 bis 1942 aufzufinden und hierauf basierend Verhandlungen mit den Grundbesitzern zu führen.
Eine ursprünglich vorgesehene Bauunterbrechung ab 1960 führte zu lauten Protesten angrenzender Städte, Landkreise und Wirtschaftsverbände. Der Einsatz der nordrhein-westfälischen Landesregierung durch Einsprüche an die zuständigen Regierungs- und Verwaltungsbehörden führte zur Freigabe aller Mittel zur Baufinanzierung. Der Abschnitt Wesel–Oberhausen konnte somit am 10. Juli 1961 durch Bundesverkehrsminister Hans-Christoph Seebohm für den Verkehr freigegeben werden. Obwohl die Freigabe ein Jahr später als geplant erfolgte, waren zu diesem Zeitpunkt die Anschlussstelle Dinslaken-Süd und die Raststätte Hünxe noch nicht fertiggestellt.
Anders als ursprünglich geplant endete die ausgeführte Strecke nicht endgültig an der Autobahn Köln–Berlin, sondern sollte südlich weiter ins Oberhausener Stadtgebiet verlängert werden. Statt eines Autobahndreiecks wurde daher ein Autobahnkreuz mit Kleeblattform an der Kreuzung mit der Vorkriegsstrecke errichtet. Der Autobahnquerschnitt ist von den 26,5 m, mit denen die Strecke vor dem Zweiten Weltkrieg gebaut wurde, auf 30 m verbreitert worden, darunter ein 4 m breiter Mittelstreifen und ein 2,5 m breiter Standstreifen an beiden Richtungsfahrbahnen.
Zusammen mit der niederländischen Regierung wurde bereits der Weiterbau der niederländischen A12 in östliche Richtung zur deutschen Grenze vorangetrieben, im Anschluss auf deutscher Seite ein 7 km langes Teilstück vom Grenzübergang bei Elten bis zur Anschlussstelle Emmerich. Obwohl das Gebiet um Elten nach dem Zweiten Weltkrieg bis 1963 unter niederländischer Verwaltung stand und der Bau daher von der niederländischen Straßenbauverwaltung (Rijkswaterstaat Directie Wegen, Afdeling Utrecht), allerdings in enger Zusammenarbeit mit dem Autobahn-Neubauamt Wesel, ausgeführt wurde, wählte man hier den deutschen Ausbauquerschnitt. Die Bauausführung geschah daher unter der Leitung sowohl von niederländischen als auch von deutschen Straßenbauunternehmen. Am 20. April 1962 wurde der Abschnitt vom Grenzübergang Elten bis zur Anschlussstelle Emmerich in Anwesenheit des niederländischen Ministers van Verkeer en Waterstaat Henk Korthals und des Ministers für Landesplanung, Wohnungsbau und öffentliche Arbeiten des Landes Nordrhein-Westfalen Peter Erkens feierlich dem Verkehr übergeben werden.
Der bei Elten entstandene Grenzübergang mit Zollamt (niederländische Bezeichnung Bergh Autoweg) war der erste nach dem Zweiten Weltkrieg neu gebaute Autobahn-Grenzübergang in Europa und lang Zeit auch der größte. Bis zur Rückgabe des Eltener Gebiets an die Bundesrepublik Deutschland wurde die Anschlussstelle Elten mit Betonblöcken abgesperrt, um einen Zugang auf niederländisches Gebiet ohne Passieren des Zolls zu verhindern.
Zwischen Emmerich und Wesel wurde die Lücke in zwei Abschnitten geschlossen. Am 17. Dezember 1963 wurde der Abschnitt Hamminkeln–Wesel und am 27. April 1965 das letzte Teilstück zwischen Emmerich und Hamminkeln eröffnet. Hiermit wurde die Autobahnstrecke vom Ruhrgebiet bis nach Den Haag durchgehend fertiggestellt. Der Anschluss Oberhausen südlich des Oberhausener Kreuzes wurde bereits am 18. Juli 1963 dem Verkehr übergeben. Im Vergleich zur vor dem Krieg begonnenen Trassierung, auf die im Wesentlichen Bezug genommen wurde, sind die Kurven weitläufiger ausgestaltet und lange Geraden dadurch vermieden worden. Zusätzlich zu den sechs vorgesehenen Anschlussstellen wurden drei zusätzliche in südlichen Bereich gebaut, um Anbindungen an die Industriebetriebe herzustellen.

#### Frankfurt–Nürnberg
Nach dem Zweiten Weltkrieg wurde 1948 wieder mit den Planungen für die Autobahnstrecke zwischen Frankfurt und Nürnberg begonnen. Durch die Gründung der Bundesrepublik 1949 und den damit einhergehenden Veränderungen in den Verwaltungsgrenzen wurden die Gebiete der vormaligen Obersten Bauleitungen neu aufgeteilt. Die Streckenplanung auf der Reichsautobahntrasse konnte daher größtenteils nicht mehr übernommen werden. 1953 wurde zwischen Frankfurt und Würzburg unter der Leitung von Verkehrsminister Hans-Christoph Seebohm die Trassenführung bestimmt, die nur im westlichen Teil zwischen Frankfurt und Aschaffenburg bereits im Bau soweit fortgeschritten war, dass ein Weiterbau auf alter Trasse möglich war. In diesem Bereich wurden daher im Mai 1955 die Bauarbeiten wiederaufgenommen. Die Linienführung für den Abschnitt Würzburg–Nürnberg folgte am 18. Juli 1957.
Während ein 3,5 km langes Teilstück südöstlich von Wiesbaden bis Weilbach, das vor dem Zweiten Weltkrieg nicht mehr fertiggestellt wurde, schon 1950 dem Verkehr übergeben werden konnte, wurde der sich anschließende Abschnitt bis zum Frankfurter Flughafen auf der Vorkriegstrasse mitsamt der nun fertiggestellten Mainkreuzung bei Raunheim 1953 eröffnet. Im selben Jahr wurden dann die Bauarbeiten für das Autobahnkreuz mit der Autobahn Hamburg–Basel, die ebenfalls im Zuge des Krieges eingestellt wurden, wiederaufgenommen, sodass nach dreijähriger Bauzeit am 10. Juli 1956 der nun als Frankfurter Kreuz bezeichnete Knoten mitsamt der Fortführung über das Kreuz hinaus zur Anschlussstelle Frankfurt-Süd dem Verkehr übergeben wurde. Es handelte sich um das erste fertiggestellte Autobahnkreuz in Westdeutschland, noch vor dem etwas später komplett befahrbaren Kamener Kreuz bei Dortmund. Die vor dem Krieg am Vorbild des Schkeuditzer Kreuzes orientierte Kleeblattform wurde unverändert übernommen, zumal mit dem Bau des zentralen Brückenbauwerkes schon begonnen wurde.
Priorität beim Wiederaufbau hatte dieser Abschnitt zum einen, weil sich das Verkehrswachstum auf den Vorkriegsstrecken von 1936 bis 1953 nahezu vervierfacht hat und zum anderen, weil der Frankfurter Flughafen zum Jahr 1951 wieder für die zivile Luftfahrt freigegeben wurde. Dieser Abschnitt stellte zum damaligen Zeitpunkt das größte Straßenbauvorhaben in der noch jungen Bundesrepublik dar.
Zwischen Frankfurt und Aschaffenburg wurde die Autobahn auf der vor dem Krieg bereits vorbereiteten Trasse von 1957 bis 1959 schrittweise eröffnet. Ein markantes Bauwerk in diesem Abschnitt ist die 1958 fertiggestellte Mainbrücke Stockstadt kurz hinter der hessisch-bayerischen Landesgrenze.
Von Aschaffenburg über Würzburg bis Nürnberg, wo bereits vor dem Krieg eine einbahnig fertiggestellte Autobahnstrecke unter Verkehr war, wurden die Reichsautobahnpläne nicht mehr berücksichtigt und die Autobahn auf einer komplett neuen Trasse geplant. Der Bauingenieur Hans Lorenz, seit 1950 Vorsitzender der Autobahndirektion Nordbayern, war federführend bei der Entwicklung neuer Richtlinien zur Trassierung wie auch zur Ökologie und Bauwerken entlang der Strecke. Da diese zwei Mittelgebirge (Spessart und Steigerwald) durchquert, mussten Kurven und Steigungen in Kauf genommen werden. Lorenz entwickelte eine Trassenführung, die eine Kombination aus vielen weiten und wenigen engeren Kurven mit geringer Querneigung beinhalteten. Lange Geraden, wie sie für Reichsautobahnen typisch waren, wurden vermieden.
Um eine Anpassung an die umgebende Landschaft zu ermöglichen, wurde an einigen Stellen der Mittelstreifen verbreitert, bei Aufstiegen die Fahrbahnen auf unterschiedliche Höhen versetzt. Auch war diese Autobahnstrecke eine der ersten, die durchgehend mit Standstreifen versehen wurden. Von den 357 Bauwerken an der 214 km langen Neubaustrecke waren viele schon für einen möglichen sechsstreifigen Ausbau ausgelegt. Vier beidseitige Rastanlagen mit Tankstellen und 108 Parkplätze (54 in Richtung Nürnberg, 64 in Richtung Frankfurt), von denen elf zwischen Aschaffenburg und Würzburg über einen Brunnen verfügten, wurden außerdem angelegt.
Innerhalb von neun Jahren wurde die Autobahn gebaut und abschnittsweise fertiggestellt. Der bis zu vier Prozent steile Spessartaufstieg zwischen Aschaffenburg und Rohrbrunn wurde am 15. Dezember 1959 eröffnet, im selben Jahr wurde der bereits bestehende Abschnitt vom Kreuz Nürnberg nach Tennenlohe um eine zweite Richtungsfahrbahn ergänzt. Am 27. Oktober 1961 führte die Autobahn dann weiter bis Helmstadt kurz vor Würzburg. Das letzte, 42 km lange Teilstück zwischen Rottendorf und Schlüsselfeld wurde am 26. November 1964 dem Verkehr übergeben. Während des Baus verunglückten 21 Arbeiter tödlich.
Da die Autobahn Frankfurt–Nürnberg die erste in Deutschland war, die nach modernen Gesichtspunkten trassiert und ausgeführt wurde, bildete sie eine Grundlage für die zahlreichen bis in die 1970er Jahre gebauten Strecken. Unter diesen befindet sich auch die A 45, die in den 1960er Jahren als erste komplett neu gebaute Autobahn – ohne vorhandene Pläne aus der Zeit vor dem Zweiten Weltkrieg – realisiert wurde.

#### Nürnberg–Passau
Zwischen Nürnberg und Regensburg wurden die Planungen für die Autobahn 1958 wieder aufgenommen. Da der Ende der 1930er Jahre angelegte Truppenübungsplatz Hohenfels durch die US Army 1951 stark erweitert wurde und die geplante Trasse durch dieses Gebiet führte, musste eine neue Streckenführung gewählt werden. Die südwestlicher verlaufende Trasse führt vom Anschluss an die Autobahn Berlin–München über Altdorf, Neumarkt und Parsberg. Auf Höhe von Oberpfraundorf trifft sie wieder auf die bereits vorbereitete Trasse aus der Zeit vor dem Zweiten Weltkrieg. Diese wurde im weiteren Verlauf bis Regensburg dann aufgrund der bereits begonnenen Erdarbeiten wieder weitgehend beibehalten, jedoch nach den neuen Erkenntnissen im Straßenbau mit weniger starken Längsneigungen und weicherer Gradiente ausgeführt.
Der 25,5 km lange Abschnitt zwischen Nittendorf und Rosenhof östlich von Regensburg, der auf der alten Trasse verläuft, wurde von 1961 bis 1965 gebaut. Zur Überquerung der Donau bei Sinzing verwendete man die bereits 1938 errichteten Pfeiler und das Fundament auf der östlichen Donauseite, um an selber Stelle die geplante Donaubrücke fertigzustellen. Am östlichen Donauufer besitzt die Brücke daher drei einzelne Pfeiler aus dieser Zeit, die restlichen Pfeiler sind Doppelpfeiler. Zwischen Parsberg und Nittendorf wurde die Strecke auf der 25 km langen, teilweise neuen Trasse 1969 fertig.
Am 19. November 1970 eröffnete das rund 28 km lange Teilstück vom Kreuz Nürnberg bis zur Anschlussstelle Neumarkt. Neben der vollständigen Inbetriebnahme aller Rampen im schon 1941 in Teilen freigegebenen Kreuz wurde der südwestliche Quadrant des Kreuzungsbauwerks umgebaut, sodass eine durchgehende Hauptfahrbahn aus Richtung Würzburg in Richtung München besteht und die nordöstliche Schleifenrampe wegfiel. Man wählte diesen Umbau, da die Relationen Würzburg–München zu dieser Zeit die am stärksten frequentierten waren, die Strecke in Richtung Berlin führte damals an die innerdeutsche Grenze und war dementsprechend schwach befahren.
Ein weiteres Autobahnkreuz, an dem zukünftig die Ost-West-Strecke von Heilbronn über Nürnberg nach Amberg kreuzen sollte, entstand bei Altdorf. Gleichzeitig mit der Freigabe der Autobahn nach Neumarkt ging ein erster, 19 km langer Abschnitt auf dieser Autobahn in Richtung Amberg in Betrieb, zunächst nur bis zur Anschlussstelle Alfeld. Die Lücke zwischen Nürnberg und Regensburg wurde etappenweise bis 1971 (Fertigstellung Neumarkt–Parsberg) geschlossen. Damit war die Autobahn von der niederländischen Grenze bis Rosenhof durchgehend unter Verkehr.
Die östlich von Nürnberg begonnenen Erdarbeiten für diese Strecke wurden ab den 1960er Jahren zum Bau der Autobahn Nürnberg–Amberg benutzt. Bei Altdorf entstand daher ein Autobahnkreuz, an dem diese Strecke, als Fortsetzung der von Heilbronn her kommenden Autobahn (später BAB 6) sich mit der Autobahn Nürnberg–Regensburg kreuzt.
Genau wie zwischen Nürnberg und Regensburg waren auch zwischen Regensburg und Passau Erdarbeiten an einzelnen Abschnitten im Gange gewesen. Die Planungen für die Fertigstellung wurden 1965 wieder aufgenommen und überarbeitet. Um neben der Führung des weiträumigen Verkehres auch eine bessere infrastrukturelle Anbindung der Region Bayerischer Wald zu gewährleisten, entschied man sich für eine Führung der Autobahn nördlich der Donau. Etwa die Hälfte der vor dem Krieg geplanten Trassenführung konnte, unter Anpassung der Gradiente, beibehalten werden.
Zwischen Rosenhof und Straubing wurde die geplante Trasse zur Vermeidung starker Steigungen und Gefälle nach Süden an den Rand der Donauebene verlegt. Die ursprünglich geplante nördliche Umgehung von Deggendorf mit Steigungen von bis zu 6 % und Höhenunterschieden von über 300 m wurde komplett fallen gelassen und stattdessen die Autobahn an den südlichen Rand der Stadt verlegt. Für einige Kilometer führt sie daher auf der südlichen Donauseite, weshalb zwei größere Brückenbauwerke gebaut werden mussten. Trotz der beiden Flussüberquerungen stellte sich der Bau dieser Variante als weitaus kostengünstiger dar als Vorkriegstrasse. Zwischen Deggendorf und Passau wurde die alte Trasse durch die südlichen Ausläufer des Bayerischen Waldes wiederum im Wesentlichen beibehalten.
Der Autobahn-Grenzübergang nach Österreich sollte den Vorkriegsplanungen gemäß im südlichen Stadtgebiet von Passau errichtet werden. Da nach dem Zweiten Weltkrieg das Gebiet in großem Umfang besiedelt wurde, musste eine komplett neue Trasse an die österreichische Grenze gefunden werden. Zusammen mit der Republik Österreich entwickelte man eine Trasse durch den Neuburger Wald und Innquerung mit Grenzübergang bei Pocking. In diesem Bereich befindet sich mit dem Abstieg aus dem Neuburger Wald auch die mit 3,5 % stärkste Längsneigung des gesamten Teilstückes.
Zwei Autobahnmeistereien entstanden bei Kirchroth und Passau. Neben zahlreichen Parkplätzen entstanden auch die beiden Rastanlagen Bayerischer Wald und Donautal. Der Bau zwischen Deggendorf und Passau startete 1968, abschnittsweise wurde die Autobahn von Deggendorf in östliche Richtung 1975 um 20 km bis Iggensbach, 1978 um 21 km bis Passau-Nord und 1979 um 9 km bis Passau-Süd freigegeben. In diesem Bereich befindet sich mit der Donaubrücke Schalding die letzte Donaubrücke der Autobahn vor der österreichischen Grenze.
Zum 1. Januar 1975 wurde für alle Bundesautobahnen in Deutschland ein einheitliches Nummerierungssystem eingeführt. Waren zunächst für die bereits gebauten Strecken nur interne Nummerierungen vorhanden, die auf den Wegweisern nicht angezeigt wurden (hier standen zunächst nur die Nummern der Europastraßen), wurden ab jetzt durchgehend die neuen Autobahnnummern verwendet. Als wichtige, transnationale Verbindung zwischen den Niederlanden und Österreich erhielt die Hollandlinie Emmerich–Oberhausen zusammen mit der in den 1930er Jahren gebauten Autobahn Oberhausen–Köln–Frankfurt, der in den 1950er und 1960er Jahren gebauten Strecke Frankfurt–Nürnberg und der zu dieser Zeit noch im Bau befindlichen Strecke Regensburg–Passau–Pocking die Bezeichnung Bundesautobahn 3 (BAB 3 oder A 3).
Der Abschnitt von Passau-Süd zur Grenze nach Österreich wurde 1983 zusammen mit der Weiterführung auf österreichischer Seite (Innkreisautobahn A8) nach Suben eröffnet. Die Grenzübergangsstelle wurde auf die österreichische Seite, d. h. östlich des Inns, gelegt. Die Fortführung der A8 nach Linz wurde in mehreren Etappen von 1982 bis 1990 vollendet.
Das noch fehlende Teilstück zwischen Rosenhof und Deggendorf wurde erst in den 1970er Jahren begonnen. 1980 wurde die A 3 von Rosenhof um 9 km bis Wörth an der Donau verlängert, wobei eine weitere Donauquerung entstand (Donaubrücke Wörth). 1981 kamen 20 km bis Straubing hinzu, der Lückenschluss bis Deggendorf wurde 1984 eröffnet. Somit war die Autobahnstrecke vollständig fertiggestellt und durchgehend befahrbar.

### Liste der Verkehrsfreigaben
| Abschnitt                                   | Jahr | km    |
| ------------------------------------------- | ---- | ----- |
| Niederländische Grenze–Emmerich             | 1962 | 7 km  |
| Emmerich–Hamminkeln                         | 1965 | 28 km |
| Hamminkeln–Wesel                            | 1963 | 14 km |
| Wesel–Kreuz Oberhausen                      | 1961 | 18 km |
| Kreuz Oberhausen–Kreuz Breitscheid          | 1936 | 36 km |
| Kreuz Breitscheid–Düsseldorf-Süd (Mettmann) | 1937 | 11 km |
| Düsseldorf-Süd–Köln-Nord (Mülheim)          | 1936 | 33 km |
| Köln-Nord–Siegburg                          | 1937 | 30 km |
| Siegburg–Siebengebirge                      | 1938 | 12 km |
| Siebengebirge–Dierdorf                      | 1939 | 30 km |
| Dierdorf–Limburg-Nord                       | 1940 | 42 km |
| Limburg-Nord–Wiesbadener Kreuz              | 1939 | 48 km |
| Wiesbadener Kreuz–prov. Anschluss Weilbach  | 1951 | 4 km  |
| prov. Anschluss Weilbach–Frankfurt-Süd      | 1956 | 17 km |
| Frankfurt-Süd–Offenbacher Kreuz             | 1957 | 6 km  |
| Offenbacher Kreuz–Hanau                     | 1958 | 12 km |
| Hanau–Stockstadt                            | 1959 | 15 km |
| Stockstadt–Hösbach                          | 1958 | 10 km |
| Hösbach–Rohrbrunn                           | 1959 | 18 km |
| Rohrbrunn–Helmstadt                         | 1961 | 36 km |
| Helmstadt–Rottendorf                        | 1963 | 25 km |
| Rottendorf–Schlüsselfeld                    | 1964 | 42 km |
| Schlüsselfeld–Höchstadt-Ost                 | 1963 | 18 km |
| Höchstadt-Ost–Tennenlohe                    | 1962 | 24 km |
| Tennenlohe–Kreuz Nürnberg                   | 1941 | 18 km |
| Kreuz Nürnberg–Neumarkt                     | 1970 | 28 km |
| Neumarkt–Parsberg                           | 1971 | 28 km |
| Parsberg–Nittendorf                         | 1969 | 25 km |
| Nittendorf–Rosenhof                         | 1965 | 25 km |
| Rosenhof–Wörth a. d. Donau                  | 1980 | 9 km  |
| Wörth a. d. Donau–Straubing                 | 1981 | 20 km |
| Straubing–Kreuz Deggendorf                  | 1984 | 28 km |
| Kreuz Deggendorf–Iggensbach                 | 1975 | 20 km |
| Iggensbach–Passau-Nord                      | 1978 | 21 km |
| Passau-Nord–Passau-Süd                      | 1979 | 9 km  |
| Passau-Süd–österreichische Grenze           | 1983 | 16 km |

### Neuordnung und Umbenennungen

#### 1992
Im Jahr 1992 kam es, als Folge der deutschen Wiedervereinigung, zu einigen Umstrukturierungen im deutschen Autobahnnetz. Unter anderem wurden dabei die Anschlussstellen mit einer fortlaufenden Nummerierung versehen, was zur Folge hatte, dass einige Autobahnabschnitte mit doppelter Nummerierung neu geordnet werden mussten, um eine analoge doppelte Nummerierung der Anschlussstellen in diesen Bereichen zu vermeiden. So begann bis 1992 die A 2 an der niederländischen Grenze bei Herongen und wurde zwischen den Autobahnkreuzen Kaiserberg und Oberhausen auf der Trasse der A 3 mitgeführt. Nach Einführung der Anschlussstellen-Nummerierung legte man den Beginn der A 2 an das Kreuz Oberhausen, der Abschnitt von Herongen nach Kaiserberg wurde zusammen mit der ehemaligen A 430 in A 40 umnummeriert.
Etwa zur gleichen Zeit wurden die Anschlussstellen auf diesem Abschnitt umbenannt (Duisburg-Hamborn in Oberhausen-Holten, Kreuz Duisburg/Oberhausen in Kreuz Oberhausen-West, Duisburg-Meiderich in Oberhausen-Lirich und Kreuz Duisburg-Kaiserberg in Kreuz Kaiserberg). Das Fernziel Duisburg, das ab dem Kreuz Hilden in Richtung Norden ausgeschildert war, wurde gestrichen.

#### 2009
Die beiden Anschlussstellen auf Leverkusener Stadtgebiet wurden 2009 umbenannt. So hieß die AS 22 (Leverkusen-Opladen) früher nur Opladen und die AS 24 (Leverkusen-Zentrum) nur Leverkusen. Grundlage hierfür war ein Erlass des nordrhein-westfälischen Verkehrsministeriums (sog. „Großstadtregelung“), der besagt, dass bei Anschlussstellen zu Städten mit über 100.000 Einwohnern der Stadtname vorangesetzt werden muss.

## Verkehrsaufkommen
Teilstücke der BAB 3 bei Köln und Frankfurt zählen zu den am meisten befahrenen Straßen Deutschlands. Nach einer Verkehrszählung der Bundesanstalt für Straßenwesen (BASt) aus dem Jahre 2015 zählten mehrere Abschnitte hier zu den Top 10 der Strecken mit der höchsten durchschnittlichen täglichen Verkehrsstärke (DTV). Der Abschnitt zwischen dem Autobahnkreuz Köln-Ost und dem Autobahndreieck Köln-Heumar ist mit durchschnittlich 171.200 Fahrzeugen pro Tag der meistbefahrene Autobahnabschnitt Deutschlands, knapp vor der Berliner Stadtautobahn A 100.
Abschnitte mit DTV von mehr als 150.000 pro Tag
| Abschnitt                             | DTV     |
| ------------------------------------- | ------- |
| Kreuz Leverkusen – Leverkusen-Zentrum | 159.600 |
| Leverkusen-Zentrum – Köln-Mülheim     | 154.800 |
| Köln-Mülheim – Köln-Dellbrück         | 158.900 |
| Köln-Dellbrück – Kreuz Köln-Ost       | 166.700 |
| Kreuz Köln-Ost – Dreieck Köln-Heumar  | 171.200 |
| Frankfurt-Süd – Offenbacher Kreuz     | 163.400 |
| Offenbacher Kreuz – Obertshausen      | 151.900 |

## Aktueller Ausbauzustand

### Niederlande bis Köln
Von der niederländischen Grenze bis zum Kreuz Oberhausen ist die Autobahn vierstreifig ausgebaut, von dort bis zum Kreuz Leverkusen sechsstreifig, wobei im Kreuz Kaiserberg nur zwei Fahrstreifen in Richtung Süden zur Verfügung stehen. Zwischen Oberhausen und Leverkusen wurde der Ausbau von vier auf sechs Streifen in den 1980er Jahren durchgeführt. Zwischen der Ausfahrt Mettmann und dem Autobahnkreuz Hilden wurden zusätzlich die Seitenstreifen für eine temporäre Seitenstreifenfreigabe ausgebaut.
Zwischen dem Autobahnkreuz Leverkusen und dem Autobahndreieck Köln-Heumar ist die A 3 achtstreifig ausgebaut. In diesem Abschnitt ist die A3 gleichzeitig Teil des Kölner Autobahnrings. Im Dreieck Köln-Heumar stehen auf der Hauptfahrbahn in beide Richtungen nur zwei Fahrstreifen zur Verfügung.
Im Bereich des östlichen Kölner Rings stieg der Verkehr, nicht zuletzt durch den noch nicht erfolgten Ringschluss, stark an – Anfang der 1960er Jahre befuhren täglich rund 35.000 Fahrzeuge pro Tag diese Strecke. Der Abschnitt zwischen dem Kreuz Leverkusen und der Anschlussstelle Köln-Mülheim wurde daher von vier auf sechs Fahrstreifen erweitert. Die Bauarbeiten am nun ersten sechsstreifigen Autobahnteilstück in Deutschland begannen am 4. Januar 1961 und wurden nach rund 50 Wochen Bauzeit am 15. Dezember desselben Jahres fertiggestellt. Im Zuge dieses Ausbaus wurde auch die für deutsche Autobahnen ungewöhnliche Straßenbeleuchtung installiert.

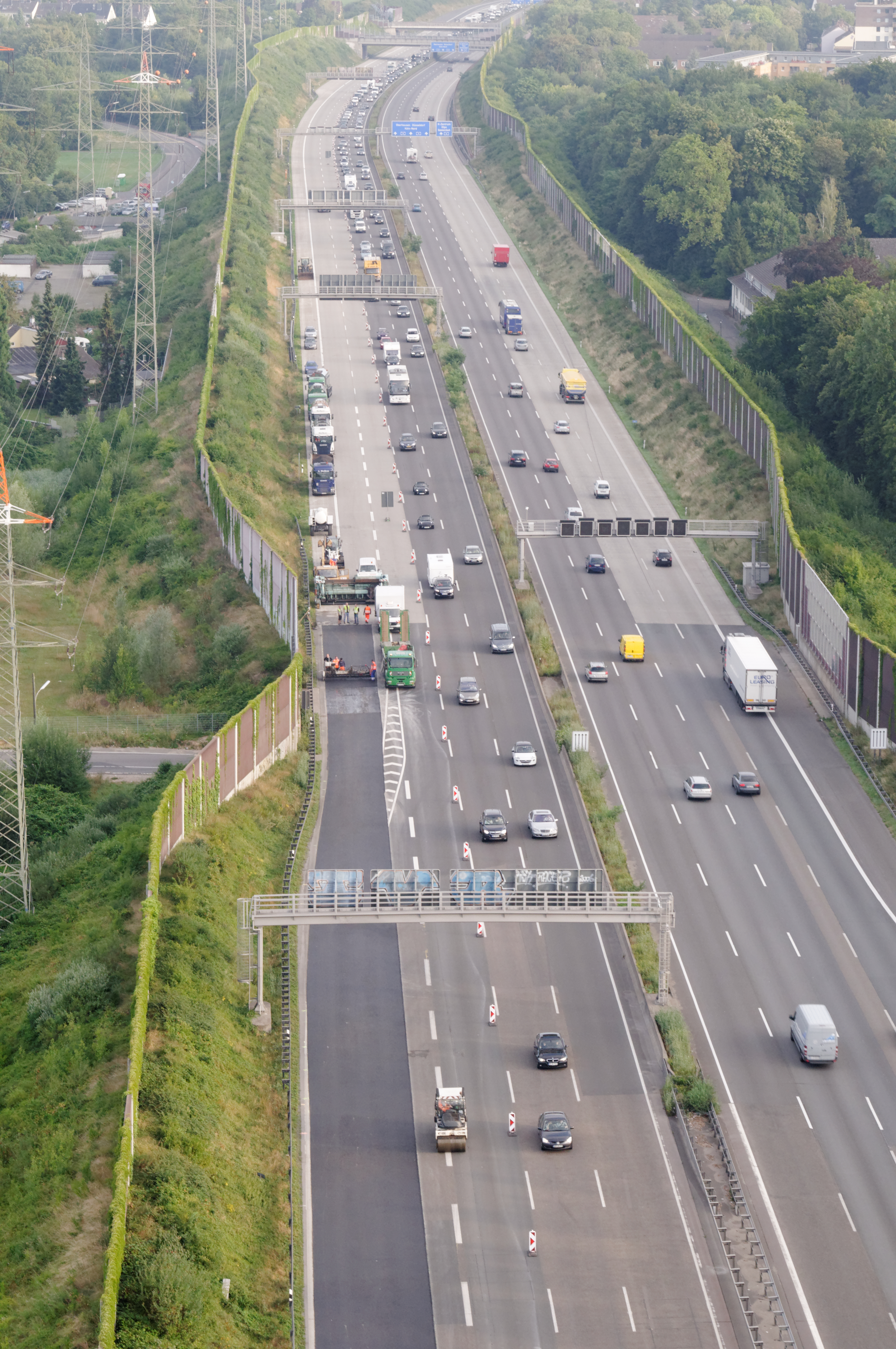
Bauarbeiten auf dem achtstreifigen Abschnitt nördlich des Dreieck Heumar, 2013

Aufgrund des hohen Verkehrsaufkommens wurde die A 3 seit Anfang der 2000er Jahre im Bereich des östlichen Kölner Ringes ausgebaut. Zunächst wurde von Oktober 2003 bis Juni 2005 das am höchsten belastete Stück zwischen dem Kreuz Köln-Ost und dem Dreieck Köln-Heumar von sechs auf acht Fahrstreifen erweitert. In diesem Bereich verläuft die A 4 auf einer gemeinsamen, 2,8 km langen Trasse mit. Im Anschluss wurde von Mai 2005 bis August 2008 2,1 km nach Norden bis zur Anschlussstelle Köln-Dellbrück achtstreifig ausgebaut. Von Mitte 2009 bis Juli 2012 folgte der 2,3 km lange Abschnitt bis Köln-Mülheim und von Juni 2015 bis Mai 2017 die 3,8 km bis zur Anschlussstelle Leverkusen-Zentrum. Zusätzlich ist dieser Abschnitt bis zum Kreuz Leverkusen provisorisch achtstreifig ummarkiert worden. Zwischen Leverkusen-Zentrum und der Anschlussstelle Leverkusen-Opladen ist ebenfalls ein achtstreifiger Ausbau geplant, zusammen mit dem Umbau des Kreuzes Leverkusen.

### Köln bis Aschaffenburg
Im weiteren Verlauf bis Waldaschaff bei Aschaffenburg ist die Autobahn größtenteils sechsstreifig ausgebaut. Innerhalb des Wiesbadener Kreuzes ist sie vierstreifig, vom Autobahnkreuz Wiesbaden bis zum Mönchhof-Dreieck siebenstreifig (vier Fahrstreifen in Richtung Köln, drei in Richtung Würzburg), wobei Richtung Würzburg im Sortierraum vor dem Mönchhof-Dreieck bis 2018 ebenfalls nur zwei Hauptfahrstreifen mit zwei abzweigenden Fahrspuren Richtung Darmstadt zur Verfügung standen. Nach einer Neumarkierung sind nun durchgängig drei Hauptfahrstreifen vorhanden. Vom Mönchhof-Dreieck über das Frankfurter Kreuz bis Frankfurt-Süd ist die Autobahn sechsstreifig, ab dem Frankfurter Kreuz mit zusätzlichem, durchgehenden Verflechtungsstreifen auf voller Länge und von dort bis zum Offenbacher Kreuz achtstreifig.
Nahezu der gesamte Autobahnabschnitt ist heute mit mindestens sechs Fahrstreifen ausgestattet. Zwischen Köln und Wiesbaden wurde der sechsstreifige Ausbau aufgrund des hohen Verkehrsaufkommens schon um 1970 durchgeführt. Gleichzeitig wurde am Elzer Berg aufgrund der hohen Unfallzahlen eine Geschwindigkeitsmess- und -überwachungsanlage installiert. Der weitere Ausbau auf sechs Fahrstreifen fand zwischen dem Mönchhof-Dreieck und dem Offenbacher Kreuz Ende der 1970er Jahre bis 1979 statt. Dabei wurden auch kleinere Anpassungen des Frankfurter Kreuzes durchgeführt. Anfang der 1980er Jahre folgte der Abschnitt vom Offenbacher Kreuz bis zur Anschlussstelle Hanau und von der Anschlussstelle Seligenstadt bis zum Seligenstädter Dreieck. Zwischen den Anschlussstellen Hanau und Seligenstadt wurde die Autobahn Ende der 1980er Jahre sechsstreifig, mit Ausnahme des Bereiches der Anschlussstelle Hanau. Zu Beginn der 1990er Jahre wurde das Teilstück zwischen der Anschlussstelle Frankfurt-Süd und dem Offenbacher Kreuz von sechs auf acht Fahrstreifen erweitert.
Die Anschlussstelle Hanau war ursprünglich als normale Anschlussstelle mit vier Rampen und zwei großen Kreisverkehren ausgeführt, die mit der autobahnähnlich ausgebauten B 45 (in den 1970er Jahren nach dem Bau kurzzeitig A 683) verbunden waren. Während die A 3 bereits seit Ende der 1980er Jahre westlich und östlich der Abfahrten sechs Fahrstreifen aufwies, mündete der jeweils rechte Streifen in die abzweigende Rampe, die Hauptfahrbahn innerhalb der Anschlussstelle wies nur vier Fahrstreifen auf. Aufgrund dieser nicht mehr zeitgemäßen Ausführung des verkehrsreichen Knotenpunktes wurde die Anschlussstelle bis ins Jahr 2000 zu einem Knotenpunkt mit höhenfreien Rampen, ähnlich einem Autobahnkreuz, umgebaut. Zwischen dem Offenbacher Kreuz und der Anschlussstelle Hanau entstand 1996 die neue Anschlussstelle Obertshausen.

### Aschaffenburg bis Erlangen
Der Streckenabschnitt zwischen Aschaffenburg und dem Autobahnkreuz Biebelried (bei Würzburg) ist durchgängig mit sechs Fahrstreifen mit Zusatzfahrstreifen in Steigungsabschnitten ausgestattet.
Der Streckenabschnitt zwischen den beiden Autobahnkreuzen Biebelried (A 7) dem Kreuz Fürth/Erlangen (A 73) ist fast durchgehend vierstreifig ausgebaut. Hiervon ausgenommen sind ein 4,9 Kilometer langer Abschnitt bei Geiselwind, welcher sechsstreifig ausgebaut ist, sowie die letzten 3 Kilometer in Fahrtrichtung Frankfurt vor dem Autobahnkreuz Biebelried. Hier sind im Steigungsabschnitt zwischen der Mainbrücke Dettelbach und dem Autobahnkreuz ebenfalls 3 Fahrstreifen verfügbar.

### Erlangen bis Österreich
Zwischen dem Kreuz Fürth/Erlangen und dem Kreuz Nürnberg stehen wieder durchgehend sechs Fahrstreifen zur Verfügung. Hier wurde die Autobahn schon Ende der 1970er Jahre von vier auf sechs Fahrstreifen erweitert. Östlich des Kreuzes Nürnberg dagegen ist die Autobahn mit Ausnahme eines kurzen Abschnitts bei Regensburg bis zur Bundesgrenze nur vierstreifig.

## Planungen/Bau

### Ausbau in Nordrhein-Westfalen
Stand Anfang 2022 sind im Bundesverkehrswegeplan 2030 zahlreiche Ausbauprojekte in Nordrhein-Westfalen vorgesehen, die im Wesentlichen je einen zusätzliche Fahrstreifen zwischen Dinslaken und Köln herstellen sollen. Von Nord nach Süd sind das im Einzelnen:
- Ausbau auf sechs Fahrstreifen zwischen der Anschlussstelle Dinslaken-Nord und dem Kreuz Oberhausen, eingestuft als Vordringlicher Bedarf – Engpassbeseitigung[52]
- Aus- und Umbau Autobahnkreuz Oberhausen: Die bereits im BVWP 2003 enthaltene Maßnahme ist jetzt als Vorhaben mit vordringlichem Bedarf (Engpassbeseitigung) eingestuft.[53] Sie beinhaltet auch je zwei zusätzliche Fahrstreifen auf den A3 bis Dinslaken-Süd und auf der A2 bis Oberhausen-Königshardt. Das Planfeststellungsverfahren wurde im Februar 2020 begonnen.[54]
- Kreuz Oberhausen – Kreuz Oberhausen-West: Ausbau auf acht Fahrstreifen, eingestuft als Vordringlicher Bedarf – Engpassbeseitigung[55]
- Kreuz Oberhausen-West – Kreuz Kaiserberg: Ausbau auf acht Fahrstreifen, eingestuft als Vordringlicher Bedarf[56]
- Im Autobahnkreuz Kaiserberg läuft seit 2022 die Erneuerung aller Brückenbauwerke. Zudem wird die Autobahn im Kreuz von vier auf sechs Fahrstreifen erweitert. Die gesamte Baumaßnahme wird voraussichtlich 2030 abgeschlossen sein.[57]
- Kreuz Kaiserberg – Kreuz Breitscheid – Kreuz Ratingen-Ost – Kreuz Hilden: Ausbau auf acht Fahrstreifen, eingestuft als Vordringlicher Bedarf – Engpassbeseitigung[58][59][60]
- Das Autobahnkreuz Hilden soll ebenfalls ausgebaut werden. Das Projekt befindet sich in der Vorplanung (Stand Anfang 2022).[61] Als erste, vorbereitende Maßnahme wurde zwischen 2018 und Ende 2020 das zentrale Brückenbauwerk der A3 über die A46 ersetzt.[62] Zusammen mit dem Ausbau bis Leverkusen-Opladen wurde der Ausbaubedarf als Maßnahme des vordringlichen Bedarfs mit Engpassbeseitigung (höchste Einstufungskategorie) im BVWP 2030 gesetzlich festgestellt.[63]

- Der ca. 15 km lange Abschnitt zwischen dem Autobahnkreuz Hilden und der Ausfahrt Leverkusen-Opladen soll achtstreifig ausgebaut werden. Erste Konsultationen auf Verwaltungsebene fanden seit Mai 2019 statt.

- Der achtstreifige Ausbau des östlichen Kölner Autobahnrings zwischen dem Autobahnkreuz Leverkusen und dem Dreieck Köln-Heumar ist ab Leverkusen-Zentrum bereits umgesetzt. Der weitere Ausbau zwischen Leverkusen-Opladen und Leverkusen-Zentrum gehört mit dem Ausbau/Umbau der A1 zwischen der Rheinbrücke Leverkusen und dem Autobahnkreuz Leverkusen zu den umfangreichen Autobahnbauprojekten in Leverkusen. Er ist als fest disponiertes Projekt im BWVP 2030 aufgeführt. Nach einer Variantenuntersuchung, bei der ein Ausbau der bestehenden Führung favorisiert wurde, befindet sich das Vorhaben in der Entwurfsplanung (Stand Anfang 2022).[64][65]
- Das Dreieck Heumar soll ebenfalls um- und ausgebaut werden. Baubeginn mit ersten Arbeiten (Abbruch der Brücke über die B8) war 2019. Die Gesamtmaßnahme befindet sich ebenfalls noch in der Planung und soll voraussichtlich 2029 beendet sein. Beauftragt mit dem Um- und Ausbau ist die DEGES.[66][67]
- Zwischen dem Dreieck Heumar und der Anschlussstelle Königsforst wurde zudem ein achtstreifiger Ausbau als vordringlicher Bedarf zur Engpassbeseitigung eingestuft.[68]

Widerstand gegen den Ausbau gibt es vor allem rund um das Kreuz Oberhausen und den Sterkrader Wald sowie zwischen Hilden und Leverkusen. Schon seit 2019 zeigte sich, dass der Ausbau bei den dortigen Anliegergemeinden und den Umweltschutzverbänden sehr umstritten ist. Ende April gründete sich eine entsprechende Bürgerinitiative „3reicht“, die auch Unterstützung in der Lokalpolitik fand. Ende 2020 trat erstmals ein nicht-öffentliches Dialogforum mit den Straßenbaubehörden zusammen. Die Stadt Leverkusen sprach sich Anfang 2021 gegen den Ausbau der A1 und A3 in der oberirdischen Vorzugsvariante aus.

### Achtstreifiger Ausbau bei Limburg

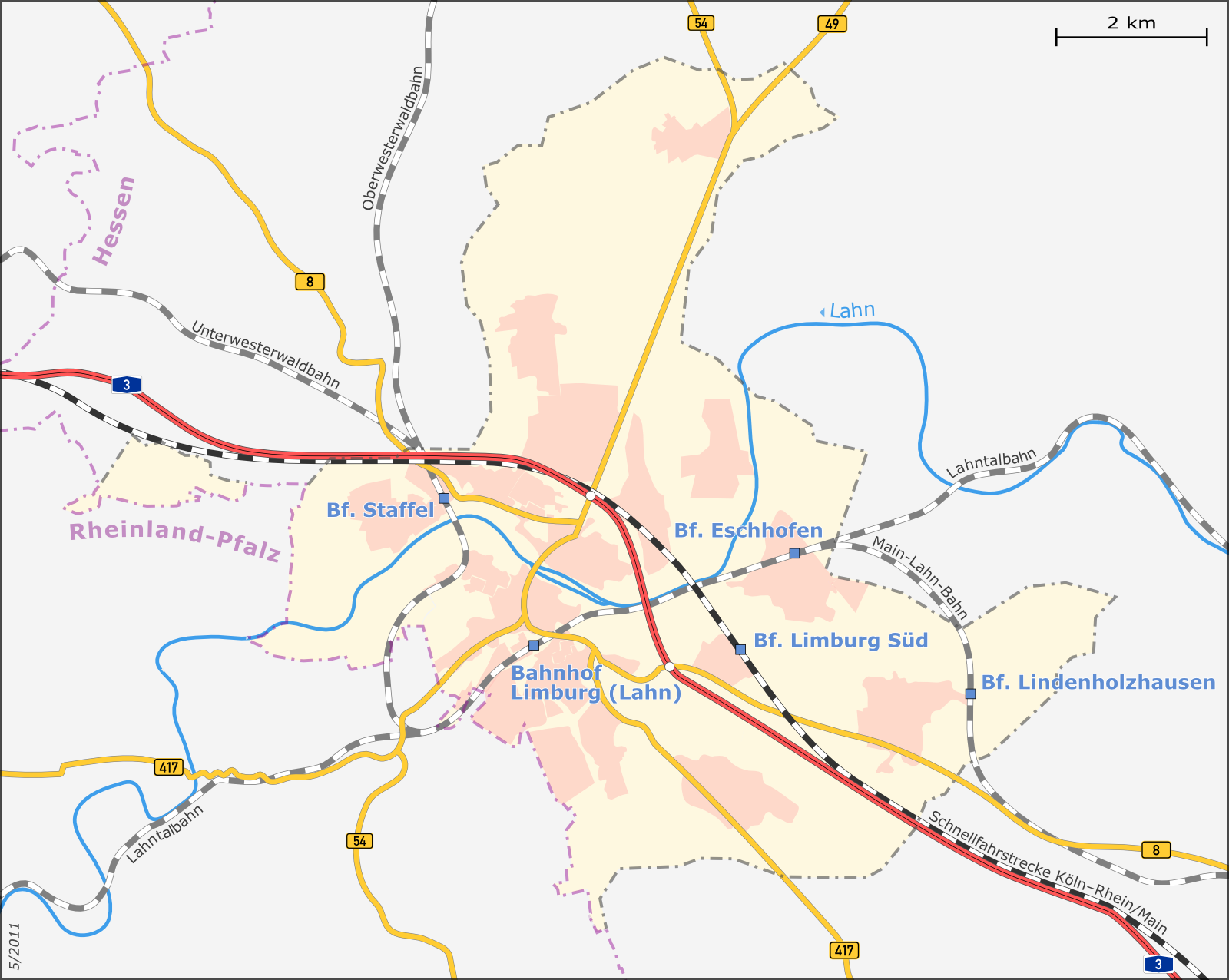
Verlauf der A3 in Limburg

Im Zuge des Neubaus der Lahntalbrücke Limburg wurde die Autobahntrasse zwischen Kilometer 107 und 110 leicht nach Osten verlegt und von sechs (ohne Seitenstreifen) auf acht Streifen (plus Seitenstreifen) mit zusätzlichen Lärmschutzwänden ausgebaut. Dieser Streckenabschnitt zwischen den Anschlussstellen Limburg-Nord und Limburg-Süd nimmt viel innerstädtischen Verkehr auf. Der offizielle erste Spatenstich war im Juni 2013 und der Abschluss der Arbeiten 2017. Ein achtstreifiger Ausbau des anschließenden Abschnitts bis zum Wiesbadener Kreuz erhielt im BVWP 2030 eine Einstufung in den Weiteren Bedarf.

### Achtstreifiger Ausbau bei Frankfurt
Im Vordringlichen Bedarf ist ein Ausbau des Wiesbadener und Offenbacher Kreuzes geplant. Zwischen dem Wiesbadener Kreuz und dem Frankfurter Kreuz sowie von Offenbach bis Hanau ist ein achtstreifiger Ausbau im Vordringlichen Bedarf geplant. Für den Teilabschnitt zwischen Mönchhof-Dreieck und der Anschlussstelle Flughafen (im westlichen Teil des Frankfurter Kreuzes) begann im Frühjahr 2009 das Planfeststellungsverfahren.
Der bereits achtstreifige Abschnitt zwischen Frankfurter Kreuz und Offenbacher Kreuz soll auf zehn Fahrstreifen erweitert werden. Dieser Ausbau wurde in den Weiteren Bedarf mit Planungsrecht eingestuft.

### Sechsstreifiger Ausbau Aschaffenburg bis Biebelried
Mit dem Status Vordringlicher Bedarf ist im Bundesverkehrswegeplan 2003 vorgesehen, die Autobahn von Aschaffenburg über den Spessart und Mainfranken bis zum Autobahnkreuz Biebelried sechsstreifig auszubauen. Sämtliche bis dato noch nicht realisierten Abschnitte wurden in den Investitionsrahmenplan für die Jahre 2011 bis 2015 des Bundesministeriums für Verkehr, Bau und Stadtentwicklung als prioritäre Maßnahmen aufgenommen.
Der 19 km lange westliche Unterabschnitt von der Anschlussstelle Aschaffenburg bis einschließlich Kauppenbrücke wurde in den Jahren 2001 bis 2011 auf sechs Fahrstreifen ausgebaut. Die Autobahndirektion Nordbayern gab 2016 dafür Baukosten in Höhe von 580 Millionen Euro an. Ab Höhe Keilberg wurde die Trasse mit der Kauppenbrücke aus Lärmschutzgründen von Waldaschaff weg Richtung Süden verlegt.
Der 30 km lange mittlere Unterabschnitt, für den die Autobahndirektion Nordbayern im Jahr 2016 Baukosten von 287 Millionen Euro angab, liegt zwischen der Kauppenbrücke und der Mainbrücke Bettingen. Die 7,7 km lange Strecke bis zur Anschlussstelle Rohrbrunn wurde seit April 2013 ausgebaut und am 17. November 2015 für den Verkehr freigegeben. In Fahrtrichtung Würzburg wurde im Steigungsbereich des Spessartaufstiegs ein zusätzlicher vierter Fahrstreifen errichtet. Die rund fünf Kilometer lange Strecke zwischen der Anschlussstelle Rohrbrunn und der Haseltalbrücke (einschließlich Ausbau der Tank- und Rastanlage Spessart Süd) wurde von 2016 bis 2018 erneuert. Hierbei wurde die Anschlussstelle aus der T+R Spessart heraus verlegt. Zwischen 2007 und Mai 2012 wurden der Ersatzneubau der Haseltalbrücke errichtet und zusätzlich beidseitig der Brücke rund 1,2 km lange Teilstücke der benachbarten Planungsabschnitte ausgebaut. Für den folgenden rund sechs Kilometer langen Abschnitt bis westlich Marktheidenfeld lag seit Juli 2008 der Planfeststellungsbeschluss vor. Der Ausbau begann 2016 und war Ende 2019 abgeschlossen. Für den 9,7 km langen Abschnitt bis zum Main lag seit Oktober 2008 der Planfeststellungsbeschluss vor; der Ausbau begann 2014 und wurde 2017 beendet. Die daran anschließende Mainbrücke Bettingen wurde vorab bereits 2001 nach dreieinhalbjähriger Bauzeit fertiggestellt. Die Brücke war aber bis zur 6-streifigen Fertigstellung der angrenzenden Abschnitte (2017) vorläufig nur vierstreifig befahrbar.
Der 45 km lange östliche Unterabschnitt, für den die Autobahndirektion Nordbayern 2016 Baukosten in Höhe von 574 Millionen Euro angab, liegt zwischen der Mainbrücke Bettingen und dem Autobahnkreuz Biebelried. Er bestand aus sieben Planungsteilen. Der erste umfasste einen 6,5 km langen Streckenabschnitt, der östlich der Mainbrücke Bettingen begann und in Baden-Württemberg lag. Nach dem Planfeststellungsbeschluss im Jahr 2007 begannen 2014 die Bauarbeiten und waren Ende 2017 abgeschlossen. Ein zwei Kilometer nach der Landesgrenze beginnender elf Kilometer langer Abschnitt bis zum Autobahndreieck Würzburg-West wurde zwischen Juni 2009 und Dezember 2011 ausgebaut. Der Ausbau des 8,0 km langen Abschnitts bis zur Anschlussstelle Würzburg-Heidingsfeld erfolgte von Mitte 2007 bis Dezember 2009. In Fahrtrichtung Frankfurt ist im Steigungsbereich ein 2,0 km langer vierter Fahrstreifen vorhanden.
Der aufwändigste Abschnitt liegt zwischen den Anschlussstellen Würzburg-Heidingsfeld und Würzburg/Randersacker und ist 5,4 km lang. Im Mai 2008 wurde nach Widersprüchen durch die Stadt Würzburg ein neues Planfeststellungsverfahren eingeleitet, das mit Planfeststellungsbeschluss vom 17. Dezember 2009 abgeschlossen wurde. Es soll danach die Talbrücke Heidingsfeld tiefer gelegt und der Stadtteil Heuchelhof mit dem Katzenbergtunnel unterquert werden. Es wurde mit einer Bauzeit von zirka fünfeinhalb Jahren gerechnet. Gegen den Beschluss wurde Klage erhoben, die das Bundesverwaltungsgericht mit Urteil vom 3. März 2011 abwies. Die Vorarbeiten begannen im September 2012, die Bauarbeiten im Juli 2014. Bis Dezember 2017 sollte der 1. Bauabschnitt, bestehend aus der nördlichen Richtungsfahrbahn, der späteren Fahrtrichtung Frankfurt, fertiggestellt sein. Im Anschluss wurde die bestehende Brücke abgerissen und der 2. Bauabschnitt begonnen. Die Fertigstellung mit Freigabe beider Fahrbahnen wurde für Ende 2019 angepeilt, aufgrund von Bauverzögerungen erfolgte die Eröffnung der verbreiterten Autobahn aber erst 2021, wobei bis 2023 noch Restarbeiten erledigt wurden. Der daran anschließende 2,0 km lange Abschnitt mit dem Neubau der Mainbrücke Randersacker sowie dem Ausbau der Anschlussstelle Randersacker wurde im Jahr 2007 begonnen und im Juli 2011 fertiggestellt. Die sechsstreifige Verkehrsfreigabe erfolgte gemeinsam mit dem östlich angrenzenden Abschnitt. Der letzte Teil des Streckenausbaus ist 9,7 km lang und endet am Autobahnkreuz Biebelried. Von Juni 2007 bis Dezember 2009 wurde der vorgezogene, teilweise Umbau der Anschlussstelle Rottendorf durchgeführt. Der Baubeginn für den eigentlichen Ausbau war im Herbst 2009. Der erste Teilabschnitt bis zur Anschlussstelle Rottendorf ist seit März 2012 ausgebaut. Seitdem sind hier im Steigungsbereich auf der Richtungsfahrbahn Nürnberg vier Fahrstreifen nutzbar. Die Bauarbeiten für den zweiten Teilabschnitt von der Anschlussstelle Rottendorf bis zum Autobahnkreuz Biebelried wurden am 12. Oktober 2012 abgeschlossen.

#### Baufortschritt
| Abschnitt                                        | Baubeginn | Status                  | Länge (km) |
| ------------------------------------------------ | --------- | ----------------------- | ---------- |
| AS Aschaffenburg–AS Aschaffenburg-Ost            | 2005      | fertiggestellt (2009)   | 5,0        |
| AS Aschaffenburg-Ost–AS Hösbach                  | 1995      | fertiggestellt (2005)   | 6,0        |
| AS Hösbach–Kauppenbrücke                         | 2008      | fertiggestellt (2011)   | 7,0        |
| Kauppenbrücke–westl. AS Rohrbrunn                | 2013      | fertiggestellt (2015)   | 8,0        |
| westl. AS Rohrbrunn–Haseltalbrücke               | 2016      | fertiggestellt (2018) 1 | 5,0        |
| Haseltalbrücke–westl. AS Marktheidenfeld         | 2016      | fertiggestellt (2019)   | 8,0        |
| westl. AS Marktheidenfeld–Landesgrenze BY/BW     | 2016      | fertiggestellt (2017)   | 7,0        |
| Landesgrenze BY/BW–westl. AS Helmstadt           | 2014      | fertiggestellt (2017)   | 8,0        |
| westl. AS Helmstadt–AD Würzburg-West             | 2009      | fertiggestellt (2011)   | 11,0       |
| AD Würzburg-West–AS Würzburg-Heidingsfeld        | 2007      | fertiggestellt (2009)   | 8,0        |
| AS Würzburg-Heidingsfeld–Mainbrücke Randersacker | 2012      | fertiggestellt (2021)   | 5,0        |
| Mainbrücke Randersacker–Kreuz Biebelried         | 2007      | fertiggestellt (2012)   | 11,0       |

### Sechsstreifiger Ausbau Biebelried bis Fürth/Erlangen
Der sechsstreifige Ausbau der ca. 80 km langen Strecke zwischen dem Autobahnkreuz Biebelried und dem Kreuz Fürth/Erlangen ist im neuen BVWP 2030 als bereits laufendes Vorhaben eingestuft und soll über eine öffentlich-private Partnerschaft (ÖPP) umgesetzt werden. Die Planung fand in der Laufzeit des BVWP 2003 statt, wobei der Abschnitt westlich der AS Schlüsselfeld in den Vordringlicher Bedarf eingestuft war, und östlich der AS Schlüsselfeld in den Weiteren Bedarf mit Planungsrecht. Der Abschnitt zwischen Fuchsberg und der AS Geiselwind ist bereits konventionell sechsstreifig ausgebaut. Der vollständige Ausbau das gesamten Streckenabschnitts zwischen den beiden Autobahnkreuzen Biebelried und Fürth/Erlangen sollte ursprünglich Mitte 2019 starten und bis 2024 komplett abgeschlossen sein, die Gesamtkosten wurden mit 2,4 Mrd. Euro beziffert. Aufgrund von Angebotsmängeln der privaten Betreiber wurde der Baubeginn auf den Frühjahr 2020 und die geplante Fertigstellung auf Herbst 2025 verschoben. Während des Baubetriebes sollen stets 2 Fahrstreifen pro Fahrtrichtung vorhanden sein. Ende 2018 wurde mit den ersten Vorleistungen (Baumrodungen) begonnen.
Die Strecke ist in zehn Planungsabschnitte unterteilt, für die gesamte Strecke besteht durchgehend Baurecht:
- Im ersten 2,3 km langen Abschnitt zwischen dem Autobahnkreuz Biebelried und der Mainbrücke Dettelbach ist der dritte Fahrstreifen in Richtung Würzburg seit Ende 2005 unter Verkehr. Die Mainbrücke wurde in entsprechender Breite neugebaut und ist vorläufig vierstreifig markiert. Für den Ausbau der Richtungsfahrbahn Nürnberg wurde der Planfeststellungsbeschluss im Dezember 2009 erlassen.[115]
- Der anschließende 12,4 km lange Abschnitt bis westlich der Anschlussstelle Wiesentheid befand sich ab August 2011 im Planfeststellungsverfahren.[116]
- Der Planfeststellungsbeschluss für den nächsten 7,1 km langen Planungsabschnitt bis zum Fuchsberg liegt seit dem 15. März 2011 vor.[117] Es wird mit einer Bauzeit von drei Jahren gerechnet.[118]
- Für den angrenzenden 5,3 km langen Abschnitt zwischen Fuchsberg und der Anschlussstelle Geiselwind wurde im Dezember 2009 der Planfeststellungsbeschluss erlassen.[119] Der Bau dieses Abschnittes wurde im Frühjahr 2016 begonnen[120] und 2018 abgeschlossen.
- Für den weiteren Ausbau bis in Höhe Aschbach (5,2 km) liegt seit April 2013 der Planfeststellungsbeschluss vor.[121]
- Für die anschließenden 10,5 km bis zur Anschlussstelle Schlüsselfeld liegt seit 18. Dezember 2013 der Planfeststellungsbeschluss vor.[122] Hier wird von einer Bauzeit von drei Jahren ausgegangen.
- Für die 6,3 km zwischen Anschlussstelle Schlüsselfeld bis Anschlussstelle Höchstadt-Nord wurde das Planfeststellungsverfahren im September 2014 eingeleitet und der Planfeststellungsbeschluss am 16. Oktober 2015 erlassen.[123]
- Für die anschließenden 10,8 km zwischen Anschlussstelle Höchstadt-Nord und Klebheim (östlich der Anschlussstelle Höchstadt-Ost) begann das Planfeststellungsverfahren im Oktober 2014
- Für den 10,0 km Abschnitt zwischen Klebheim (östlich der Anschlussstelle Höchstadt-Ost) und der T+R Aurach wurde das Planfeststellungsverfahren im Juni 2014 eingeleitet. Der Planfeststellungsbeschluss erfolgte am 18. November 2015.[124]
- Als letztes ein 9,4 km langer Abschnitt zwischen der T+R Aurach und dem Autobahnkreuz Fürth/Erlangen. Dieser Abschnitt gliedert sich in drei Unterabschnitte auf:
  - Der ca. 6 km lange Abschnitt zwischen T+R Aurach und der Main-Donau-Kanalbrücke.
  - Erneuerung der Main-Donau-Kanalbrücke sowie Anpassungen für den sechsstreifigen Ausbau. Baurecht bestand seit Oktober 2013, die Erneuerung begann im April 2014 und wurde am 11. Dezember 2015 abgeschlossen.[125]
  - Der Umbau des AK Fürth/Erlangen mit Erweiterung der Hauptfahrbahn der A3 östlich der Brücke über den Main-Donau-Kanal erhielt 2016 die Baufreigabe.[126] Die Bauarbeiten begannen 2017 und wurden 2021 vollständig abgeschlossen.[127][128] Auch die Regnitzbrücke wurde bereits fertiggestellt, ist aber vorläufig nur vierstreifig markiert. Baurecht lag seit April 2013 vor.[129]

#### Baufortschritt
| Abschnitt                                | Baubeginn | Status                                                                                               | Bauträger | Betreiber | Länge (km) |
| ---------------------------------------- | --------- | --- | --------- | --------- | ---------- |
| AK Biebelried–Mainbrücke Dettelbach      | 2020      | im Bau (bis vsl. 2025, in FR Würzburg fertiggestellt)                                                | Bund/ÖPP  | ÖPP       | 3,0        |
| Mainbrücke Dettelbach–AS Wiesentheid     | 2020      | im Bau (bis vsl. 2025)                                                                               | ÖPP       | ÖPP       | 12,0       |
| AS Wiesentheid–Fuchsberg                 | 2020      | fertiggestellt (2024)                                                                                | ÖPP       | ÖPP       | 8,0        |
| Fuchsberg–AS Geiselwind                  | 2016      | fertiggestellt (2018)                                                                                | Bund      | ÖPP       | 5,0        |
| AS Geiselwind–Aschbach                   | 2020      | im Bau (bis vsl. 2025)                                                                               | ÖPP       | ÖPP       | 4,0        |
| Aschbach–östl. AS Schlüsselfeld          | 2020      | im Bau (bis vsl. 2025)                                                                               | ÖPP       | ÖPP       | 11,0       |
| östl. AS Schlüsselfeld–AS Höchstadt-Nord | 2020      | fertiggestellt (2024)                                                                                | ÖPP       | ÖPP       | 8,0        |
| AS Höchstadt-Nord–Klebheim               | 2020      | im Bau (bis vsl. 2025)                                                                               | ÖPP       | ÖPP       | 11,0       |
| Klebheim–TR Aurach                       | 2020      | im Bau (bis vsl. 2025)                                                                               | ÖPP       | ÖPP       | 8,0        |
| TR Aurach–AK Fürth/Erlangen              | 2020      | im Bau (bis vsl. 2025, im AK Fürth/Erlangen seit 2018 im Bau, Main-Donau-Kanalbrücke fertiggestellt) | Bund/ÖPP  | Bund/ÖPP  | 10,0       |

ÖPP: öffentlich-private Partnerschaft

### Neue Anschlussstellen zwischen Nürnberg und Regensburg
Es ist geplant, mit der B 4f eine Anbindung des Nürnberger Flughafens an die Autobahn zu ermöglichen („Nordspange“). Dadurch würde eine neue Anschlussstelle an der A 3 entstehen.
Östlich von Neumarkt in der Oberpfalz wurde im Dezember 2012 die neue Anschlussstelle „Neumarkt-Ost“ dem Verkehr übergeben. Diese trägt nun die Nummer „92b“.

### Sechsstreifiger Ausbau Autobahnkreuz Regensburg bis Anschlussstelle Rosenhof
Ein sechsstreifiger Ausbau der A 3 im Abschnitt AK Regensburg–AS Rosenhof war im Bundesverkehrswegeplan 2003 nur als weiterer Bedarf eingestuft. Das Bundesverkehrsministerium stimmte allerdings im März 2008 einem vorzeitigen Planungsbeginn für den Teilabschnitt AS Neutraubling–AS Rosenhof zu. Am 25. August 2014 wurde das Planfeststellungsverfahren eingeleitet.
Seit Oktober 2017 wurde auf einer Länge von knapp 15 Kilometern zwischen dem Kreuz Regensburg und der Anschlussstelle Rosenhof sechsstreifig ausgebaut. Die Autobahndirektion Südbayern beziffert die Projektkosten auf 270 Millionen Euro. 2010 zählte man im Abschnitt zwischen dem Autobahnkreuz Regensburg und der Anschlussstelle Regensburg Universität durchschnittlich rund 67.000 Fahrzeuge pro Tag. Laut Verkehrsprognose wird diese Zahl bis 2030 auf 82.000 Fahrzeuge ansteigen. Etwa die Hälfte des Verkehrs auf der Autobahn in diesem Abschnitt besteht tagsüber aus kurzen Stadtfahrten. Die Ausbaustrecke wurde am 15. Dezember 2023 sechsstreifig unter Verkehr genommen. Restarbeiten, wie der Einbau eines offenporigen Asphalts, wurden noch bis Oktober 2024 erledigt.

### Sechsstreifiger Ausbau Autobahnkreuz Deggendorf bis Anschlussstelle Hengersberg
Zusätzlich zum Ausbau bei Regensburg wurde zudem erwogen, die 120 Kilometer zwischen Regensburg und Passau komplett sechsstreifig auszubauen. Die Kosten hierfür wurden auf 1,2 Milliarden Euro geschätzt. Im Bundesverkehrswegeplan 2030 wurden letztlich die Abschnitte zwischen Nittendorf und Rosenhof sowie zwischen Kreuz Deggendorf und Hengersberg in den Vordringlichen Bedarf eingestuft, der Abschnitt zwischen Hengersberg und Aicha vorm Wald in den Weiteren Bedarf mit Planungsrecht. Für die übrigen Abschnitte ist wegen zu niedrigem Nutzen-Kosten-Verhältnis 2018 keine Erweiterung vorgesehen.
Das Genehmigungsverfahren für den Ausbau des 10,7 km langen Abschnitts zwischen dem Autobahnkreuz Deggendorf und der Anschlussstelle Hengersberg wurde 2022 gestartet. Am 16. Januar 2025 wurde der Planfeststellungsbeschluss erlassen. Die Kosten werden sich voraussichtlich auf über 300 Millionen Euro belaufen, da die Donaubrücke Deggenau durch einen Neubau ersetzt werden muss. Im Zuge des Ausbaus sollen zudem elf weitere Brücken neu gebaut, 8,7 km neue Lärmschutzbauwerke errichtet und ein offenporiger Asphalt eingebaut werden. Die Bauarbeiten sollen 2027 starten und bis 2035 dauern.

## Besonderheiten

### Autobahnkreuz Oberhausen
Das Autobahnkreuz Oberhausen war ursprünglich nur als Autobahndreieck mit Anschluss der Hollandlinie an die Autobahn Berlin–Köln geplant, wurde aber in den 1960er Jahren als Kreuz mit einer südlichen Verlängerung der A 3 nach Oberhausen, der heutigen A 516 gebaut. Um hier auf der A 3 zu bleiben, ist im Autobahnkreuz die Hauptfahrtrichtung zu verlassen und eine der (noch) einstreifigen Verbindungsrampen zu benutzen (TOTSO). Die Anschlussstelle Oberhausen-Holten hieß bis 1992 Duisburg-Hamborn und das Autobahnkreuz Oberhausen-West führte die Bezeichnung Duisburg/Oberhausen. Zwischen der Anschlussstelle Oberhausen-Holten (11) und dem Autobahnkreuz Oberhausen-West (12) ist eine etwa 1,5 km lange Versuchsstrecke für Flüsterasphalt angelegt.

### Expo- und Zoobrücke

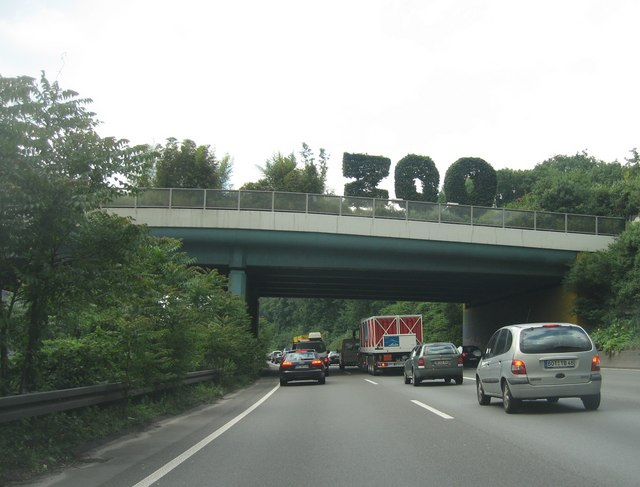
Zoobrücke bei Duisburg

Südlich des Autobahnkreuzes Kaiserberg befindet sich zu beiden Seiten der A 3 der Duisburger Zoo. Die im Zuge der Expo 58 in Brüssel gebaute Fußgängerbrücke (Architekten: Egon Eiermann und Sep Ruf) wurde nach dem Ende der Weltausstellung als Verbindungsstück über die A 3 (Zoobrücke) zwischen beiden Seiten des Zoos weitergenutzt.
Mit der Errichtung einer neuen Zoobrücke im Jahr 1997 wurde die alte Brücke (nun als Expo-Brücke bezeichnet) an ihren heutigen Standort rund einen Kilometer weiter südlich verlegt. Da die neue Brücke sehr breit und an beiden Rändern begrünt ist, ist die Autobahn für den Zoobesucher an dieser Stelle nicht mehr sichtbar.

### Beleuchtung

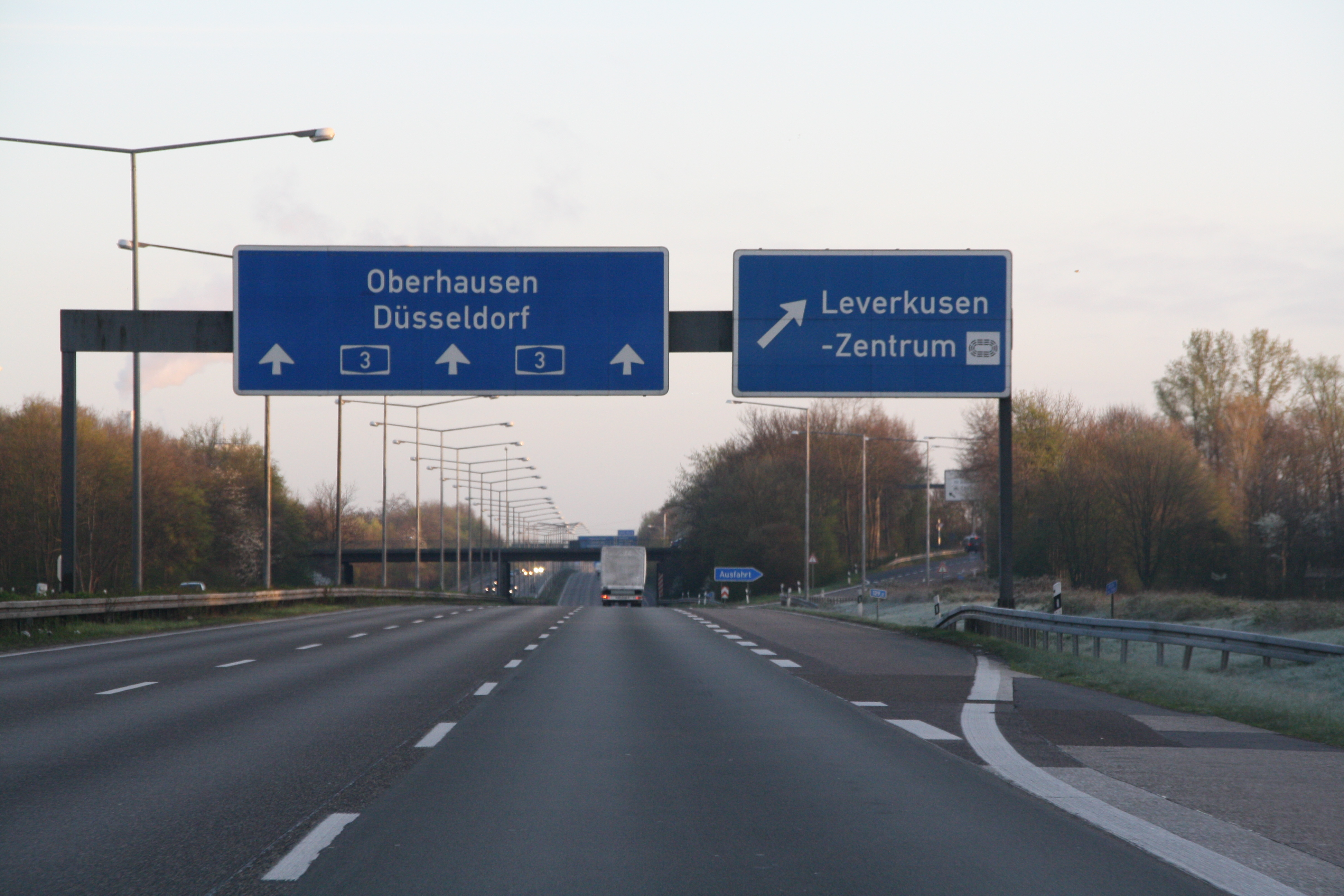
Autobahn bei Leverkusen mit Beleuchtung (2012)

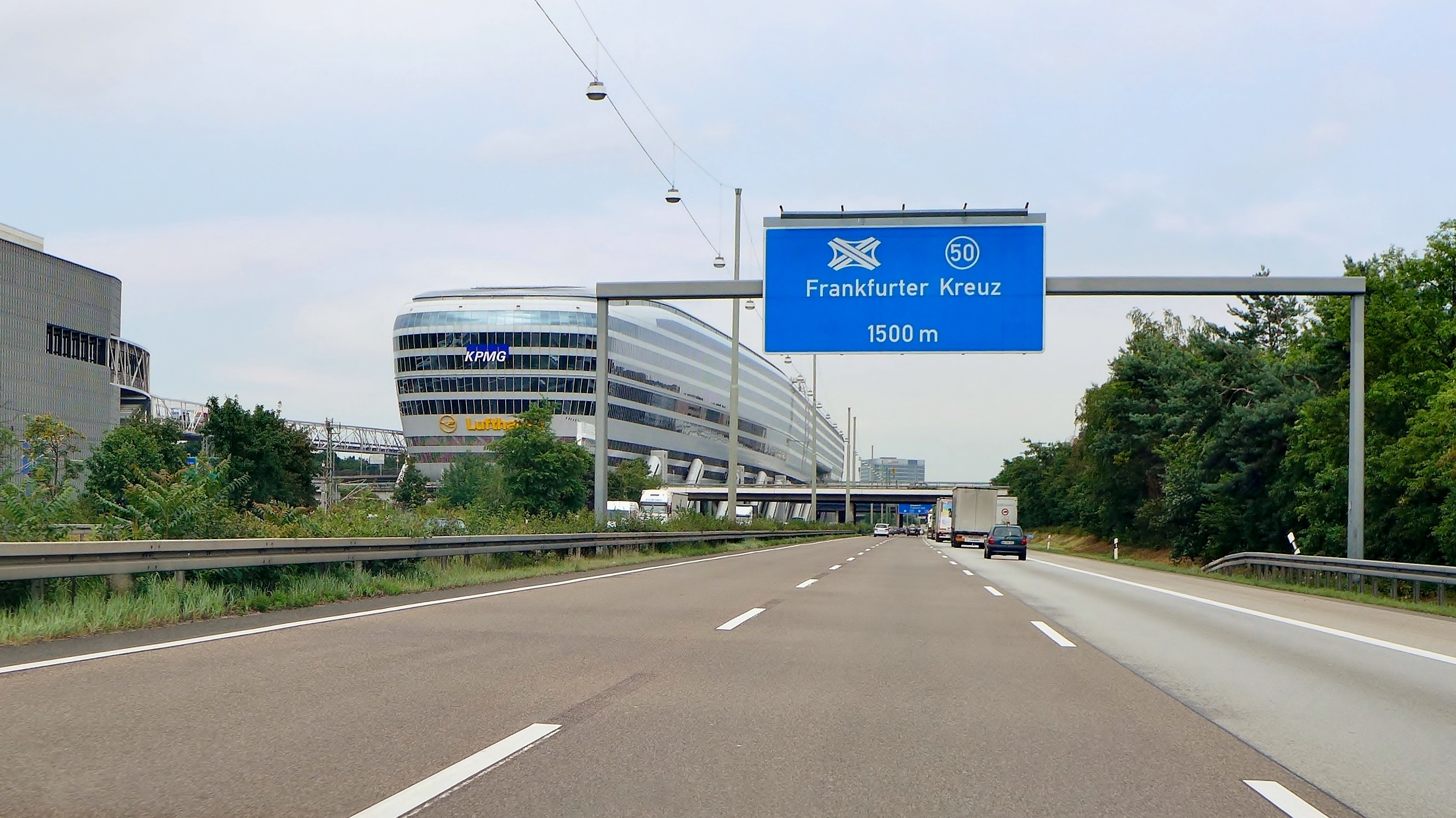
Autobahnbeleuchtung am Frankfurter Flughafen

Das Teilstück zwischen Leverkusen (zwischen AS Opladen und AK Leverkusen) und Köln-Mülheim (südlich der Anschlussstelle) gehörte viele Jahre zusammen mit einem Abschnitt am Frankfurter Flughafen zu den wenigen Autobahnabschnitten in Deutschland, die mit einer Straßenbeleuchtung ausgestattet sind. Die Lichtmasten wurden im Zuge des sechsstreifigen Ausbaus (1960–62) im Mittelstreifen installiert und dienten in erster Linie als Testanordnung für eine damals geplante flächendeckende Beleuchtung deutscher Autobahnen. Im nördlichen Teil der Strecke wurden Einzelmasten mit Doppelausleger installiert, im südlichen Teil eine dem Straßenverlauf folgende Lichterkette. Auch auf der A 1 wurde zwischen Köln-Niehl und Leverkusen eine derartige Beleuchtung mit beiden Anordnungen errichtet. Genau wie alle Anschlussstellen in diesem Bereich war sogar das Kreuz Leverkusen mit allen Rampen komplett beleuchtet.
Die Quecksilberdampflampen wurden von der Firma Siemens geliefert und hatten eine Leistung von je 250 Watt. Im Bereich der Anschlussstellen war kein Platz für einen Lichtmasten im Mittelstreifen, weshalb hier eine Überspannung über die gesamte Fahrbahnbreite mit angehängten Leuchten zum Einsatz kam. Das Kunststoffseil hatte einen Durchmesser von 12 mm und trug zwei Leuchten.
Zu einer flächendeckenden Autobahnbeleuchtung kam es trotz der Installation im Bereich Köln/Leverkusen dennoch nicht, da sich der damalige Bundesverkehrsminister Georg Leber aufgrund der hohen Strom- und Unterhaltskosten auf den damals 4000 km Autobahn dagegen entschied. Daher wurden später nur auf Autobahnen, die durch dicht besiedeltes Gebiet oder beleuchtungsintensive Gebiete führen, zur Vermeidung von Irritationen Lichtanlagen installiert.
Anfang 2010 wurden die Leuchten zunächst testweise, dann dauerhaft abgeschaltet, um Kosten zu sparen; außerdem seien, so die nachträgliche Begründung,
die Unfallzahlen durch den Wegfall der Beleuchtung auf anderen Autobahnabschnitten (etwa der A 555) nicht signifikant angestiegen. Im Zuge des achtstreifigen Ausbaus der A 3 wurde Mitte 2010 als bauvorbereitende Maßnahme der südliche Abschnitt der Lichtanlage abgebaut. Der Ausbau fand zwischen Köln-Mülheim und Köln-Dellbrück von 2009 bis 2012 statt und zwischen Leverkusen-Zentrum und Köln-Mülheim von 2015 bis 2017. Die Lichtmasten im Gebiet von Leverkusen wurden Mitte 2016 entfernt.
Der Abschnitt zwischen Kelsterbach und dem Frankfurter Kreuz wird in den Nachtstunden nach wie vor beleuchtet. Hier wurde eine Lichterkette verwendet, die derjenigen am Kölner Ring gleicht. Der Grund hierfür sind die umliegenden Einrichtungen des Flughafens, die nachtsüber hell erleuchtet sind. Die durch den Flughafenbetreiber finanzierte Beleuchtung soll eine Ablenkung von Autofahrern verhindern.

### Doppelte Kilometerbezeichnung
Die Kilometerauszeichnung beginnt zum einen an der niederländischen Grenze, zum anderen am Dreieck Heumar bei Köln nach Süden erneut, sodass etwa 140 km als Auszeichnung doppelt vergeben sind. Bei Pannenangaben ist es deshalb hilfreich, den Pannenservice darauf hinzuweisen, ob man sich nördlich oder südlich von Köln befindet.

### Unfallschwerpunkt
Überregional bekannt ist der Elzer Berg an der markanten Geländestufe vom Niederwesterwald hinab in das Limburger Becken. Diese lange Gefällestrecke auf der A 3 bei Kilometer 100 in Richtung Frankfurt ist ein Unfallschwerpunkt, daher gilt dort ein Tempolimit von 100 km/h, welches seit 1973 von der ersten stationären Geschwindigkeitsmessanlage Deutschlands (die 1998 und 2021 komplett erneuert wurde) überwacht wird, flankiert wird dies durch ein Überholverbot für Lastkraftwagen. Diese Anlage erreichte Bekanntheit als Deutschlands einträglichste Radarfalle, die seit Jahrzehnten jährlich Bußgelder in Millionenhöhe in den Landeshaushalt einbringt. Bis Ende April 2009 galt auf dem rechten Fahrstreifen eine Begrenzung von 40 km/h. Die Begrenzung wurde dann auf 60 km/h angehoben und schließlich erfolgte im November 2014 die Gleichstellung mit dem linken und mittleren Fahrstreifen auf 100 km/h.

### Eisenbahn und Autobahn
Weitgehend parallel zur A 3 verläuft zwischen Köln und Frankfurt am Main die Schnellfahrstrecke Köln–Rhein/Main, die seit dem Jahr 2002 in Betrieb ist.

### Autobahnkirche
Seit März 2001 gibt es die Autobahnkirche in Medenbach. Sie liegt zwischen der AS Niedernhausen und dem Wiesbadener Kreuz auf dem Gelände der Tank & Rast Medenbach-West. Die Autobahnkirche feierte 2011 ihr zehnjähriges Bestehen. Rund 400.000 Personen haben sie in dieser Zeit besucht.

### Achtstreifiger Ausbau
Der zehn Kilometer lange Abschnitt zwischen dem Frankfurter und Offenbacher Kreuz gehörte neben einem Abschnitt der A 5, ebenfalls bei Frankfurt, lange Zeit zu den einzigen längeren achtstreifigen Autobahnstrecken in Deutschland. Bei Köln ist die A3 zwischen dem Autobahndreieck Heumar und der Anschlussstellen Leverkusen-Zentrum seit 2017 über 12 Kilometer achtstreifig ausgebaut. 2019 wurde mit der konkreten Planung des achtstreifigen Ausbaus eines 15 Kilometer langen Abschnitts zwischen dem Kreuz Hilden und der Anschlussstelle Leverkusen-Opladen begonnen.

### Freigaben Standstreifen
Die Abschnitte Kreuz Breitscheid–Kreuz Hilden, Limburg-Nord–Diez (nur Rtg. Diez), Kelsterbach–Mönchhof-Dreieck und Offenbach–Hanau sind mit einer Anlage zur temporären Seitenstreifenfreigabe ausgestattet. Während der Spitzenstunden können die Seitenstreifen, bei entsprechender Schaltung der Wechselverkehrszeichen, als Fahrstreifen genutzt werden. Die betreffenden Abschnitte werden durch Kameras überwacht, so dass der Seitenstreifen beispielsweise bei einem Pannenfahrzeug auf demselben zeitnah wieder gesperrt werden kann.

### Autobahnkreuz Nürnberg
Das Kreuz Nürnberg ist als TOTSO ausgeführt: Die Hauptfahrbahn der A 3 aus Richtung Würzburg führt als A 9 weiter in Richtung München, so dass für eine Weiterfahrt auf der A 3 in Richtung Regensburg der Fahrstreifen gewechselt werden muss. Ebenso führt die Hauptfahrbahn der A 9 aus Richtung München als A 3 weiter nach Frankfurt. Diese besondere Form des Kreuzes kam deshalb zustande, weil vor dem Mauerfall die A9 nördlich von Nürnberg wenig Verkehr bewältigen musste, da sie hinter Hof in die DDR führte. Die Relation München – Frankfurt wurde damals am häufigsten genutzt, weshalb man beide Autobahnen direkt ineinander verlaufen ließ.

### Langer Abschnitt ohne Rastanlage
Zwischen Nürnberg und Regensburg befindet sich auf Höhe Neumarkt (Oberpfalz) die Raststätte Jura. Bis zur in Richtung Südosten nächsten Rastanlage Bayerischer Wald sind es 106 km, diese liegt zwischen Regensburg und Deggendorf auf Höhe Straubing.

### Temperaturabhängige Geschwindigkeitsbegrenzung
Im Streckenabschnitt zwischen den Anschlussstellen Rosenhof und Garham/Vilshofen gilt seit dem Sommer 2013 eine temperaturabhängige Geschwindigkeitsbegrenzung: Aufgrund des schlechten Zustands der über dreißig Jahre alten Betonfahrbahn kommt es im genannten Streckenabschnitt immer wieder zu Hitzeschäden, sogenannten Blow-Ups. Bei Temperaturen über 28 Grad kann sich dabei die Fahrbahn plötzlich aufwölben. Daher gilt ein Tempolimit von 80 km/h ab einer Lufttemperatur von 30 Grad. Wenn die Temperaturen mindestens einen Tag lang ununterbrochen unter 28 Grad liegen, wird die Geschwindigkeitsbegrenzung wieder aufgehoben. Ähnliches geschieht auch auf Teilstücken der A 5, A 6 und A 656 in Baden-Württemberg.

### Zwei Außengrenzen
Die A 3 war von 1984 bis zur Fertigstellung der A 6 im Jahr 2008 die einzige Autobahn in Deutschland, die ohne Unterbrechung zwei Außengrenzen Deutschlands (Niederlande und Österreich) miteinander verband.

### Ausführung der Fahrbahn
Im Zuständigkeitsbereich der Autobahndirektion Südbayern war beim Bau der A 3 die Fahrbahn mit einer Betondecke mit einer Dicke von 22 Zentimetern ausgeführt worden, um Geld zu sparen. Dadurch reduzierte sich aber auch die Lebensdauer von 40 auf 20 Jahre. Üblich sind für Autobahnen mit hohem Aufkommen an Schwerlastverkehr 26 bis 30 Zentimeter.

### Kompaktparken an der Rastanlage Jura West
2016 wurde von der Bundesanstalt für Straßenwesen die bundesweit erste Anlage für das Kompaktparken an der Rastanlage Jura West bei Velburg in Betrieb genommen. Dabei handelt es sich um einen Versuch die Stellplatzkapazität für Lastkraftwagen an Rastanlagen mittels telematischer Steuerung zu steigern.

## Ereignisse

### Geiselnahme von Gladbeck
Nahe der Anschlussstelle Bad Honnef/Linz in Nordrhein-Westfalen, kurz vor der Landesgrenze zu Rheinland-Pfalz fand am 18. August 1988 die aufsehenerregende Geiselnahme von Gladbeck nach mehreren Tagen und einer Flucht der Geiselnehmer quer durch Deutschland und die Niederlande ihr Ende, als ein Spezialeinsatzkommando das Fahrzeug der Geiselnehmer rammte und sie nach einem Schusswechsel festnehmen konnte. Eine Geisel starb bei dem Zugriff.

### Unfälle bei Brückenbauarbeiten
Der Ersatzneubau der Mainbrücke Stockstadt wurde im Taktschiebeverfahren hergestellt. Dabei stürzte einer der drei neuen parallelen Brückenüberbauten am 30. August 1988 ein. Ein Mensch starb bei diesem Unfall. Die Ursachen des Einsturzes waren Fehler in der statischen Berechnung des Tragwerkplaners, die der Prüfingenieur nicht erkannte.
Am 3. Februar 2009 ereignete sich auf der Mainbrücke Randersacker ein Unfall, der als „Wunder von Würzburg“ bezeichnet wurde. Ein Lastkraftwagen kam im Baustellenbereich von der Fahrbahn ab und fuhr auf die bereits im Abriss befindliche Brückenhälfte. Teile der Fahrbahn waren auf ganzer Breite entfernt worden und nur die Betonträger, welche die Fahrbahn vorher trugen, waren noch vorhanden. Über einen dieser 40 cm breiten Träger rutschte der Lkw über den Abgrund und kam auf dem dahinterliegenden, noch intakten Fahrbahnstück zum Stehen. Der Fahrer musste mit Hilfe einer Feuerwehrdrehleiter aus dem Führerhaus gerettet werden. Der Lastkraftwagen wurde mit einem Autokran geborgen.

### Autobahnschütze
Zum ersten Personenschaden im sogenannten Autotransporter-Fall kam es, als am 10. November 2009 abends auf Höhe des Rasthofes Würzburg eine Autofahrerin von einem Projektil lebensgefährlich am Hals getroffen wurde. Der Schuss, der aus einem Lastwagen in der Gegenrichtung fahrend abgegeben worden war, konnte später dem sogenannten Autobahnschützen nachgewiesen werden, der während seiner Taten über 700 Schüsse, vor allem auf LKW und Autotransporter in mehreren Bundesländern abgegeben hatte, während er selbst am Steuer saß.

### Sperrung bei Papstbesuch
Beim Papstbesuch in Bayern 2006 genehmigte Günther Beckstein, damaliger Staatsminister des Innern, eine 18-stündige Sperrung der Autobahn 3 anlässlich der Messe auf dem Islinger Feld. Zwischen Mitternacht und 18 Uhr war aus beiden Richtungen die Durchfahrt nur den Bussen der Gläubigen erlaubt. Zudem wurden die Mittelleitplanken entfernt, damit die Busse wenden und umkehren konnten.

### Erdrutsch bei Wiesbaden
In der Nacht zum 1. März 2010 sackte die Fahrbahn nahe dem Wiesbadener Kreuz als Folge eines Dammrutsches ab, auch die Lärmschutzwand wurde in Mitleidenschaft gezogen. Die genaue Ursache ist bisher unbekannt und soll mit einer Bohrung ermittelt werden.

### Gesperrt wegen Hochwassers
Die A 3 und die A 92 waren im Raum Deggendorf wegen eines Dammbruchs am 4. Juni 2013 im Zuge des Hochwassers in Mitteleuropa 2013 zeitweise gesperrt.

### Bombenfunde
Von 2006 bis 2008 wurde der Abschnitt zwischen den Anschlussstellen Aschaffenburg und Aschaffenburg-Ost auf sechs Fahrstreifen ausgebaut. Dabei ereignete sich am 23. Oktober 2006 ein tödlicher Unfall, als eine Fliegerbombe aus dem Zweiten Weltkrieg bei Einfräsarbeiten eines Zement-Kalk-Gemischs im neuen Standstreifen explodierte. Ein Bauarbeiter kam ums Leben, die Fräsmaschine wurde vollständig zerstört und mehrere Fahrzeuge sowie nahe Gebäude beschädigt. Während einer nachträglichen Blindgängersuche in den Randbereichen und in größeren Tiefen wurden noch weitere Blindgänger gefunden.
Bei Fahrbahnerneuerungsarbeiten im Sommer 2014 wurde am 19. August zwischen dem Offenbacher Kreuz und der Anschlussstelle Obertshausen eine 500 kg schwere Bombe aus dem Zweiten Weltkrieg gefunden. Für die Entschärfung wurde die A 3 zwischen dem Offenbacher Kreuz und der Anschlussstelle Obertshausen in beiden Fahrtrichtungen vollgesperrt. Da es nicht möglich war den Zünder des britischen Blindgängers zu entfernen, musste die Bombe vor Ort gesprengt werden. Dabei entstand ein Krater mit Abmessungen von ca. 10 × 5 Metern und einer Tiefe von rund 3 Metern. Weiterhin hob sich der Fahrbahnoberbau des ersten Fahrstreifens und des Standstreifens der Richtungsfahrbahn bis zu rund einem halben Meter an. Die Fahrbahn Richtung Würzburg war bis zum 21. August vollgesperrt.

### Sturz einer Betonplatte auf ein Fahrzeug
Am 13. November 2020 löste sich kurz vor der Anschlussstelle Köln-Dellbrück in Fahrtrichtung Oberhausen, auf einem viel befahrenen Abschnitt des Kölner Autobahnrings, eine etwa fünf Tonnen schwere Betonplatte aus einer Lärmschutzwand, stürzte auf einen fahrenden PkW und erschlug die Fahrerin. Erste Untersuchungen ergaben bald, dass die Platte bei der Montage im Jahr 2007 nicht fachgerecht eingebaut worden war. Es handele sich um eine „bewusste Improvisation“ bei der Metallbefestigung. Das Abnahmeprotokoll aus dem Jahr 2008 hatte die improvisierte Konstruktion als Mangel aufgeführt. Die Abnahme war nur unter dem Vorbehalt eines statischen Nachweises erteilt worden, der aber trotz mehrfacher Aufforderung nicht erbracht wurde. Schließlich unterblieben weitere Nachfragen. Die ausführende Firma ging 2013 in Insolvenz. Bei einer Hauptprüfung 2013 wurde der Mangel nicht bemerkt. Im Januar 2021 wurde bekannt, dass nicht nur einzelne Metallbügel fehlerhaft waren, sondern viele der etwa 200 Lärmschutzplatten in diesem Bereich nicht wie vorgesehen verbaut worden waren und neu befestigt werden müssen. Die angrenzenden Fahrspuren blieben für rund zehn Monate gesperrt.
Ebenfalls im Januar 2021 teilte die Staatsanwaltschaft Köln mit, dass ihre kurz nach dem Unfall aufgenommene Ermittlung noch geraume Zeit in Anspruch nehmen würde und dabei auch weitere technische Untersuchungen an Lärmschutzwand und Halterungen vorgesehen seien. Im Februar 2022 kam es zu Durchsuchungen in den Geschäftsräumen von zwei Baufirmen sowie des Straßenbetriebs NRW. Im März 2023 erhob die Staatsanwaltschaft Anklage wegen Totschlag durch Unterlassen und Baugefährdung gegen den damaligen Bereichsleiter der verantwortlichen Baufirma und zwei Projektverantwortliche des landeseigenen Straßenbaubetriebs, am 13. August 2024 wurde der Prozess darüber vor dem Landgericht Köln eröffnet und am 16. Dezember 2024 gegen Zahlung von Geldauflagen ohne Schuldfeststellung eingestellt, weil den Angeklagten nicht nachgewiesen werden konnte, dass ihnen die fehlerhafte Befestigung der Betonwand bekannt war.

## Zuständige Autobahnmeistereien
Zum 1. Januar 2016 lagen die Zuständigkeiten für die A 3 wie folgt:
- Freistaat Bayern
  - im Bereich Autobahndreieck Seligenstädter Dreieck (56) und Anschlussstelle Marktheidenfeld (65) bei der Autobahnmeisterei Hösbach,
  - im Bereich Anschlussstelle Marktheidenfeld (65) und Anschlussstelle Höchstadt-Ost (80) bei der Autobahnmeisterei Kist/Geiselwind,
  - im Bereich Anschlussstelle Höchstadt-Ost (80) und Anschlussstelle Parsberg (94) bei der Autobahnmeisterei Erlangen/Neumarkt i.d.Oberpfalz,
  - im Bereich Anschlussstelle Parsberg (94) und Anschlussstelle Rosenhof (103) bei der Autobahnmeisterei Pentling/Pollenried,
  - im Bereich Anschlussstelle Rosenhof (103) und Anschlussstelle Hengersberg (111) bei der Autobahnmeisterei Pankofen/Kirchroth,
  - im Bereich Anschlussstelle Iggensbach (112) und Anschlussstelle Pocking (118) bei der Autobahnmeisterei Passau.
- Nordrhein-Westfalen
  - Zwischen Anschlussstelle Emmerich und dem Kreuz Oberhausen, die Autobahnmeisterei in Isselburg.